# Berlín
Berlín (en alemán: Berlin, pronunciado /bɛɐ̯ˈliːn/ⓘ) es la capital de Alemania y uno de los dieciséis estados federados alemanes. Se localiza al noreste de Alemania. Por la ciudad fluyen los ríos Spree, Havel, Panke, Dahme y Wuhle.
Con una población de 3,77 millones de habitantes en 2019, Berlín es la ciudad más poblada de Alemania y de Europa Central, así como la primera ciudad en población y la cuarta aglomeración urbana de la Unión Europea.
Fue sucesivamente capital del reino de Prusia (1701-1918), del Reich alemán (1871-1919), de la República de Weimar (1919-1933) y del Tercer Reich (1933-1945). Después de la Segunda Guerra Mundial (1939-1945), la ciudad fue dividida; la parte este de la ciudad se convirtió en la capital de la República Democrática Alemana, mientras que la zona occidental de la ciudad se convirtió en un enclave de la República Federal de Alemania en el interior de la Alemania Oriental.
Berlín cuenta con unas dos mil empresas tecnológicas activas (2018), la mayoría de las cuales están enfocadas en software, tecnología e innovación para las empresas emergentes, biotecnología, comercio electrónico, movilidad y ciberseguridad. Así es como se posiciona como el segundo centro de emprendimiento más grande de Europa.
Berlín es una ciudad global y un centro cultural y artístico de primer nivel. Las cuarenta universidades de la ciudad conforman la mayor concentración de centros de estudios superiores de toda Alemania.

## Toponimia
Berlín se encuentra al este del río Elba, en lo que fuera la frontera oriental del reino franco oriental. Estas regiones estaban habitadas por tribus eslavas; por esta razón, la mayoría de las ciudades y pueblos en el noreste de la actual Alemania tienen nombres eslavos y la misma región fue llamada Germania Slavica. Los sufijos típicos de los nombres de lugares germanizados de origen eslavo son -ow, -itz, -vitz, -witz, -itzsch e -in. Los prefijos suelen ser Windisch y Wendisch.
El nombre de Berlín tiene, por lo tanto, raíces eslavas. Se lo relaciona con las palabras berl o birl, que en polabo significaban "tierra no cultivable" o "tierra deshabitada", respectivamente. También se lo deriva de la combinación de berl (en este caso con la posible acepción de pantano) más el mencionado sufijo locativo eslavo -in, que indicaba un lugar; o sea «lugar pantanoso», presunción fortalecida porque generalmente se la nombra con artículo: Der Berlin.
La etimología popular alemana lo asocia con el oso del escudo de la ciudad, ya que en alemán Bär, pronunciado [ber], significa oso. A partir de ella se atribuyó su fundación a Alberto I de Brandeburgo, también llamado Alberto el Oso (Albrecht den Bären).
De los doce distritos de Berlín, cinco tienen un nombre parcialmente eslavo: Pankow (el más poblado), Steglitz-Zehlendorf, Marzahn-Hellersdorf, Treptow-Köpenick y Spandau (Spandow hasta 1878).

## Historia

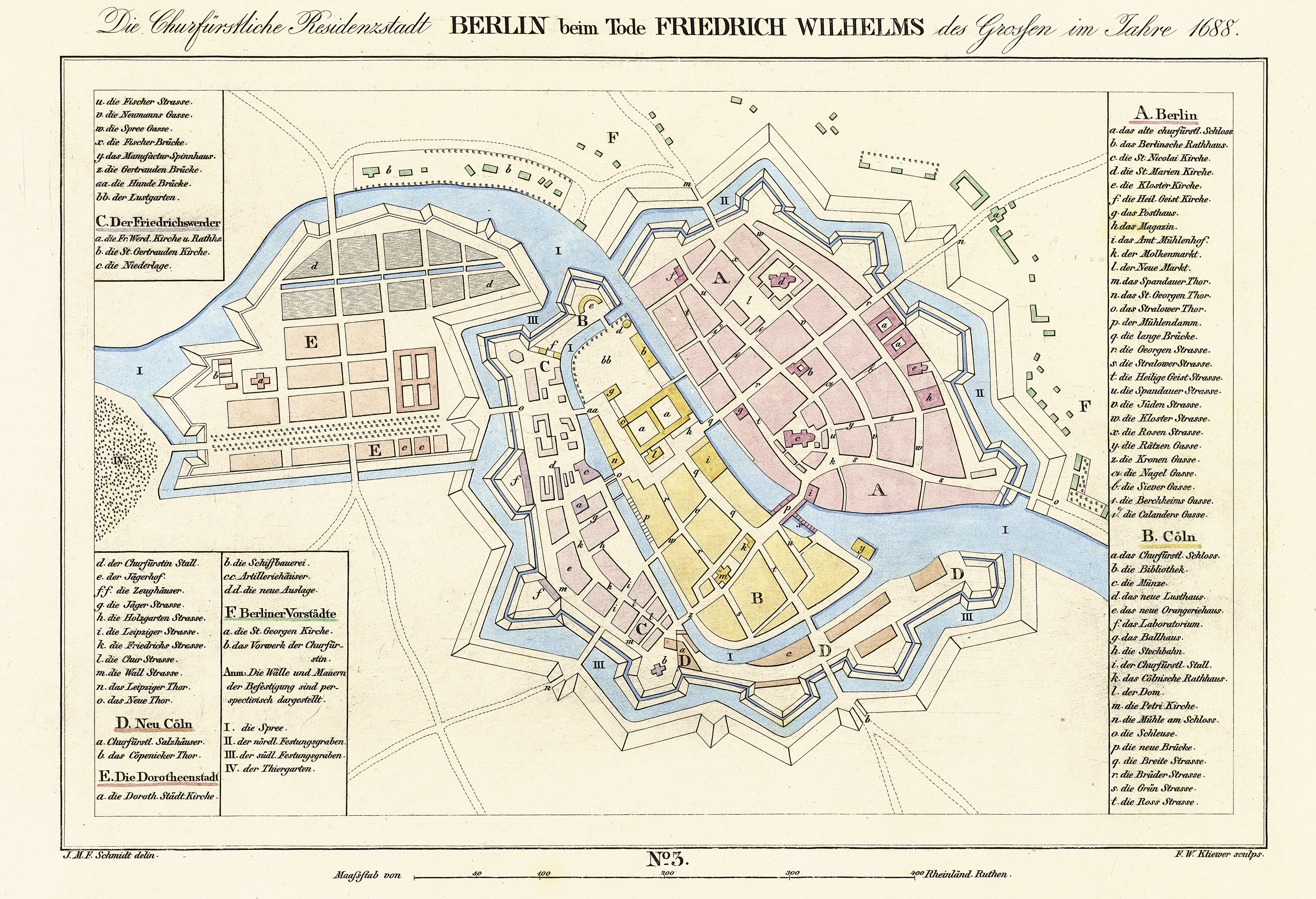
Mapa de Berlín, 1658

La evidencia más temprana de asentamientos en el área del Berlín actual son los cimientos de una casa que datan de 1174, encontrados en excavaciones en el céntrico distrito de Berlín-Mitte, y una viga de madera que data aproximadamente de 1192. Los primeros registros escritos de ciudades en el área de la actual Berlín datan de finales del siglo XII. Spandau se menciona por primera vez en 1197 y Köpenick en 1209, aunque estas áreas no se unieron a Berlín hasta 1920.
La parte central de Berlín se remonta a dos ciudades: Cölln se menciona por primera vez en un documento de 1237, y en un documento de 1244 se hace referencia a Berlín, al otro lado del Spree, en lo que ahora se llama Nikolaiviertel. La fecha tradicional de fundación es 1237. Con el tiempo, las dos ciudades formaron estrechos lazos económicos y sociales, y se beneficiaron del derecho básico en las rutas comerciales del este que iban desde Brujas a Nóvgorod. En 1307, formaron una alianza con una política exterior común.
La ciudad entró en la historia en 1415, cuando fue elegida capital del Margraviato de Brandeburgo, entonces uno de los muchos Estados del mosaico que componía el Sacro Imperio Romano Germánico.
En 1759, Prusia Oriental estaba en poder de los rusos, que habían tomado Berlín en el marco de la guerra de los Siete Años. Rusia se retiró en 1762 debido a que, a la muerte de la emperatriz, su sucesor, Pedro III, que admiraba a Federico el Grande de Prusia, firmó un tratado de paz.

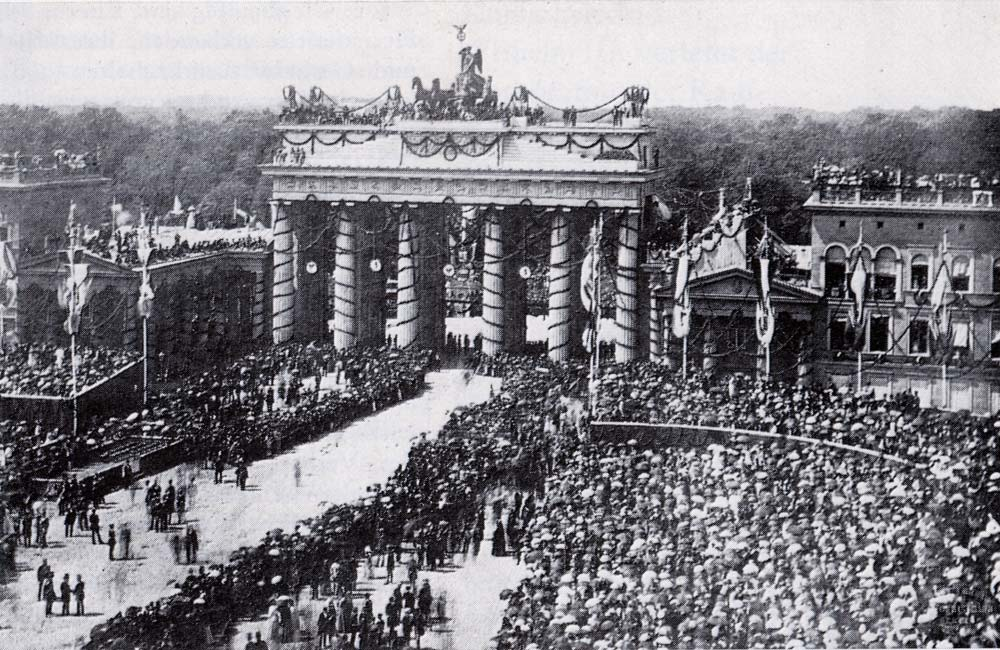
Creación del Imperio alemán en 1871.

Por ser Brandeburgo parte del reino de Prusia, Berlín se convirtió en capital del Imperio alemán (en 1871) cuando Prusia logró la unificación de Alemania, tras derrotar primero a Austria en la guerra de las Siete Semanas (1866) y luego acabar con el Segundo Imperio Francés al vencer a su ejército en la guerra franco-prusiana. Desde entonces experimentó un considerable aumento demográfico, pasando de 824 484 habitantes en 1871 a 1 888 313 en 1900 y a 4 024 165 en 1925. La ciudad se convirtió en un referente cultural, arquitectónico y centro financiero a nivel mundial.
Capital de la Alemania nazi, Berlín alcanzó en 1939 su máximo demográfico con 4 338 756 habitantes. Adolf Hitler planificó obras urbanísticas de gran envergadura a cargo de Albert Speer y el renombramiento de esta como Germania, que no se llevaron a cabo debido al inicio de la Segunda Guerra Mundial, durante la cual la mayor parte la ciudad fue destruida por los bombardeos aéreos realizados por la Royal Air Force británica y la USAAF estadounidense, a lo que se sumó la batalla de Berlín contra el Ejército soviético. Como resultado de los bombardeos y batallas terrestres fallecieron miles de civiles. Tras la derrota del régimen nazi en 1945, Berlín fue dividida en cuatro sectores bajo administración de los cuatro aliados.
En 1948, los tres sectores occidentales (Berlín Oeste), que estaban bajo control respectivo de Estados Unidos, Francia y Reino Unido, se reunifican en el marco de la República Federal de Alemania (RFA), a lo que la Unión Soviética replicó con el bloqueo de Berlín Oeste y la creación de la República Democrática Alemana (RDA) en 1949, con capital en Berlín Este. Este bloqueo fracasó gracias al puente aéreo mantenido por las fuerzas occidentales desde la RFA.

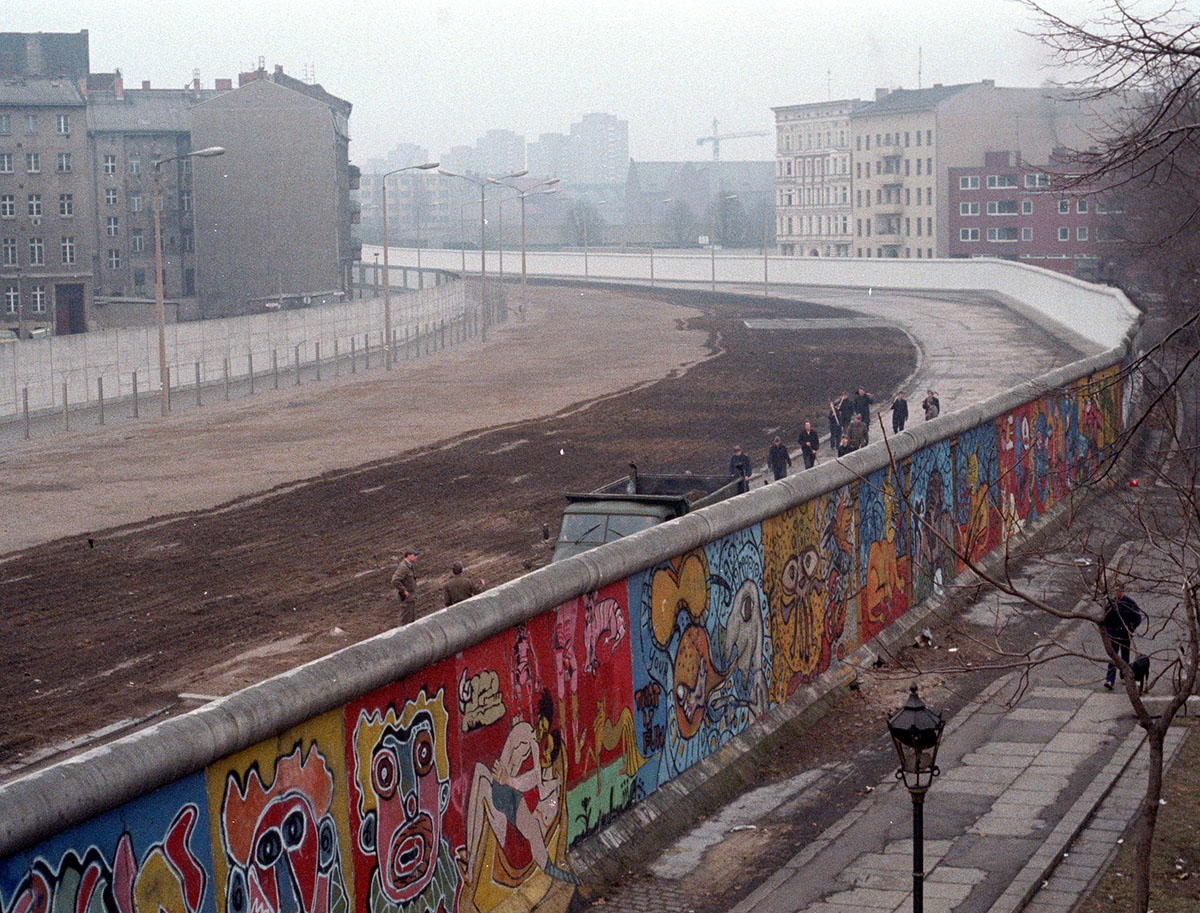
El Muro de Berlín en 1986. Tres años después fue destruido por los propios berlineses.

En 1961, la RDA construyó el denominado muro de Berlín para separar las dos partes de la ciudad, y de hecho para aislar Berlín Oeste de la RDA, con el fin de acabar con la emigración de alemanes del este hacia el oeste. El muro, que contaba con un total de 144 km, fue uno de los símbolos más conocidos de la Guerra Fría y de la partición de Alemania. Muchas personas murieron en el intento de superar la dura vigilancia de los guardias fronterizos de la RDA cuando se dirigían al sector occidental. El número exacto de víctimas está sujeto a disputas y no se conoce con seguridad. Las cifras de las diferentes versiones oscilan entre 86 y 238 muertos.
Muchos berlineses del oeste también se fueron de la ciudad por sentimiento de inseguridad o por razones económicas: la ciudad aislada y enclavada en territorio de influencia soviética, aunque masivamente subvencionada, no podía ofrecer las mismas oportunidades que el resto del país, lo que contribuyó a la disminución del número de habitantes.
El muro de Berlín cayó el 9 de noviembre de 1989, al aceptar el gobierno de la RDA la libre circulación de los ciudadanos entre las dos partes de la ciudad. Casi un año después desapareció la RDA, anexionada de hecho a la RFA, que en 1990 trasladó su capital de Bonn a Berlín, dando con ello ingreso en la CEE a la población de la desaparecida república.

### Reunificación

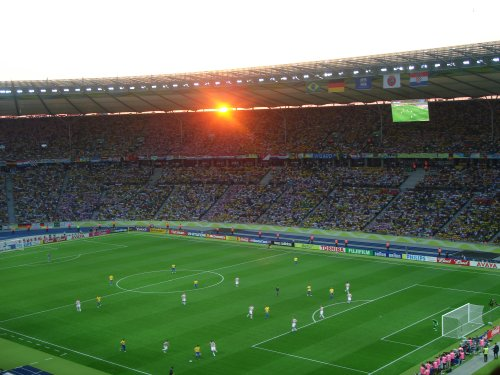
Copa Mundial de Fútbol de 2006

Muchos edificios y lugares históricos como la Potsdamer Platz y el Reichstag han sido renovados. Muchos de entre los mejores arquitectos del mundo construyen o reconstruyen toda una serie de edificios públicos y privados. Las actividades de saneamiento urbanístico se complementan con instrumentos urbanísticos de planificación urbanística social y otros programas europeos, como URBAN II. Por ejemplo, el distrito de Prenzlauer Berg, junto con los de Friedrichshain y Weissensee, fue incluido en el programa de ayuda al desarrollo de la Unión Europea, como parte de la iniciativa URBAN de la Unión Europea para zonas urbanas. La característica de este concepto de financiación planificada es la interconexión entre los distintos aspectos del programa: social, urbanístico y económico. Este distrito era la mayor área de remodelación urbana coherente de Europa. En 2006 Berlín fue elegida Ciudad Creativa por la Unesco.
Se esperaba que para 2020 se terminara de construir el Palacio Imperial de la ciudad que fue destruido en 1950, pero se retrasó por la pandemia de COVID-19. Este proyecto contempla la creación de un gran centro cultural en el interior del nuevo edificio, cuya fachada será una copia exacta del original.

## Geografía
La situación geográfica exacta del ayuntamiento de Berlín es 52º 31' 12" latitud norte, 13º 24' 36" longitud este. La mayor extensión en dirección este-oeste es de unos 45 km, y en sentido norte-sur unos 38 km. La superficie de la ciudad es aproximadamente de 892 km². Berlín está completamente rodeada por el estado federado de Brandeburgo, al este de Alemania, aproximadamente 70 km al oeste de la frontera con Polonia. La ciudad es una de las conurbaciones de la República Federal.

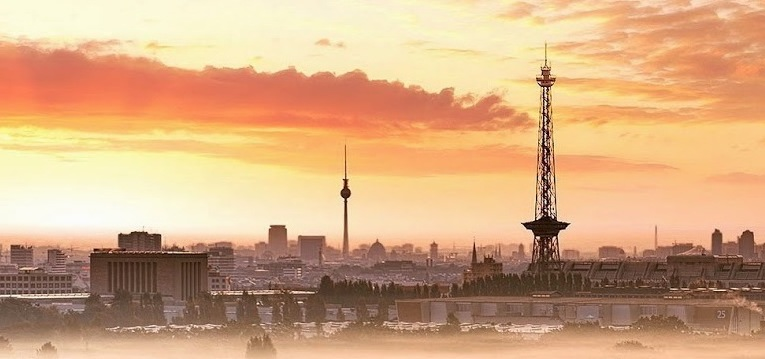
Berlín (2014)
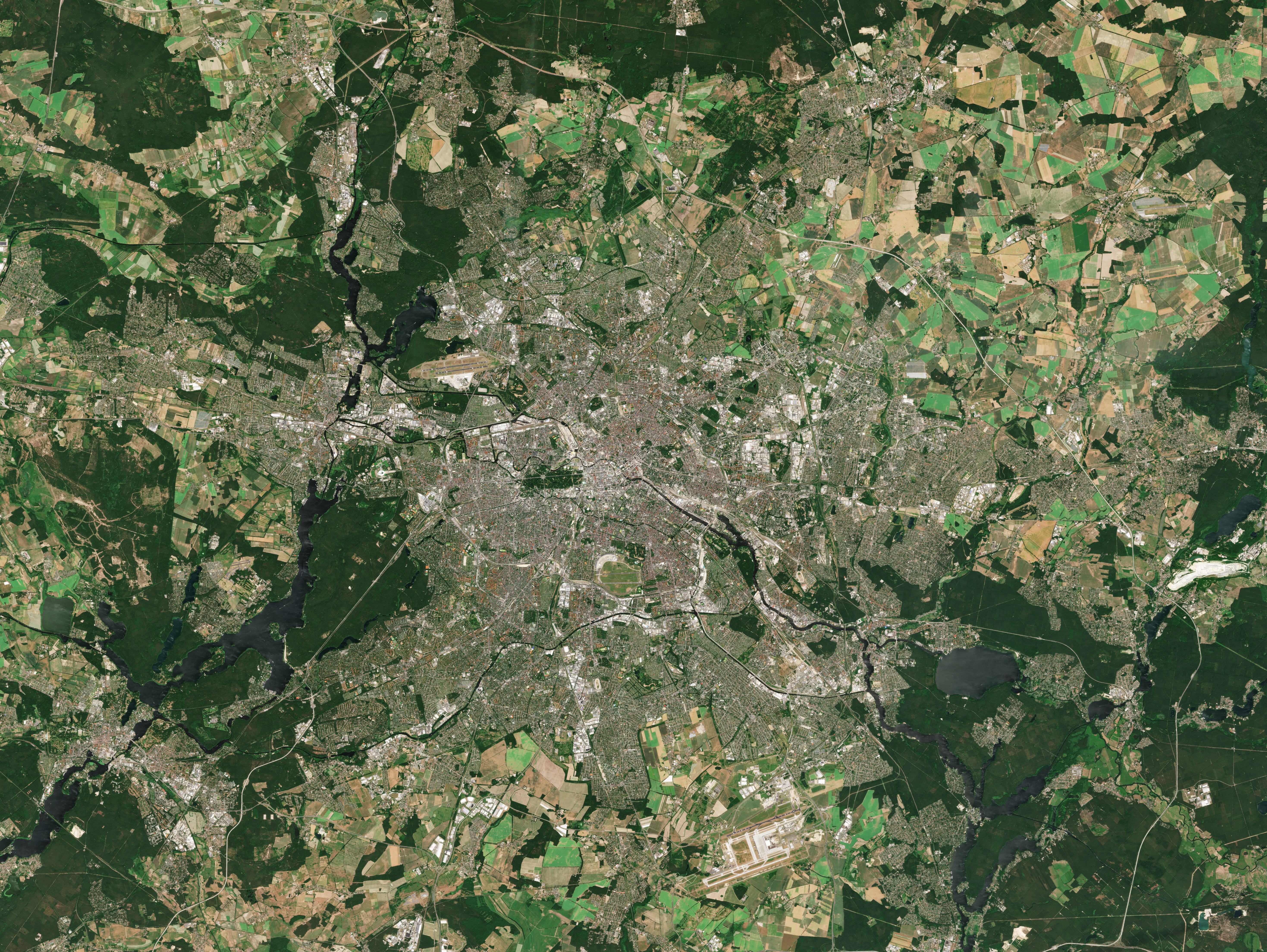
Imagen satelital de Berlín
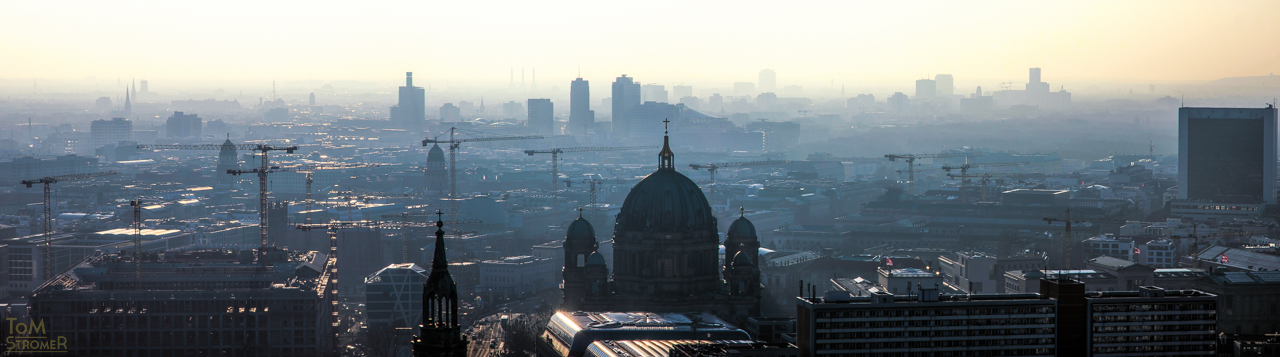
Berlín (2015)

Berlín se encuentra en una región formada durante la época glacial en el Urstromtal (antiguo cauce) de Varsovia-Berlín, entre los altiplanos de Barnim y Teltow. El centro histórico de Berlín se halla en el punto más estrecho del río Spree a su paso por el Urstromtal. En Spandau, el barrio más occidental de Berlín, el Spree desemboca en el río Havel, que atraviesa el oeste de Berlín en sentido norte-sur. El curso del Havel a menudo se asemeja a un paisaje marino, siendo sus mayores ensanchamientos el lago de Tegel y el Großer Wannsee.
Ubicada al noreste de Alemania, Berlín abarca una superficie total de 892 km² y está dividida en 12 distritos o barrios. Estos distritos son Mitte, Friedrichshain - Kreuzberg, Pankow, Charlottenburg - Wilmersdorf, Spandau, Zehlendorf - Steglitz, Schöneberg - Tempelhof, Neukölln, Treptow - Köpenick, Marzahn - Hellersdorf, Lichtenberg y Reinickendorf.

### Clima

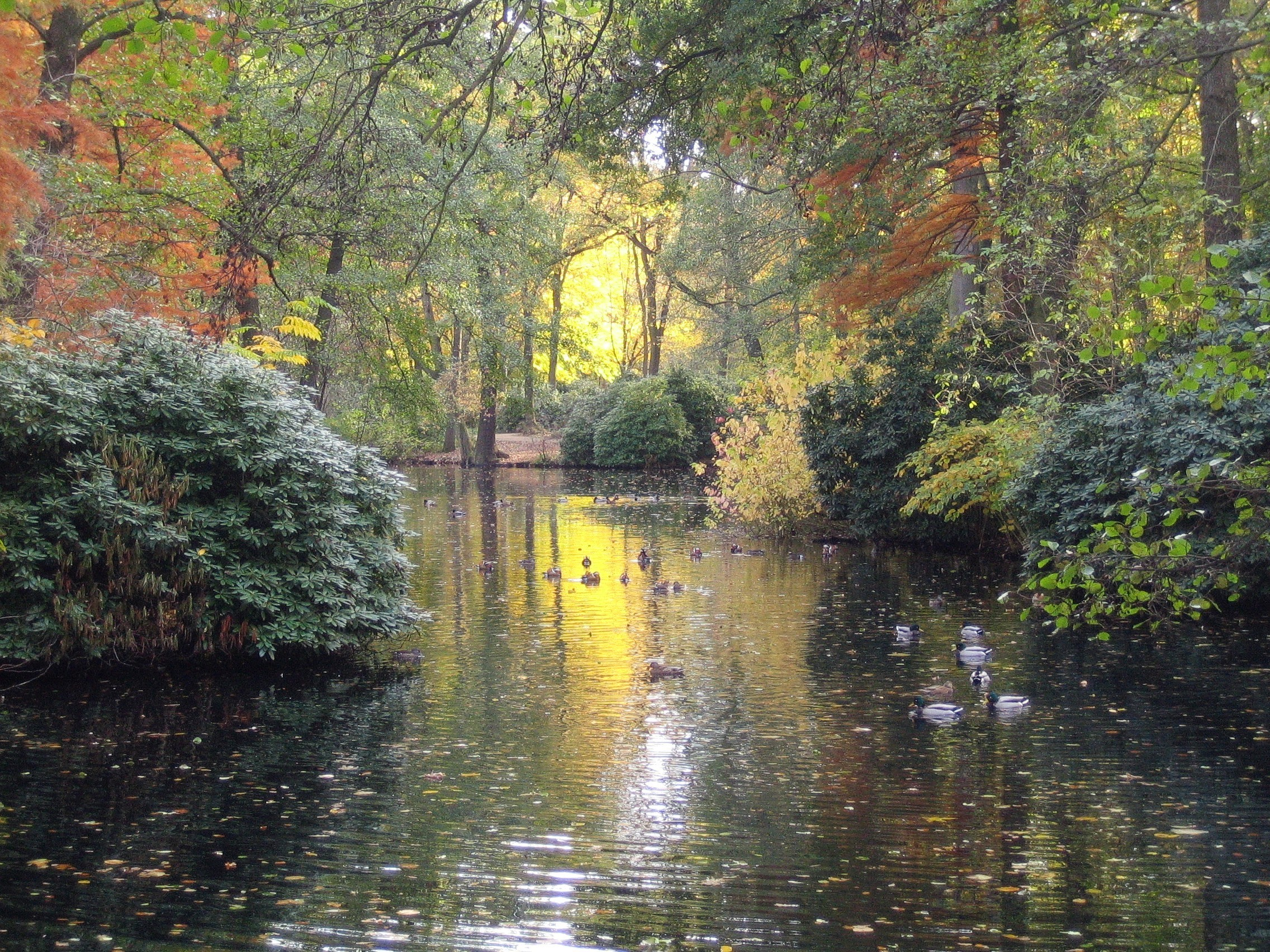
Parque berlinés Tiergarten

Berlín tiene un clima oceánico (clasificación climática de Köppen: Cfb) la parte oriental de la ciudad tiene una ligera influencia de un clima continental húmedo (clasificación climática de Köppen: Dfb); especialmente en la isoterma de 0 °C, siendo uno de los cambios la precipitación anual según las masas de aire y la mayor abundancia durante un período del año. Este tipo de clima presenta temperaturas de verano moderadas pero a veces calurosas (por ser semi-continentales) e inviernos fríos pero no rigurosos la mayor parte del tiempo.
Debido a sus zonas climáticas de transición, las heladas son comunes en invierno y hay diferencias de temperatura más grandes entre las estaciones que las típicas de muchos climas oceánicos. Además, Berlín se clasifica como un clima continental templado (Dc) según el esquema climático de Trewartha, así como los suburbios de Nueva York, aunque el sistema de Köppen los clasifica en diferentes tipos.
Los veranos son cálidos y, a veces, húmedos con temperaturas medias altas de 22 a 25 °C y mínimas de 12 a 14 °C. Los inviernos son frescos con temperaturas medias altas de 4 °C y mínimas de -2 a 0 °C. La primavera y el otoño son generalmente de fríos a templados. El área urbanizada de Berlín crea un microclima, con el calor almacenado por los edificios y el pavimento de la ciudad. Las temperaturas pueden ser 4 °C más altas en la ciudad que en las áreas circundantes. La precipitación anual es de 532 mm con lluvias moderadas durante todo el año. Las nevadas ocurren principalmente de diciembre a marzo. El mes más caluroso en Berlín fue julio de 1834, con una temperatura media de 23,0 °C y el más frío fue enero de 1709, con una temperatura media de -13,2 °C. El mes más húmedo registrado fue julio de 1907, con 230 mm de lluvia, mientras que los más secos fueron octubre de 1866, noviembre de 1902, octubre de 1908 y septiembre de 1928, todos con 1 mm de lluvia.
| Parámetros climáticos promedio de Berlín Brandenburgo (normales 1991–2020, extremos 1957–2021) | Parámetros climáticos promedio de Berlín Brandenburgo (normales 1991–2020, extremos 1957–2021) | Parámetros climáticos promedio de Berlín Brandenburgo (normales 1991–2020, extremos 1957–2021) | Parámetros climáticos promedio de Berlín Brandenburgo (normales 1991–2020, extremos 1957–2021) | Parámetros climáticos promedio de Berlín Brandenburgo (normales 1991–2020, extremos 1957–2021) | Parámetros climáticos promedio de Berlín Brandenburgo (normales 1991–2020, extremos 1957–2021) | Parámetros climáticos promedio de Berlín Brandenburgo (normales 1991–2020, extremos 1957–2021) | Parámetros climáticos promedio de Berlín Brandenburgo (normales 1991–2020, extremos 1957–2021) | Parámetros climáticos promedio de Berlín Brandenburgo (normales 1991–2020, extremos 1957–2021) | Parámetros climáticos promedio de Berlín Brandenburgo (normales 1991–2020, extremos 1957–2021) | Parámetros climáticos promedio de Berlín Brandenburgo (normales 1991–2020, extremos 1957–2021) | Parámetros climáticos promedio de Berlín Brandenburgo (normales 1991–2020, extremos 1957–2021) | Parámetros climáticos promedio de Berlín Brandenburgo (normales 1991–2020, extremos 1957–2021) | Parámetros climáticos promedio de Berlín Brandenburgo (normales 1991–2020, extremos 1957–2021) |
| Mes                                                                                            | Ene.                                                                                           | Feb.                                                                                           | Mar.                                                                                           | Abr.                                                                                           | May.                                                                                           | Jun.                                                                                           | Jul.                                                                                           | Ago.                                                                                           | Sep.                                                                                           | Oct.                                                                                           | Nov.                                                                                           | Dic.                                                                                           | Anual                                                                                          |
| ---------------------------------------------------------------------------------------------- | ---------------------------------------------------------------------------------------------- | ---------------------------------------------------------------------------------------------- | ---------------------------------------------------------------------------------------------- | ---------------------------------------------------------------------------------------------- | ---------------------------------------------------------------------------------------------- | ---------------------------------------------------------------------------------------------- | ---------------------------------------------------------------------------------------------- | ---------------------------------------------------------------------------------------------- | ---------------------------------------------------------------------------------------------- | ---------------------------------------------------------------------------------------------- | ---------------------------------------------------------------------------------------------- | ---------------------------------------------------------------------------------------------- | ---------------------------------------------------------------------------------------------- |
| Temp. máx. abs. (°C)                                                                           | 15.1                                                                                           | 19.2                                                                                           | 25.8                                                                                           | 30.8                                                                                           | 32.7                                                                                           | 38.4                                                                                           | 38.3                                                                                           | 38.0                                                                                           | 32.3                                                                                           | 27.7                                                                                           | 20.9                                                                                           | 15.6                                                                                           | 38.4                                                                                           |
| Temp. máx. media (°C)                                                                          | 3.2                                                                                            | 4.9                                                                                            | 9.0                                                                                            | 15.1                                                                                           | 19.6                                                                                           | 22.9                                                                                           | 25.0                                                                                           | 24.8                                                                                           | 19.8                                                                                           | 13.9                                                                                           | 7.7                                                                                            | 4.1                                                                                            | 14.2                                                                                           |
| Temp. media (°C)                                                                               | 0.7                                                                                            | 1.6                                                                                            | 4.6                                                                                            | 9.7                                                                                            | 14.2                                                                                           | 17.6                                                                                           | 19.6                                                                                           | 19.2                                                                                           | 14.7                                                                                           | 9.6                                                                                            | 4.9                                                                                            | 1.8                                                                                            | 9.9                                                                                            |
| Temp. mín. media (°C)                                                                          | -2.2                                                                                           | -1.8                                                                                           | 0.4                                                                                            | 4.0                                                                                            | 8.2                                                                                            | 11.7                                                                                           | 14.0                                                                                           | 13.5                                                                                           | 9.8                                                                                            | 5.6                                                                                            | 1.9                                                                                            | -0.9                                                                                           | 5.4                                                                                            |
| Temp. mín. abs. (°C)                                                                           | -25.3                                                                                          | -22.0                                                                                          | -19.1                                                                                          | -7.4                                                                                           | -2.8                                                                                           | 1.3                                                                                            | 4.9                                                                                            | 4.6                                                                                            | -0.9                                                                                           | -7.7                                                                                           | -17.8                                                                                          | -24.0                                                                                          | -25.3                                                                                          |
| Precipitación total (mm)                                                                       | 41.5                                                                                           | 30.0                                                                                           | 35.9                                                                                           | 27.7                                                                                           | 52.8                                                                                           | 60.2                                                                                           | 70.0                                                                                           | 52.4                                                                                           | 43.6                                                                                           | 40.3                                                                                           | 38.8                                                                                           | 39.1                                                                                           | 532.3                                                                                          |
| Horas de sol                                                                                   | 52.6                                                                                           | 77.9                                                                                           | 126.7                                                                                          | 196.4                                                                                          | 231.1                                                                                          | 232.9                                                                                          | 233.7                                                                                          | 222.2                                                                                          | 168.9                                                                                          | 113.8                                                                                          | 57.4                                                                                           | 45.0                                                                                           | 1758.6                                                                                         |
| Fuente: Data derived from Deutscher Wetterdienst                                               |                                                                                                |                                                                                                |                                                                                                |                                                                                                |                                                                                                |                                                                                                |                                                                                                |                                                                                                |                                                                                                |                                                                                                |                                                                                                |                                                                                                |                                                                                                |

### Topografía

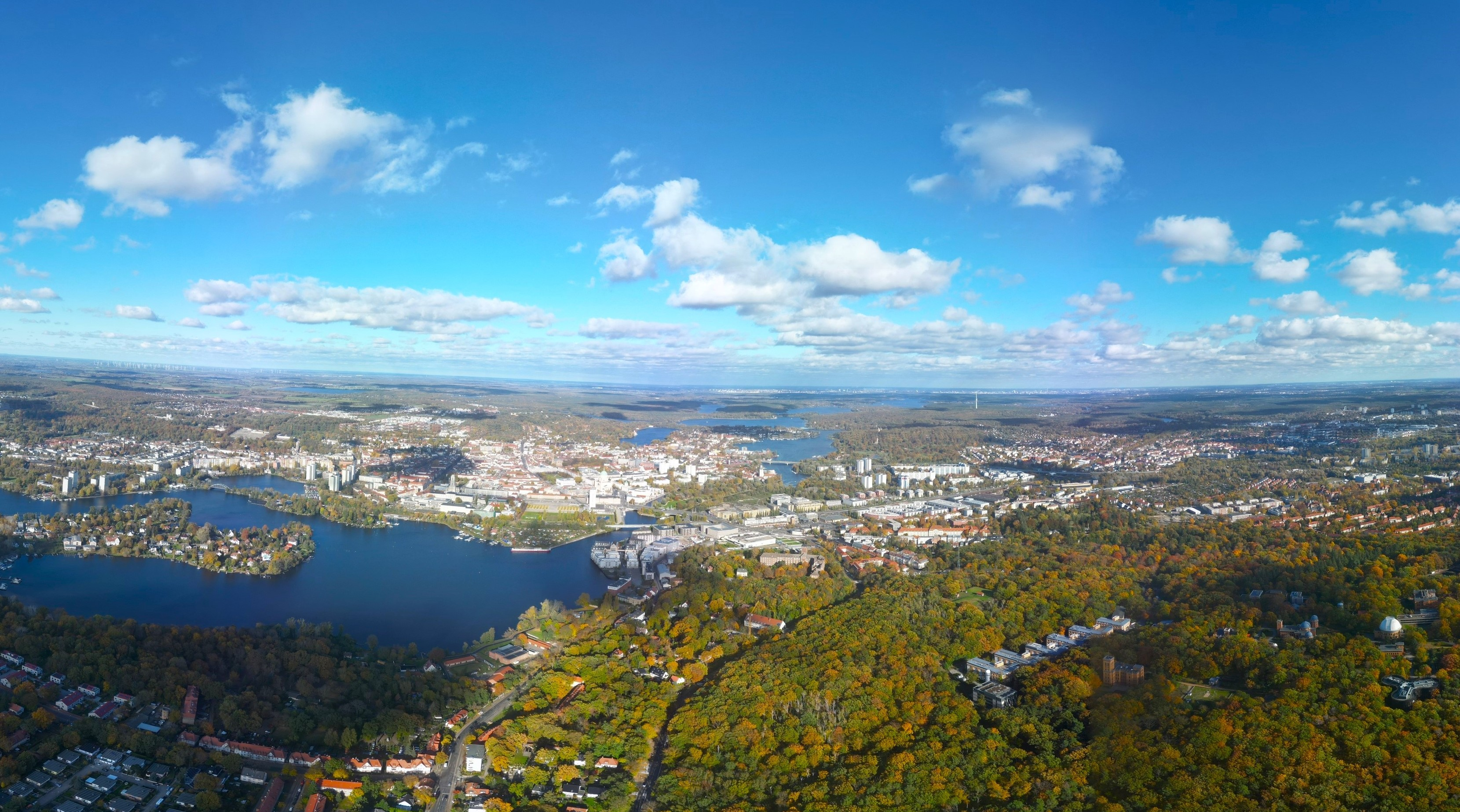
Las afueras de Berlín están cubiertas de bosques y numerosos lagos.

Berlín se encuentra en el noreste de Alemania, en una zona de bosques pantanosos de baja altitud y topografía principalmente llana, parte de la vasta llanura del norte de Europa que se extiende desde el norte de Francia hasta el oeste de Rusia. El Urstromtal berlinés (un valle glaciar de la Edad de Hielo), entre la meseta baja de Barnim al norte y la meseta de Teltow al sur, se formó por el deshielo de las capas de hielo al final de la última glaciación weichseliana. En la actualidad, el Spree sigue este valle. En Spandau, un distrito al oeste de Berlín, el Spree desemboca en el río Havel, que fluye de norte a sur por el oeste de Berlín. El curso del Havel es más bien una cadena de lagos, los mayores de los cuales son el Tegeler See y el Großer Wannsee. Una serie de lagos también alimenta el curso superior del Spree, que fluye a través del Großer Müggelsee en el este de Berlín.
Gran parte del Berlín actual se extiende por las mesetas bajas a ambos lados del valle del Spree. Gran parte de los distritos de Reinickendorf y Pankow se encuentran en la meseta de Barnim, mientras que la mayor parte de los distritos de Charlottenburg-Wilmersdorf, Steglitz-Zehlendorf, Tempelhof-Schöneberg y Neukölln se encuentran en la meseta de Teltow.
El distrito de Spandau se encuentra en parte en el valle glaciar de Berlín y en parte en la llanura de Nauen, que se extiende al oeste de Berlín. Desde 2015, las colinas de Arkenberge, en Pankow, con 122 metros de altitud, son el punto más alto de Berlín. Gracias a la eliminación de escombros de la construcción, superaron al Teufelsberg (120,1 m), que a su vez estaba formado por escombros de las ruinas de la Segunda Guerra Mundial. El Müggelberge, con 114,7 metros (376 pies) de elevación, es el punto natural más alto y el más bajo es el Spektesee en Spandau, con 28,1 metros (92 pies) de elevación.

### Espacios naturales

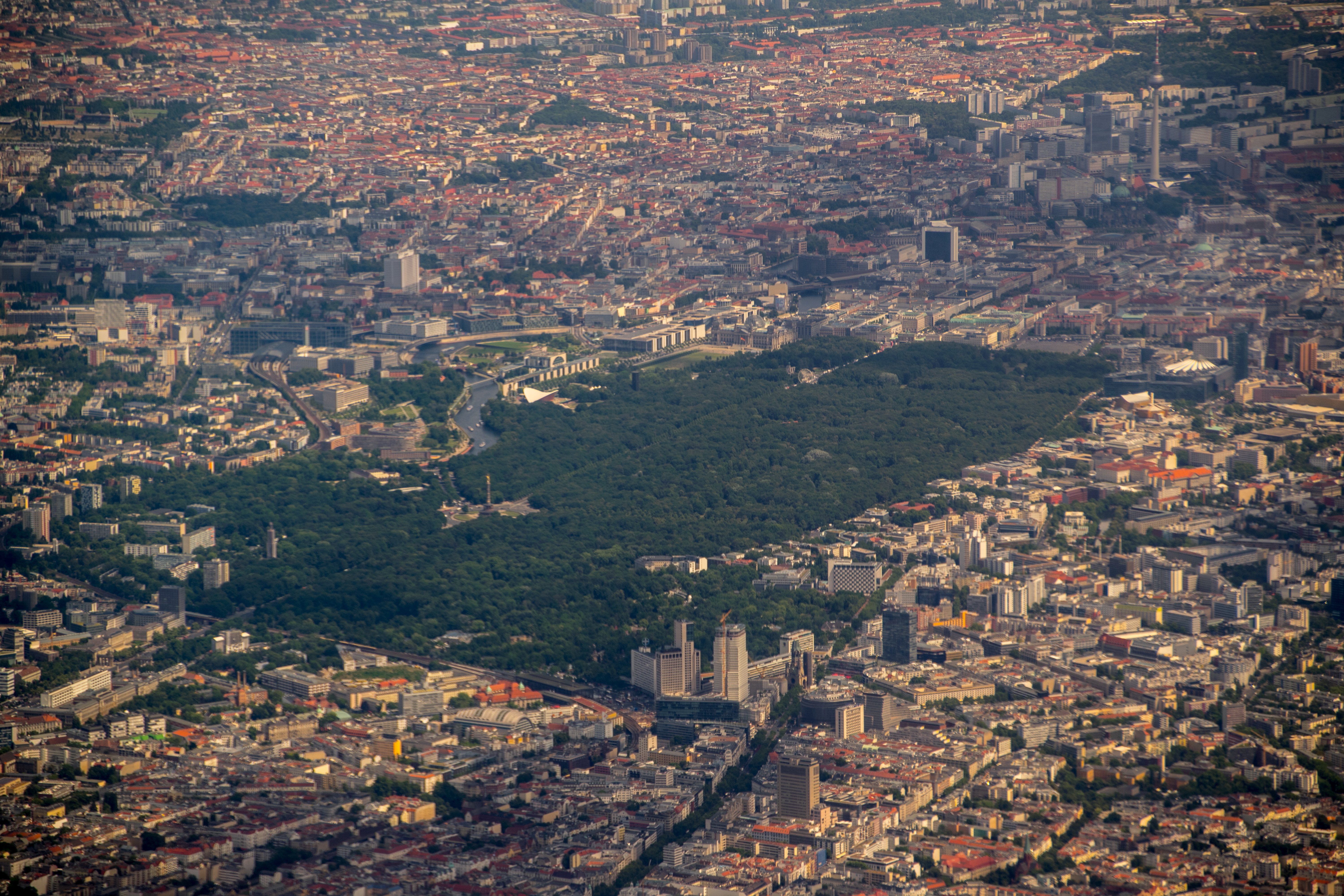
El Tiergarten es el principal parque de Berlín

Berlín tiene 2500 parque públicos. Más de 300 km², un tercio de su superficie, está ocupada por zonas verdes de las cuales las mitad son bosques.
El contrato del Bosque Permanente fue un acuerdo de 1915 entre Berlín y Prusia para la adquisición de bosque en torno a la ciudad. El término Bosque Permanente, como parte del nombre del contrato, se refiere a su propósito de permanecer inalterable en el tiempo.
En contraste con las partes central y este de la ciudad, que están densamente urbanizadas, las zonas del oeste se abren a zonas verdes boscosas, con los lagos alimentados por los ríos Spree y Havel, que ofrecen al visitante lugares de ocio y espacios naturales.
Tiergarten es un gran parque ubicado en el centro de la ciudad. En sus primeros años fue una zona de caza y posteriormente pasó a ser una gran zona verde para uso y disfrute de los berlineses.
Jardín Botánico es uno de los más grandes y conocidos de Europa; tiene además una importante colección de plantas preparadas y una biblioteca especializada.

### Urbanismo

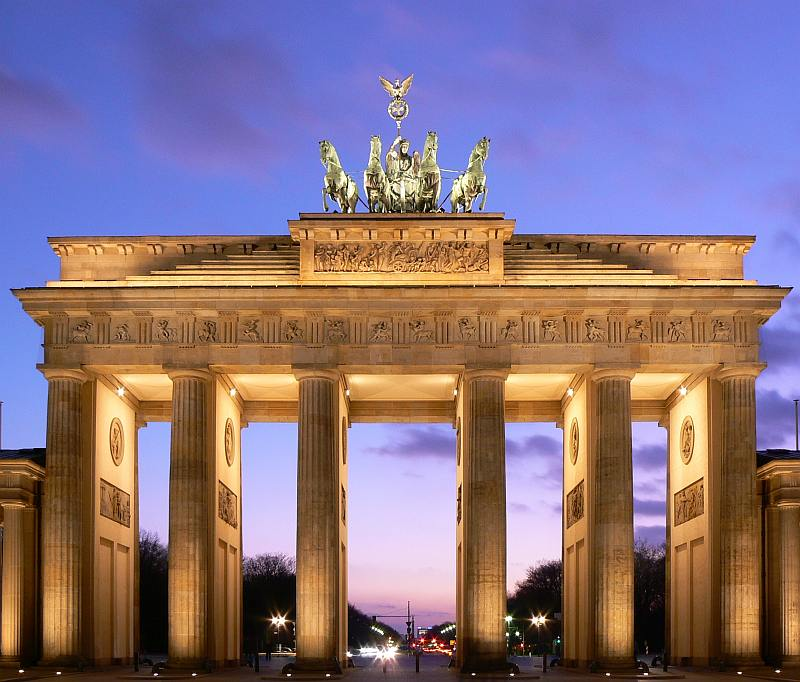
Puerta de Brandeburgo coronada por la Cuadriga.

- Muro de Berlín: Aún perduran algunos tramos de esta construcción que dividió no solo la ciudad de Berlín, sino también el mundo en dos ideologías diametralmente opuestas. En Mühlenstraße se puede ver un tramo de más de un kilómetro de esta reliquia del pasado. Asimismo se conserva en buen estado el Checkpoint Charlie, que fue uno de los puntos de acceso para extranjeros en Berlín Este y de escape clandestino de algunos habitantes de la RDA. Actualmente junto al Checkpoint Charlie se sitúa un museo dedicado a la historia del muro y a aquellos que de diversos modos intentaron atravesarlo. En el suelo de la línea que seguía el muro por toda la ciudad se pueden observar líneas con placas conmemorativas con las fechas de construcción y demolición del mismo.
- Puerta de Brandeburgo: Monumento situado a pocos metros del derrumbado muro, en la tierra de nadie que había entre el muro mismo y los cuarteles y torres de vigilancia de la policía (Volkspolizei) de la RDA; hoy es símbolo de la reunificación del país.
- Reichstag: Desde 1999 es de nuevo sede del parlamento federal, llamado Bundestag. En su reconstrucción, solo se dejaron los muros exteriores; el interior es totalmente nuevo. Su cúpula de cristal es accesible al público y ofrece una magnífica vista panorámica de la ciudad, sobre todo de noche.
- Siegessäule (Columna de la victoria): Monumento de 69 m de altura ubicado en el parque Tiergarten que conmemora tres victorias alemanas en el siglo XIX. Está coronada por una estatua de Niké, la diosa griega de la victoria. Puede accederse hasta su cúspide, en donde se obtiene una privilegiada vista de la ciudad. Fue popularizada por ser el lugar de reunión de los ángeles en la película ¡Tan lejos, tan cerca! del director alemán Wim Wenders.

Alexanderplatz y torre de televisión de Berlín.

- Alexanderplatz: En el centro del antiguo Berlín Este se encuentra esta gran plaza donde el antiguo gobierno comunista de la RDA dejó su huella más visible. Cerca de esta plaza se halla la torre de televisión de Berlín, de 368 m de altura, que puede ser vista desde casi cualquier punto de la ciudad. Construida en los años 1960, la torre cuenta con un restaurante circular panorámico que gira sobre sí mismo y desde el que puede verse una amplia panorámica de la ciudad. Antiguamente se levantaba en ella la estatua alegórica de Berolina. Las inmediaciones de la Alexanderplatz están repletas de monumentos y grandes edificios antiguos, plazas y comercios de todo tipo. Entre los monumentos destaca el Ayuntamiento (Rotes Rathaus) y la catedral (protestante) de Berlín (Berliner Dom); ambos edificios tienen una arquitectura particular.
- Potsdamer Platz: En el corazón del Berlín Occidental se halla la nueva Potsdamer Platz, que en los años 1920 era uno de los puntos más populares de toda Europa. A partir de la caída del muro, pasó a ser un enorme proyecto de construcción, en el que hoy en día se pueden encontrar modernos centros comerciales y rascacielos que marcan una nueva época para Berlín.

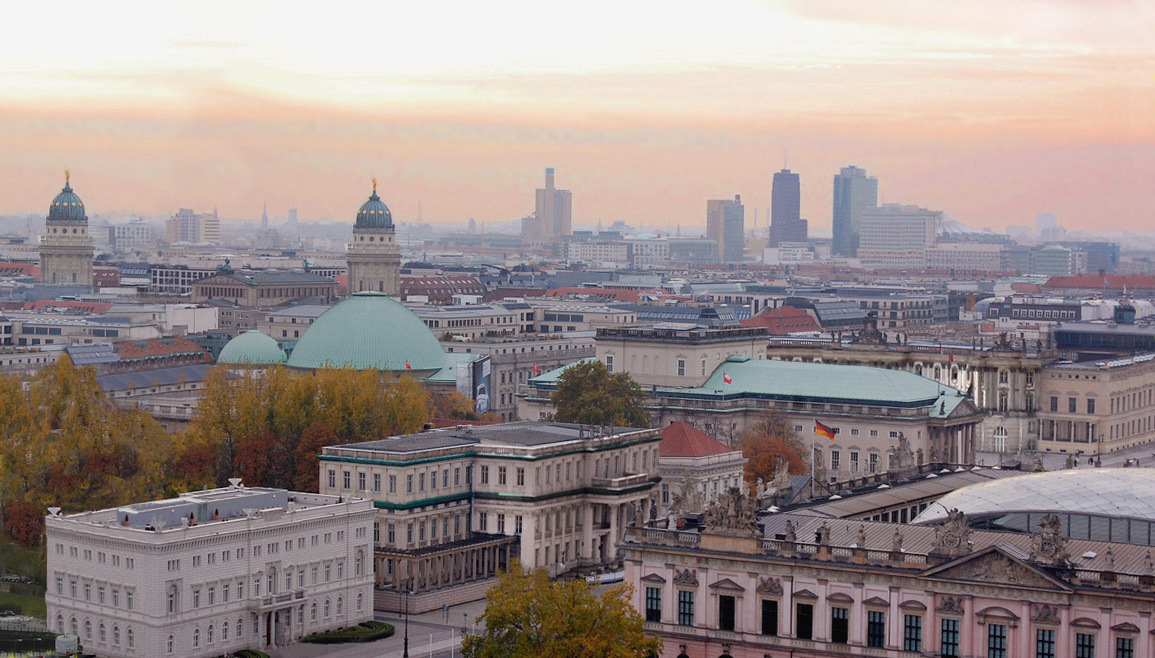
Unter den Linden es el principal bulevar de la ciudad.

- Unter den Linden ('bajo los tilos') es el principal bulevar de la ciudad. Comienza en la plaza de París en el lado este de la puerta de Brandeburgo, donde se encuentran la Academia de Arte, el conocido Hotel Adlon y las embajadas de Francia y de los Estados Unidos. Desde esta plaza recorre 1,5 km en dirección este hasta el puente denominado Schlossbrücke, el cual sirve de unión con la Isla de los Museos y el centro este de Berlín. En una plaza adyacente a esta avenida Unter den Linden se halla la catedral (católica) de Berlín, justo entre la Ópera Staatsoper Unter den Linden (una de las tres que tiene la ciudad) y el edificio conocido como la Kommode, y está dedicada a santa Eduviges.
- Friedrichstraße: Antiguo centro cultural, económico y comercial de Berlín. Actualmente intenta recuperar su importancia en la ciudad.

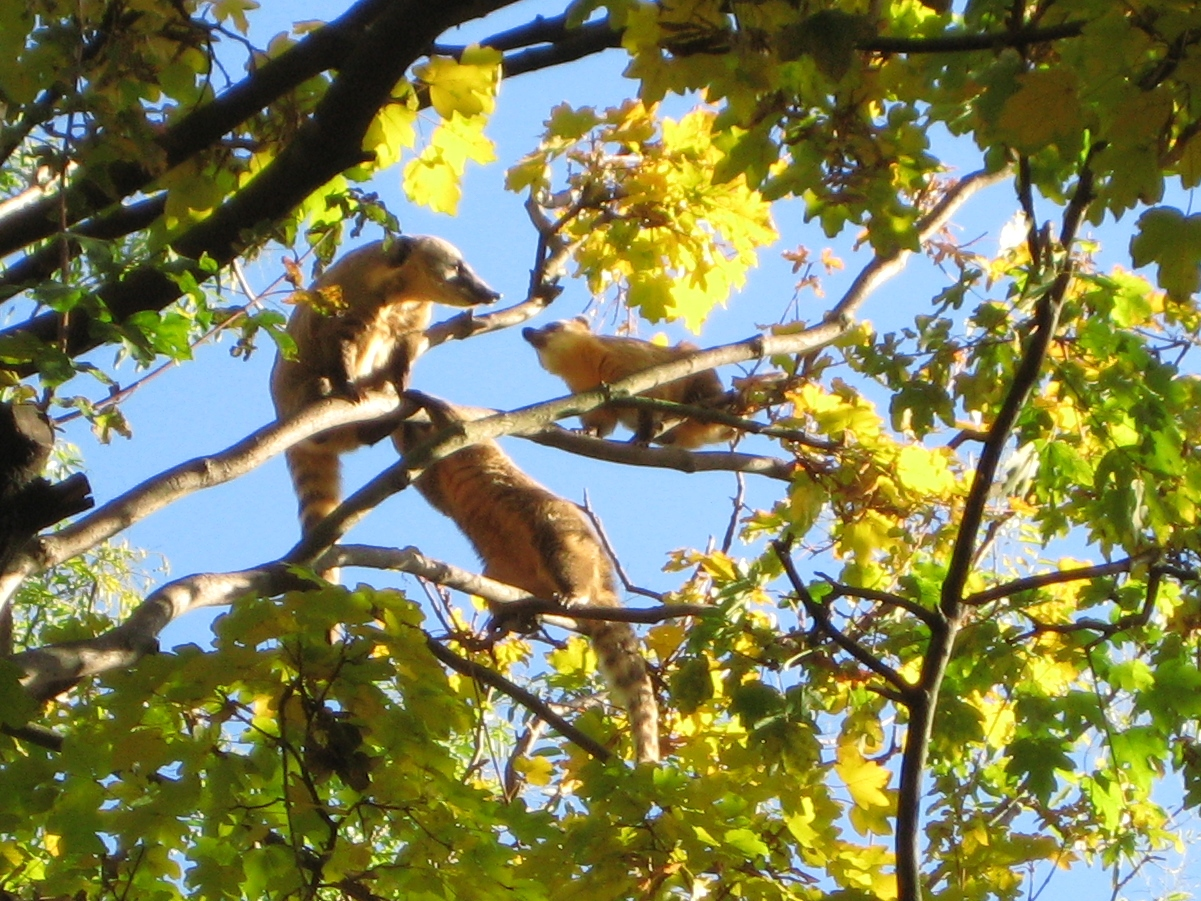
Jardín zoológico de Berlín

- Kaiser-Wilhelm-Gedächtniskirche: Iglesia ubicada en el Centro de Berlín Oeste (antiguo Berlín Occidental), sufrió los bombardeos de los Aliados durante la Segunda Guerra Mundial. A estos bombardeos solo sobrevivió una gran torre que ha sido conservada sin restaurar para recordar las consecuencias de la guerra, albergando en su parte alta la Freiheitsglocke (Campana de la libertad) y al que le fue anexado un edificio moderno para la parroquia. De hecho, esta iglesia es también conocida como "la iglesia en recuerdo a la futilidad de la guerra". La entrada a la iglesia es gratuita y abre sus puertas de 9 de la mañana a 7 de la tarde, todos los días de la semana.
- Monumento del Holocausto: Los 2711 bloques de hormigón recuerdan el Holocausto judío cometido por la Alemania nazi. Este monumento, diseñado por el arquitecto Peter Eisenman, se ubica a pocos metros de la Puerta de Brandeburgo.
- El jardín zoológico de Berlín (Zoologischer Garten Berlin) es uno de los zoológicos más grandes en Alemania y con la mayor cantidad de especies animales en un zoológico en el mundo.

## Administración

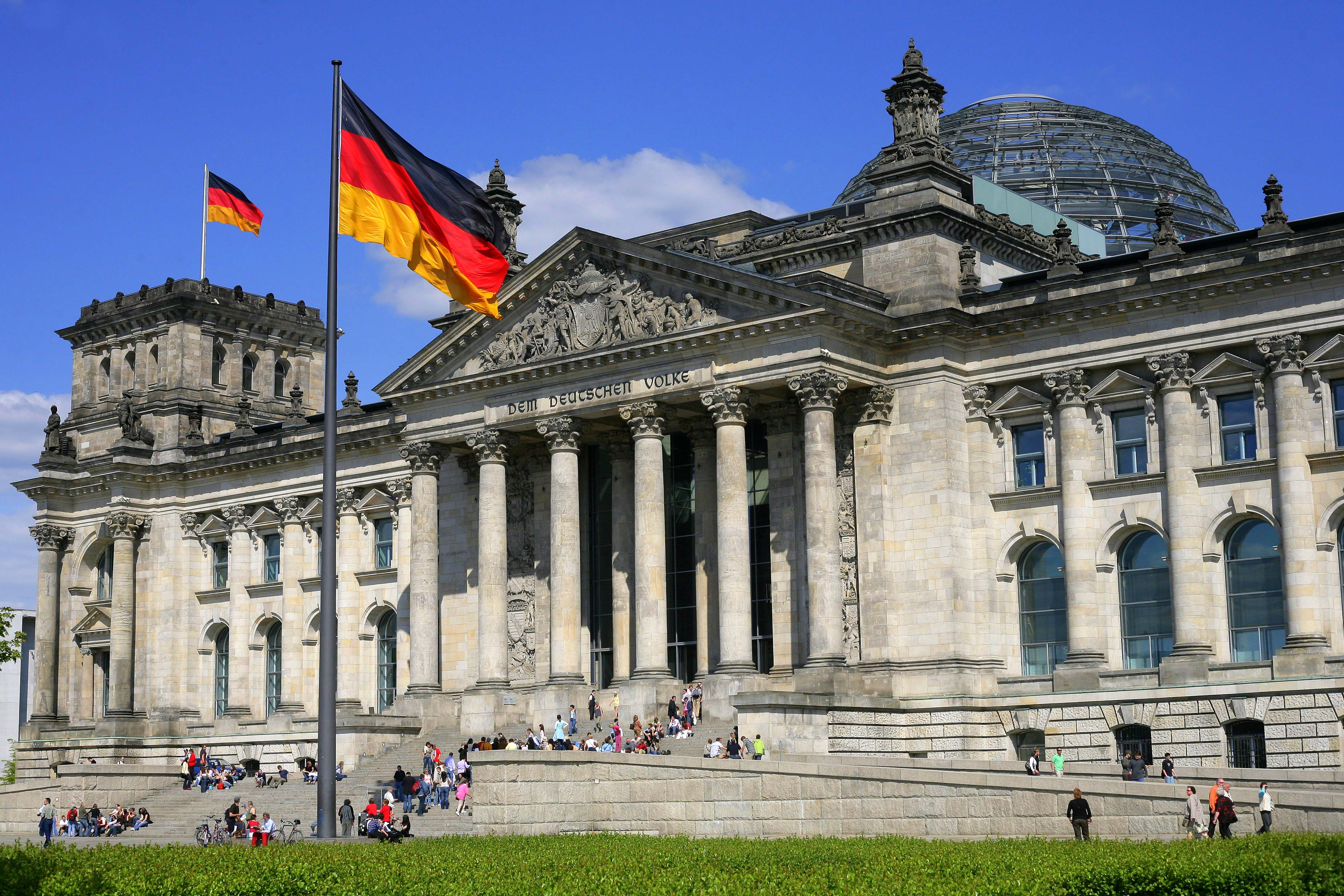
El Reichstag (Bundestag) alemán.

### Gobierno nacional
El muro de Berlín cae el 9 de noviembre de 1989 al aceptar la RDA la libre circulación de los ciudadanos entre las dos partes de la ciudad. Al año siguiente con la Reunificación alemana desaparece la RDA, anexionada de hecho en la RFA, que traslada su capital de Bonn a Berlín en 1990, dando con ello ingreso en la Unión Europea (UE) a la población de la desaparecida república.
Berlín es nuevamente centro del poder político y se construyen numerosos edificios para albergar de nuevo a las principales instituciones del país. Sin embargo, es la restauración del edificio del Reichstag la obra que mejor simboliza el renacimiento de la ciudad.
Para que Berlín se volviera a convertir de derecho en la capital de Alemania, fue preciso realizar una votación en el Bundestag en junio de 1991, donde se decidió transferir las instituciones de Bonn a Berlín. La transferencia del Gobierno federal y de la Cancillería tuvo lugar en 1999.
De acuerdo a la constitución germana, el presidente del Parlamento alemán posee poderes policiales sobre el edificio del mismo, y sobre cualquier otro lugar en el cual se reúnan los miembros del mismo. Estos son ejercidos a través de la Policía del Parlamento Federal Alemán.

### Gobierno municipal

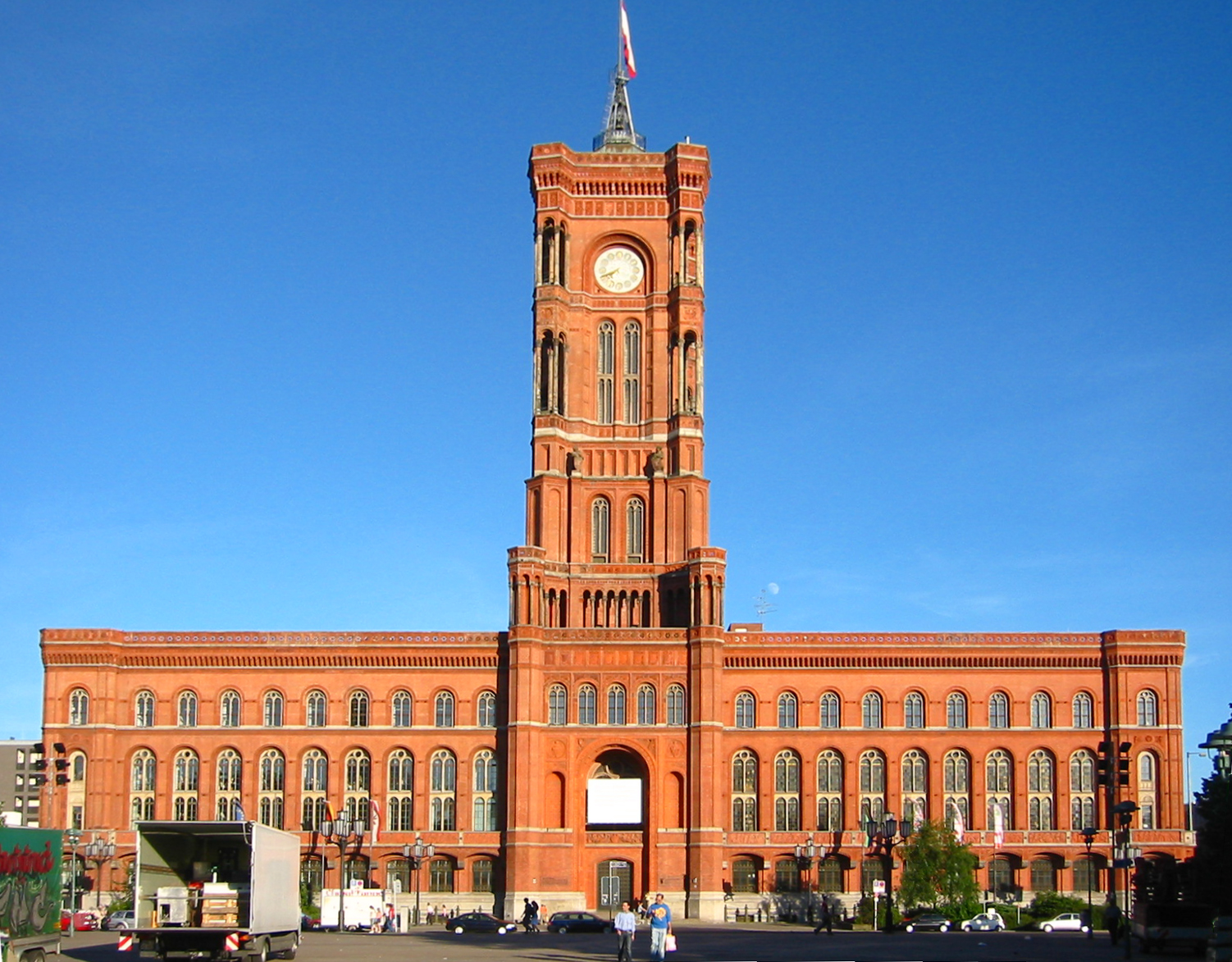
Rotes Rathaus

Tras la reunificación alemana, varios entusiastas han lanzado el proyecto para devolverle oficialmente el nombre de Prusia a la región formada por los Estados de Berlín y Brandeburgo. En un referendo celebrado en 1996, la mayoría de los habitantes de Brandeburgo y Berlín Este se pronunciaron en contra de la fusión de los dos Estados, mientras que los de Berlín Oeste lo hicieron a favor.

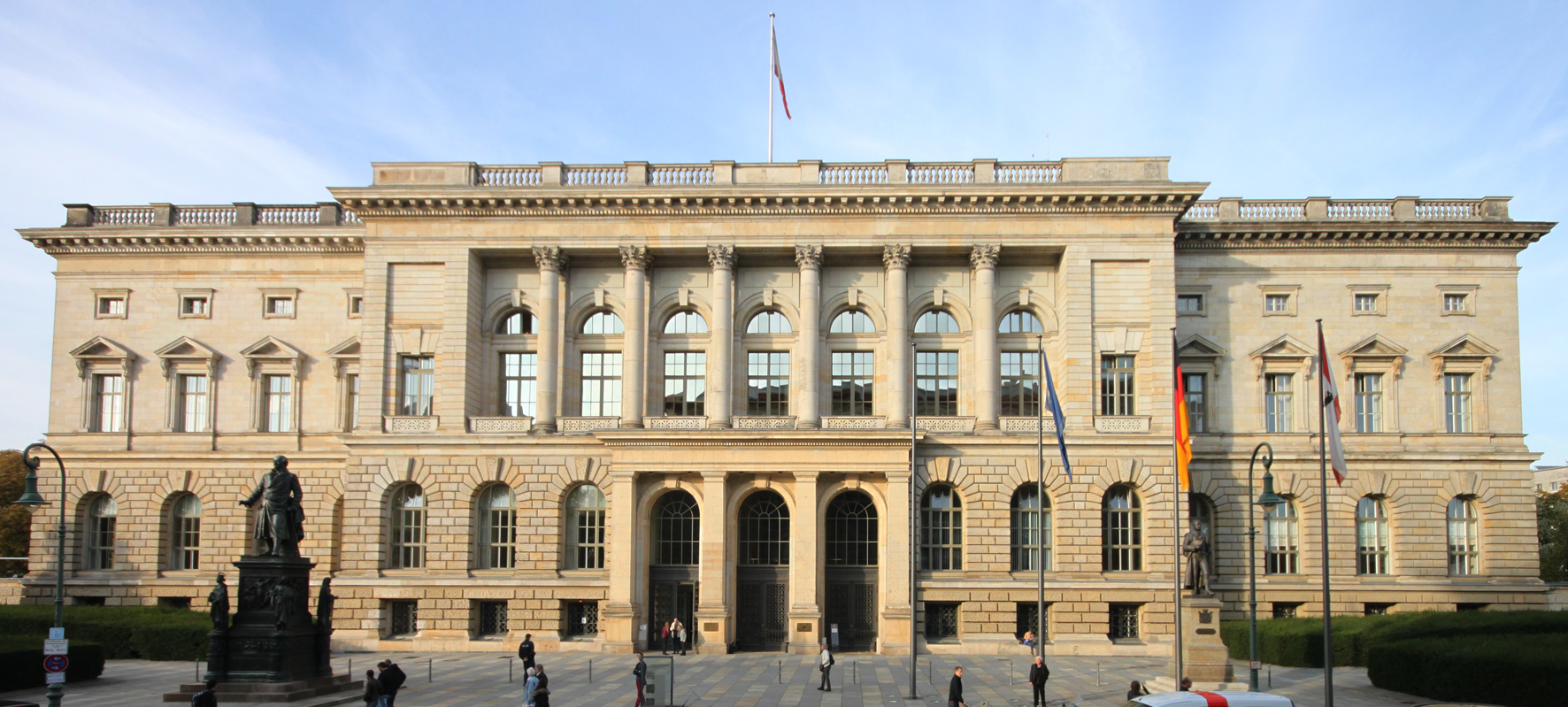
Abgeordnetenhaus (Cámara de Diputados de Berlín)

La deuda pública de Berlín se multiplicó entre 1992 y 2001 pasando de 10 000 millones de euros a 61 900 millones de euros. Este evolución provocó un cambio del gobierno regional y la sustitución de la conservador Eberhard Diepgen por el socialdemócrata Klaus Wowereit, que fue el primer líder de su partido en pactar un gobierno en coalición con el Partido del Socialismo Democrático (PDS), heredero del Partido Socialista Unificado de Alemania de la RDA. La gestión de este "gobierno rojirrojo" estuvo marcada por la continua necesidad de recortar gastos, además de por una política económica centrada en aumentar el atractivo de Berlín mediante la inversión en la cultura —sobre todo la cultura popular—, contribuyendo así a la fama de dinamismo de la ciudad.
En 2011 Wowereit fue reelegido como alcalde, pero esta vez en coalición con la CDU. En 2014, el alcalde Wowereit renunció a su cargo desgastado por la mala gestión del nuevo aeropuerto de Berlín y fue reemplazado por Michael Müller, quien ocupó el cargo hasta 2021. Tras las elecciones estatales de Berlín de 2021, Müller fue sucedido por Franziska Giffey, quien formó una coalición de gobierno entre el SPD, Alianza 90/Los Verdes y Die Linke. Debido a la detección de irregularidades, las elecciones debieron ser repetidas en 2023, lo que dio lugar al actual gobierno de gran coalición entre la CDU y el SPD bajo el alcalde Kai Wegner.
Por otro lado, la importancia política de Berlín dentro de la Unión Europea quedó confirmada con la presidencia alemana del Consejo de la Unión en 2007, durante la cual se redactó la "Declaración de Berlín".

### Distritos administrativos

Organización político-administrativa del Estado federado de Berlín.

| Barrio                     | Habitantes | Superficie (km²) | Habitantes (km²) |
| Mitte                      | 361.986    | 39,47            | 9171             |
| Friedrichshain-Kreuzberg   | 271.856    | 52,29            | 5199             |
| Pankow                     | 391.204    | 103,01           | 3793             |
| Charlottenburg-Wilmersdorf | 314.565    | 64,72            | 4863             |
| Spandau                    | 235.309    | 91,91            | 2561             |
| Steglitz-Zehlendorf        | 290.117    | 102,50           | 2829             |
| Tempelhof-Schöneberg       | 338.185    | 53,09            | 6375             |
| Neukölln                   | 318.026    | 44,93            | 7078             |
| Treptow-Köpenick           | 256.915    | 168,42           | 1532             |
| Marzahn-Hellersdorf        | 258.569    | 61,74            | 4183             |
| Lichtenberg                | 280.905    | 52,29            | 5390             |
| Reinickendorf              | 257.193    | 89,46            | 2879             |

### Seguridad

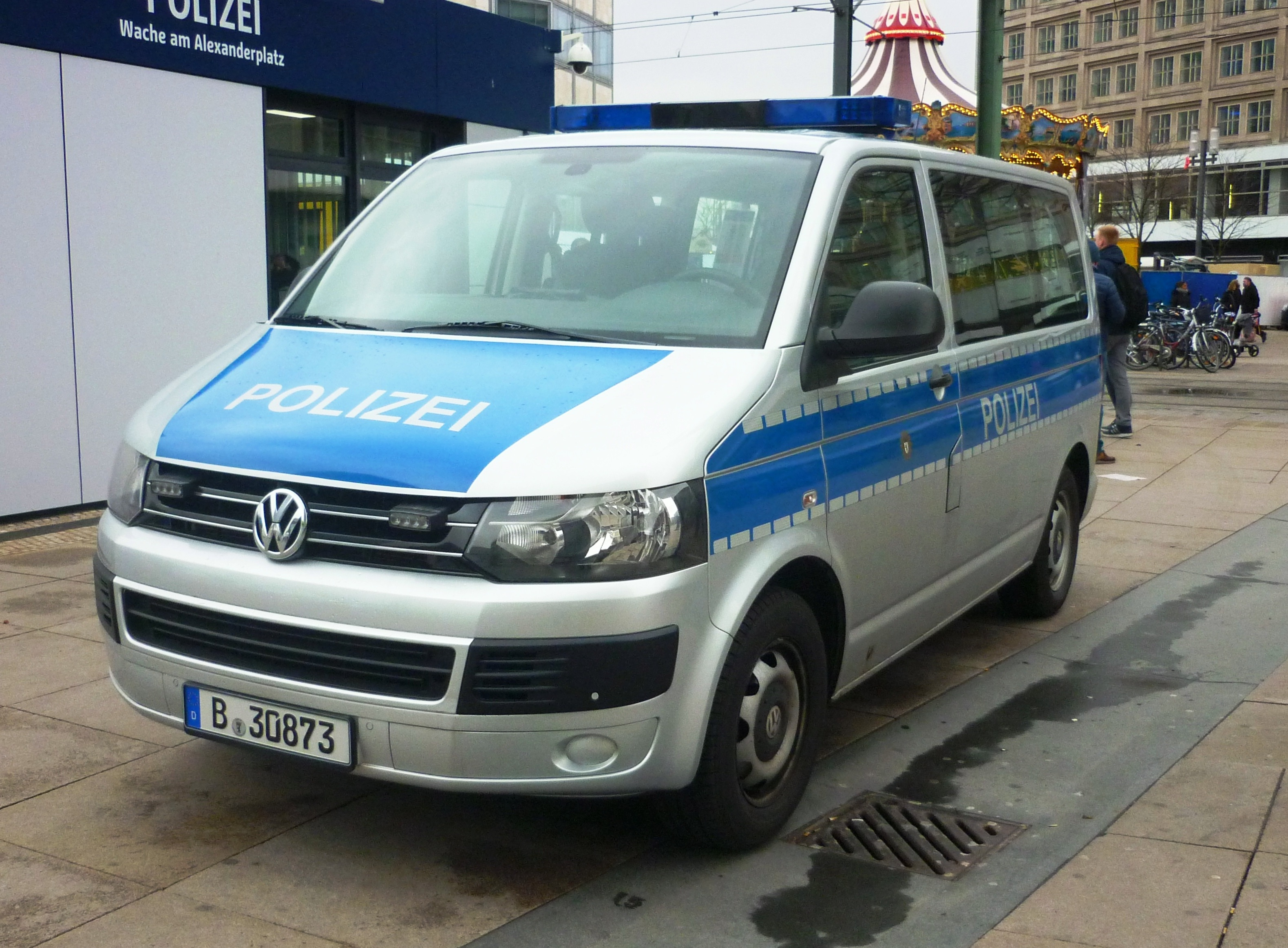
Polizei Berlín

La Landespolizei (Polizei Berlin) hace referencia a las fuerzas de policía dependientes de los Länder, los estados federados de Alemania.
La Policía Federal (Bundespolizei) es la fuerza de policía nacional de la República Federal de Alemania. Está subordinada al Ministerio Federal del Interior (Bundesministerium des Innern und für Heimat).
La Policía del Parlamento Federal Alemán (Polizei beim Deutschen Bundestag), es un cuerpo policial responsable del área del Parlamento Federal Alemán, también conocido como Bundestag. De acuerdo a la ley fundamental para la república alemana (constitución), es el presidente del parlamento quien ejerce el poder de policía dentro del ámbito parlamentario, actuando la Policía del Parlamento en su nombre.

### Ciudades hermanadas
Berlín mantiene alianzas oficiales con 18 ciudades. El hermanamiento de ciudades entre Berlín y otras ciudades comenzó con Los Ángeles en 1967. Las asociaciones de Berlín Oriental fueron canceladas en el momento de la reunificación alemana y más tarde se restablecieron parcialmente. Durante la Guerra Fría, las asociaciones reflejaron los bloques existentes, con Berlín Occidental se asociaron capitales en el Oeste, mientras que Berlín Oriental se asoció sobre todo con ciudades del Pacto de Varsovia y sus aliados.
Hay varios proyectos conjuntos con otras ciudades, como Belgrado, Copenhague, Helsinki, Johannesburgo, Shanghái, Seúl, Sofía, Sídney y Viena. Berlín participa en asociaciones de las ciudades internacionales como la Unión de Capitales de la Unión Europea, Eurocities, la Red de Ciudades Europeas de la Cultura, metrópolis, Conferencia en la Cumbre de las Ciudades más importantes del mundo, la Conferencia de Ciudades Capitales del Mundo. Las ciudades hermanadas oficialmente con Berlín son las siguientes:
| - 1967 Los Ángeles (Estados Unidos) - 1987 París (Francia) - 1988 Madrid (España) - 1989 Estambul (Turquía) - 1991 Varsovia (Polonia) - 1991 Moscú (Rusia) | - 1991 Budapest (Hungría) - 1992 Bruselas (Bélgica) - 1993 Yakarta (Indonesia) - 1993 Taskent (Uzbekistán) - 1993 Ciudad de México (México) - 1994 Buenos Aires (Argentina) | - 1994 Tokio (Japón) - 1994 Pekín (China) - 1995 Praga (República Checa) - 2000 Windhoek (Namibia) - 2000 Londres (Reino Unido) - 2023 Kiev (Ucraina) |

## Demografía

Gráfica de evolución demográfica de Berlín entre 1880 y 2016.

Una décima parte de la población de Berlín la conforman ciudadanos de otros países. Muchos de estos inmigrantes llegaron como trabajadores temporales, aunque finalmente se radicaron en la ciudad. El grupo más importante de estos trabajadores es el de los turcos, seguidos por los italianos, polacos, rusos y otros subgrupos procedentes de los Estados de la ex Yugoslavia y varias naciones de África y Asia.
La población de Berlín ha crecido rápidamente desde el final de la Segunda Guerra Mundial, cuando había caído a solamente 2 300 000. Hoy en día Berlín consta de 3 400 000 habitantes. Los factores que contribuyeron al crecimiento de la población incluían la vuelta de los residentes evacuados durante la guerra, un flujo de alemanes del este a Berlín Oeste y un gran número de gente que vino como inmigrante. Entre 1957 y 1990, los jóvenes de la República Federal de Alemania tuvieron la oportunidad de escapar del servicio militar si vivían en Berlín Occidental. Desde la reunificación alemana, centenares de miles de recién llegados han arribado a la ciudad.
Aproximadamente el 60 % de la población de Berlín no profesa una religión (2010). A la Iglesia evangélica pertenecen cerca de 19,8 % de la población, a la Iglesia católica un 9,4 % y a otras confesiones cristianas un 3 %. Otras religiones son practicadas por pequeños segmentos de la población, principalmente el islam, con un 8,8 %.
El alemán es oficial y es hablado principalmente en Berlín (donde es la lengua materna de más del 70 % de la población).

### Nacionalidades
La migración nacional e internacional a la ciudad tiene una larga historia. En 1685, tras la revocación del Edicto de Nantes en Francia, la ciudad respondió con el Edicto de Potsdam, que garantizaba la libertad religiosa y la exención de impuestos a los refugiados hugonotes franceses durante diez años. La Ley del Gran Berlín de 1920 incorporó muchos suburbios y ciudades circundantes de Berlín. Formó la mayor parte del territorio que comprende el Berlín moderno y aumentó la población de 1,9 a 4 millones de habitantes.

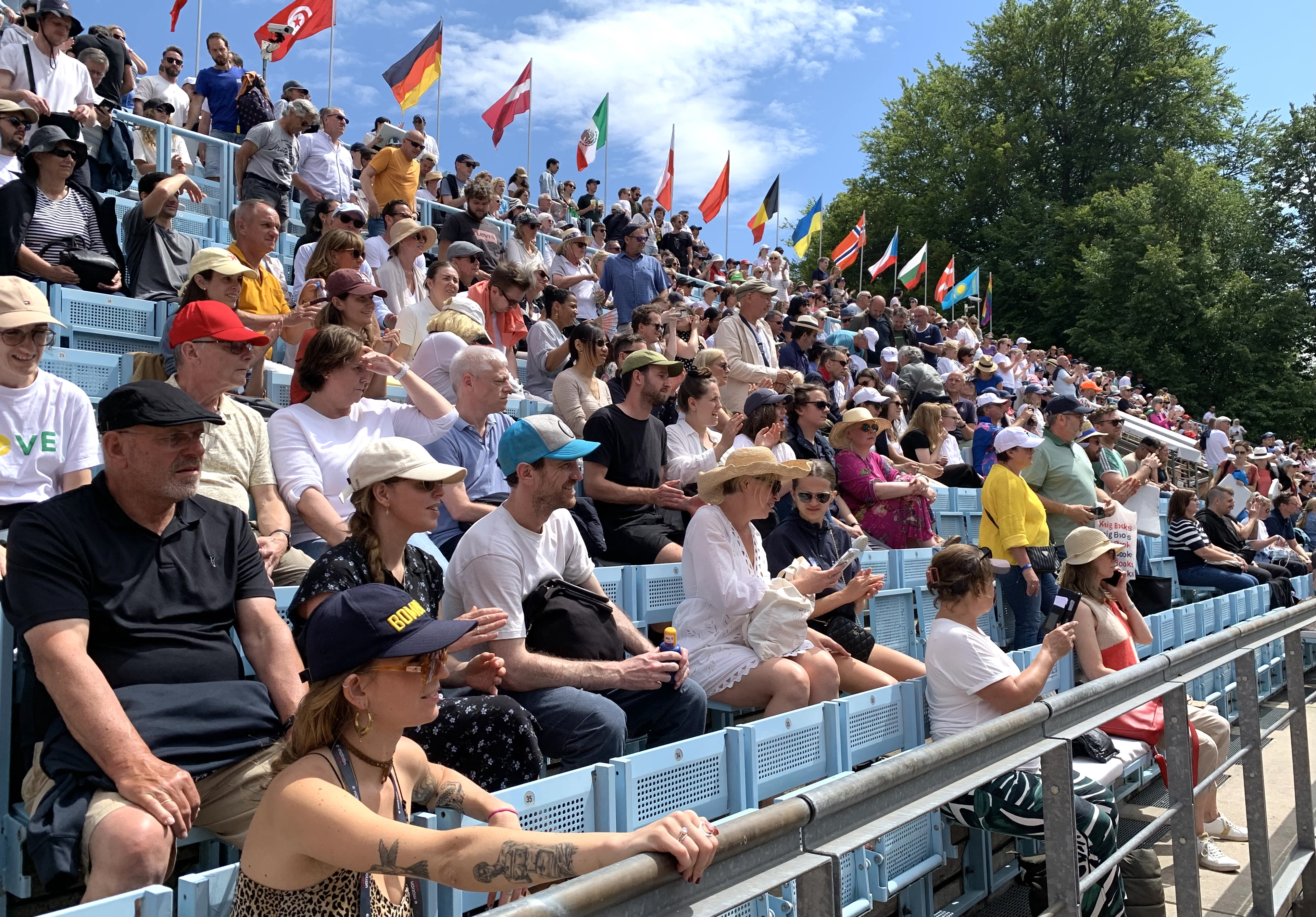
Personas en Berlín

La activa política de inmigración y asilo en Berlín Occidental desencadenó oleadas de inmigración en las décadas de 1960 y 1970. Berlín alberga al menos 180.000 residentes turcos y turco-alemanes, lo que la convierte en la mayor comunidad turca fuera de Turquía. En la década de 1990, la Aussiedlergesetze permitió la inmigración a Alemania de algunos residentes de la antigua Unión Soviética. En la actualidad, los alemanes étnicos procedentes de países de la antigua Unión Soviética constituyen la mayor parte de la comunidad rusoparlante. En la última década se produjo una afluencia procedente de varios países occidentales y de algunas regiones africanas. Una parte de los inmigrantes africanos se ha asentado en el Afrikanisches Viertel. También se han asentado en la ciudad jóvenes alemanes, europeos de la UE e israelíes.
En diciembre de 2019 había 777 345 residentes empadronados de nacionalidad extranjera y otros 542 975 ciudadanos alemanes con «antecedentes migratorios» (Migrationshintergrund, MH), lo que significa que ellos o uno de sus progenitores inmigraron a Alemania después de 1955. Los residentes extranjeros de Berlín proceden de unos 190 países. El 48% de los residentes menores de 15 años tenían un origen migratorio en 2017. Se calcula que en 2009 Berlín tenía entre 100.000 y 250.000 habitantes no empadronados. Los barrios de Berlín con un número significativo de inmigrantes o población nacida en el extranjero son Mitte, Neukölln y Friedrichshain-Kreuzberg.
El número de hablantes de árabe en Berlín podría ser superior a 150.000. Hay al menos 40.000 berlineses con ciudadanía siria, los terceros tras los turcos y los polacos. La crisis de refugiados de 2015 convirtió a Berlín en la capital europea de la cultura árabe. Berlín es una de las ciudades de Alemania que más refugiados ha recibido tras la invasión rusa de Ucrania en 2022. En noviembre de 2022, se estimaba que había 85.000 refugiados ucranianos registrados en Berlín, lo que convierte a Berlín en el destino más popular de los refugiados ucranianos en Alemania.
Berlín cuenta con una vibrante comunidad de expatriados formada por inmigrantes precarios, inmigrantes ilegales, trabajadores estacionales y refugiados. Por lo tanto, Berlín mantiene una amplia variedad de hablantes de inglés. Hablar un determinado tipo de inglés atrae prestigio y capital cultural en Berlín.
Principales países (2020):
- Alemania 2 984 036
- Turquía 98 814
- Polonia 55 593
- Siria 40 574
- Italia 31 355
- Bulgaria 30 645
- Rusia 26 913
- Rumania 24 463
- Estados Unidos 22 175
- Serbia 20 154
- Francia 19 590
- Vietnam 19 475
- Reino Unido 16 092
- España 14 840
- Grecia 14 458
- India 14 161
- Croacia 13 890
- Afganistán 13 626
- China 13 155
- Bosnia y Herzegovina 12 398
- Austria 11 838

### Lenguas y dialectos
La lengua oficial de Berlín es el alemán. El berlinés (coloquialmente también: Berlinerisch) es un dialecto llamado igualitario que se ha desarrollado en Berlín como centro urbano a lo largo de los siglos a partir de diversas influencias lingüísticas. Lingüísticamente, el berlinés es en realidad un metrolecto, una mezcla urbana de lenguas que no sólo es de origen regional, sino que se ha creado mezclando dialectos de distintos orígenes. El sustrato es el bajo alemán, al que se fueron superponiendo la inmigración de otras regiones y la influencia del alemán centro-oriental.
El berlinés absorbió numerosas palabras y modismos de otras lenguas y dialectos como el francés (asentamiento de hugonotes tras la guerra de los Treinta Años), el yiddish (lengua de los refugiados judíos desde el siglo XVI, pero sobre todo en los siglos XIX y XX) y el silesio/polaco (tras la conquista de Silesia y las particiones polacas a finales del siglo XVIII). El berlinés se habla en Berlín y sus alrededores, y sólo contiene palabras comunes (proverbiales) o modismos irónicos acuñados allí, los llamados «berolinismos».

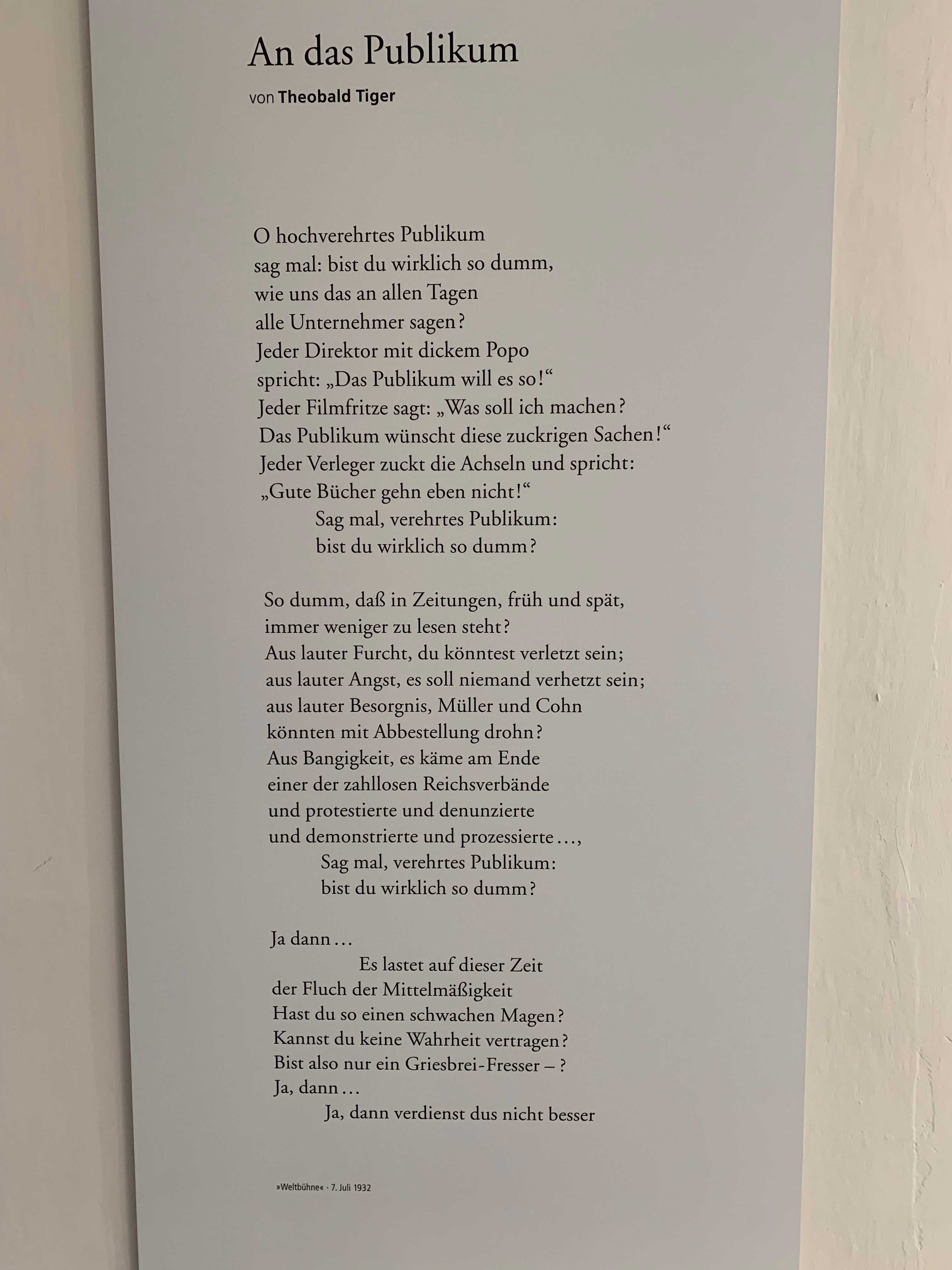
Un poema de Kurt Tucholsky

En los alrededores de Berlín y en los barrios que eran pueblos sin contacto significativo con la capital hasta que se incorporaron a la ciudad, se hablaban originalmente dialectos de Mark Brandenburg del bajo alemán oriental. A partir de finales del siglo XIX, Berlín, como metrópoli en crecimiento, fue afectando cada vez más a los alrededores desde el punto de vista lingüístico y la lengua coloquial de Berlín suplantó a los dialectos locales o, al menos, los modificó considerablemente. De hecho, el actual brandemburgués es una variedad del metrolecto berlinés.
Históricamente, el berlinés era la lengua del pueblo llano, mientras que las clases cultas utilizaban sobre todo un alto alemán impecable. Algunos nuevos berlineses adoptaron partes del berlinés, pero su uso constante se consideraba bastante «poco delicado». En la RDA, esta actitud cambió hasta cierto punto, de modo que el berlinés también se utilizaba en cierta medida en los círculos cultos. Como consecuencia, los focos de mayor uso se encuentran sobre todo en los antiguos barrios del este, los antiguos barrios obreros del oeste y los alrededores. La lengua de Berlín sigue estando influida por las oleadas de inmigrantes y los hábitos lingüísticos influidos por los medios de comunicación, lo que significa que el lenguaje coloquial utilizado está en constante evolución.
Las lenguas extranjeras más habladas en Berlín son el turco, el polaco, el inglés, el persa, el árabe, el italiano, el búlgaro, el ruso, el rumano, el kurdo, el serbocroata, el francés, el español y el vietnamita. El turco, el árabe, el kurdo y el serbocroata se oyen más en la parte occidental, debido a las grandes comunidades de Oriente Medio y la antigua Yugoslavia. El polaco, el inglés, el ruso y el vietnamita tienen más hablantes nativos en Berlín Este.
En Berlín existe una considerable comunidad hispanohablante, lo que ha dado lugar a la creación de guarderías hispanohablantes, reflejo de la demanda de enseñanza del español incluso a edades tempranas. Esto indica una integración cultural en la que el español no es sólo una lengua de estudio, sino también de comunicación diaria y de creación de comunidad.

### Religión
| Religión en Berlín (2018) | Religión en Berlín (2018) | Religión en Berlín (2018) | Religión en Berlín (2018) | Religión en Berlín (2018) |
| ------------------------- | ------------------------- | ------------------------- | ------------------------- | ------------------------- |
| Religión                  | Religión                  |                           | Porcentaje                | Porcentaje                |
| Irreligión                | Irreligión                |                           | 61.2 %                    | 61.2 %                    |
| Protestantes              | Protestantes              |                           | 17.4 %                    | 17.4 %                    |
| Católicos                 | Católicos                 |                           | 13 %                      | 13 %                      |
| Musulmanes                | Musulmanes                |                           | 5.4 %                     | 5.4 %                     |
| Otros cristianos          | Otros cristianos          |                           | 1.0 %                     | 1.0 %                     |
| Otras religiones          | Otras religiones          |                           | 2.0 %                     | 2.0 %                     |

Más del 60 % de los residentes de Berlín no tienen ninguna afiliación religiosa. Por esta razón, Berlín es en ocasiones llamada la «capital europea del ateísmo». Dentro del 40 % de la población restante que sí se declara religiosa, la religión predominante es el protestantismo (un 18,7 % del total), seguido del catolicismo (9,1 %), el islam y otros grupos cristianos. Los grupos cristianos que no son ni protestantes ni católicos se identifican en su mayoría con la Iglesia ortodoxa —por la procedencia de Europa Oriental de ese segmento de población—.

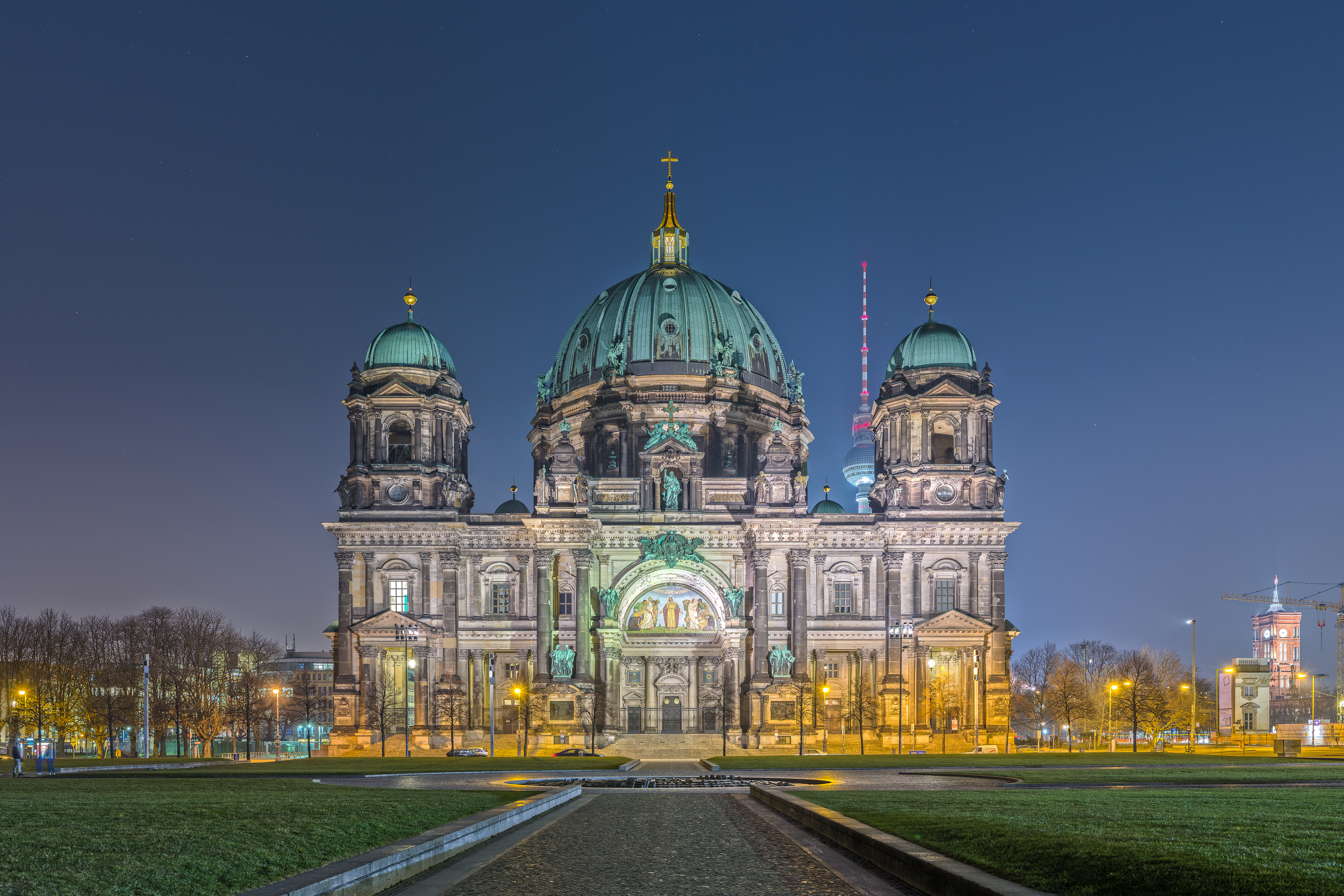
Catedral Luterana de Berlín.

Existe una importante comunidad musulmana que representa más del 8 % de la población y que cuenta con 76 mezquitas para el culto. Existen 12 000 judíos registrados (un 0,3 %, aunque algunas estimaciones sitúan la cifra en 50 000), de los que aproximadamente el 80 % proceden de antiguas repúblicas de la extinta Unión Soviética. Poseen varias sinagogas, incluida la más grande de las existentes en Alemania.

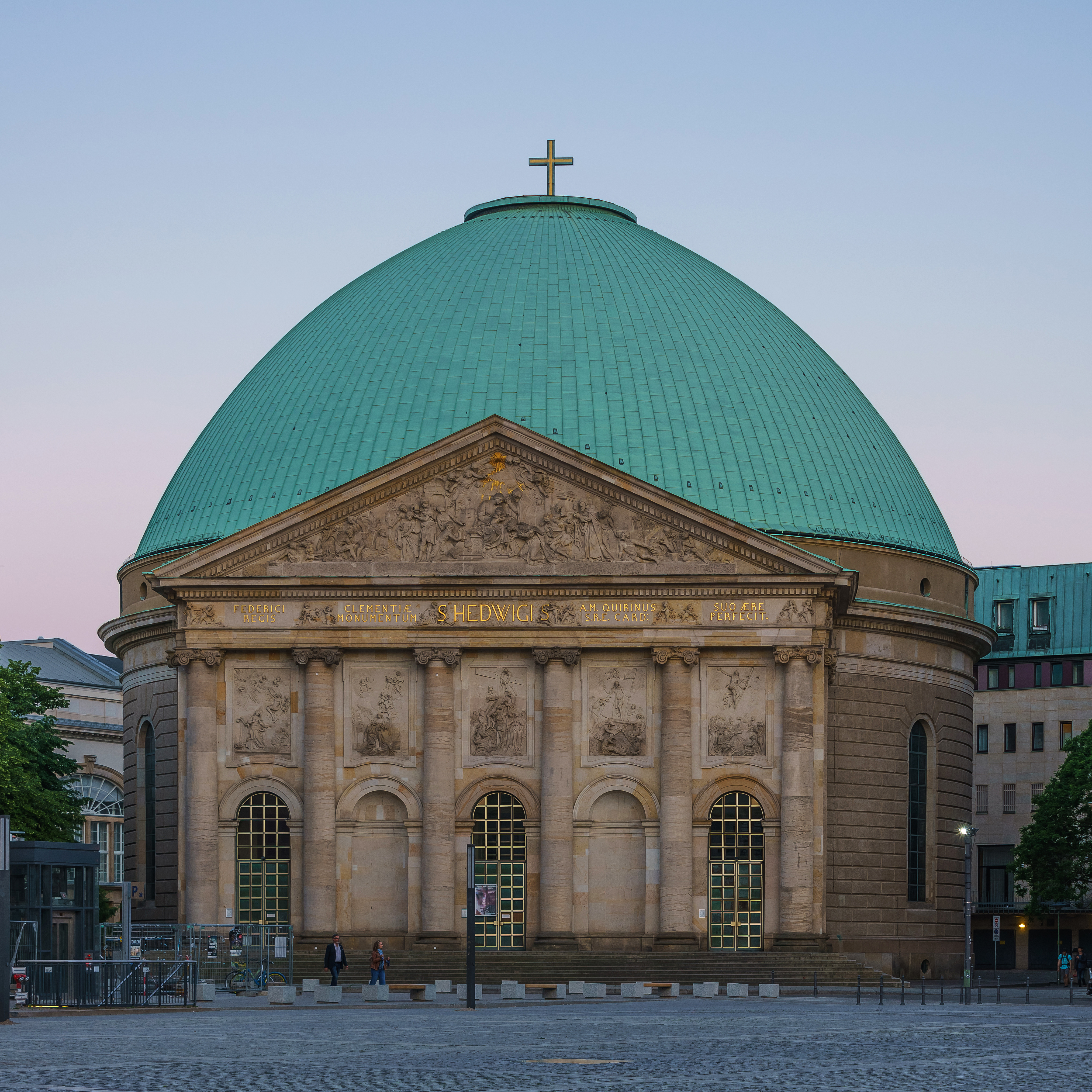
Catedral católica de Santa Eduvigis en Berlín

Sin embargo, por número y por razones históricas, son los protestantes los que representan la mayor parte de la actividad religiosa de la ciudad y poseen las iglesias y lugares de culto más representativos. Un ejemplo de ello es la catedral de Berlín, perteneciente a la Iglesia Evangélica en Alemania, la mayor organización protestante de Alemania y también de Berlín a través de su filial en la ciudad, la Iglesia Evangélica de Berlín-Brandenburg-Silesia Alta Lusacia (EKBO).
La historia de la Iglesia católica en Berlín se remonta a la época medieval, siendo la zona principalmente protestante tras la Reforma. La primera presencia católica significativa se restableció con la construcción de la catedral de Santa Eduvigis en el siglo XVIII, bajo Federico el Grande, que permitió su edificación para atender a los católicos silesianos de Berlín. Esto formaba parte de su política general de tolerancia religiosa. 
A lo largo del siglo XIX y principios del XX, la comunidad católica de Berlín creció, aunque seguía siendo minoritaria en comparación con la población protestante. Durante la época nazi, la Iglesia sufrió persecución, con la notable oposición de figuras como el obispo Konrad von Preysing y Bernhard Lichtenberg, que se pronunciaron contra las políticas nazis, en particular la persecución de los judíos. 
Después de la Segunda Guerra Mundial, Berlín estaba dividida y la Iglesia católica de Berlín Oriental operaba bajo las restricciones del régimen comunista, aunque seguía sirviendo a su comunidad. La reunificación de Alemania en 1990 supuso nuevos retos y oportunidades para la Iglesia.

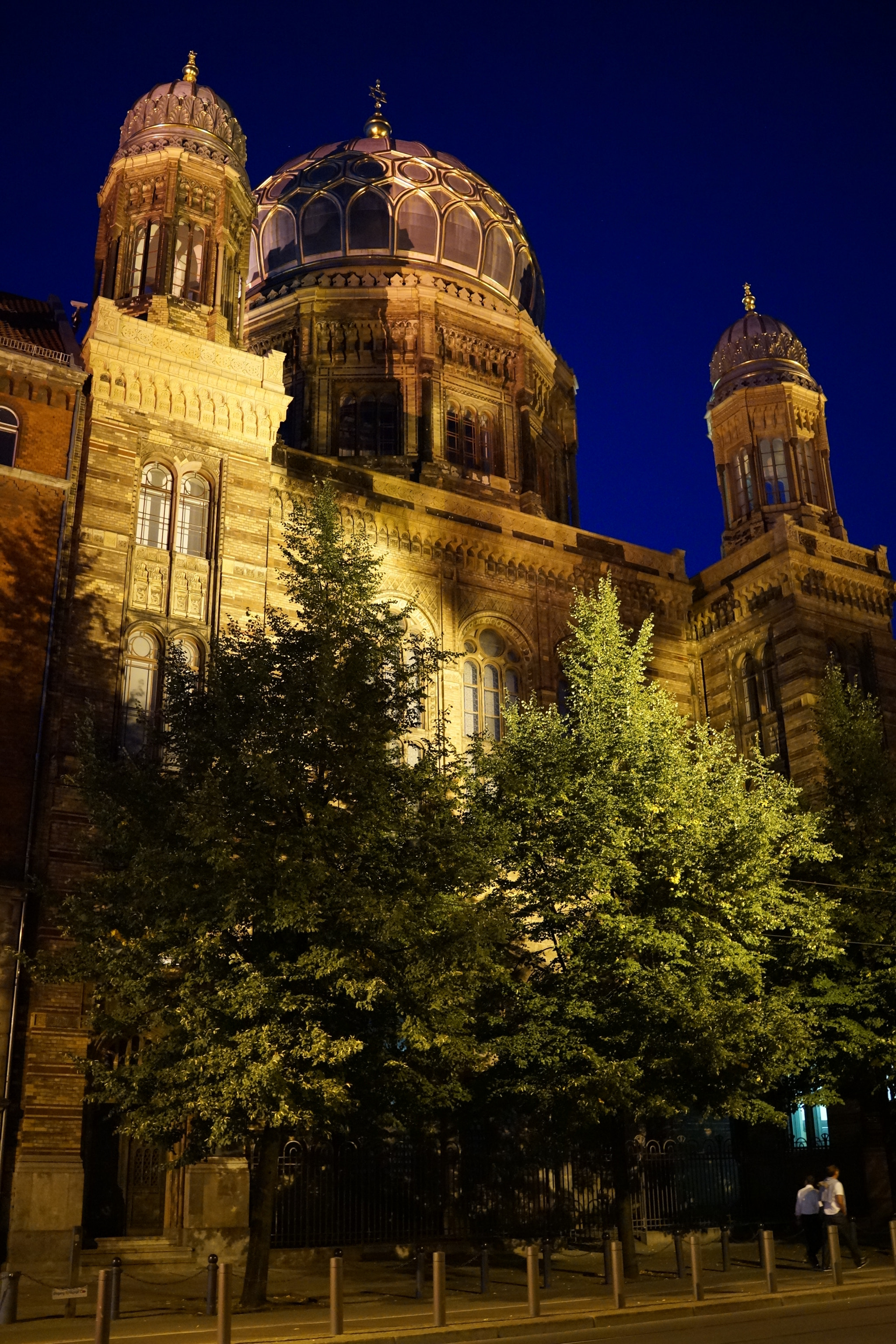
La Sinagoga de la calle Oranienburger

La diócesis de Berlín fue elevada a archidiócesis en 1994 por el Papa Juan Pablo II. Actualmente cuenta con 122 parroquias en su jurisdicción. El actual arzobispo es Heiner Koch, nombrado en 2015.
La Iglesia participa en diversas actividades sociales, como obras educativas y caritativas. Sin embargo, se enfrenta al reto de mantener su influencia y número de miembros en una sociedad secularizada. Hay una tendencia notable a la disminución del número de miembros de la Iglesia, reflejo de otras tendencias más amplias en toda Alemania, donde cada vez menos personas están dispuestas a pagar impuestos eclesiásticos o afiliarse oficialmente a un grupo religioso.
La renovación de la catedral de Santa Eduvigis, terminada en 2024 después de extensas obras, ha suscitado cierta controversia por su nuevo diseño, que pretende ajustarse a las prácticas litúrgicas modernas posteriores al Vaticano II. Esto refleja los continuos debates en el seno de la Iglesia sobre la tradición frente a la adaptación contemporánea.
La comunidad católica de Berlín es diversa, con iniciativas dirigidas a los inmigrantes, los jóvenes y las cuestiones de justicia social. También se intenta llegar a ellos a través de apostolados innovadores que encajan con el espíritu ecléctico e innovador de la ciudad, como la adoración eucarística 24 horas al día, 7 días a la semana, en St. Clemens.

## Economía

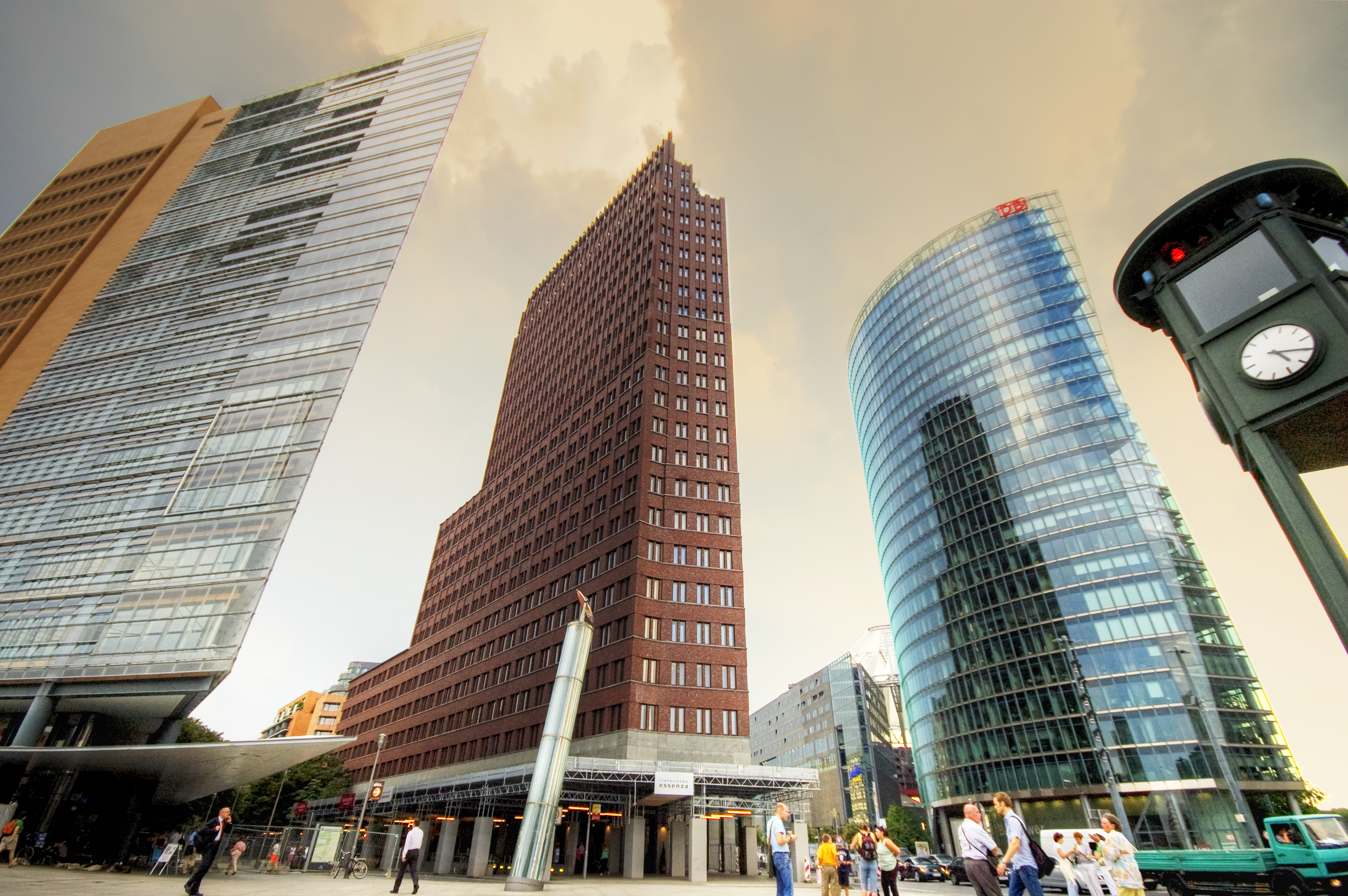
Potsdamer Platz y sede central de la Deutsche Bahn.

En 2021 el PIB de Berlín alcanzaba 163 000 millones de euros. o 44 000 euros por habitante. De los sectores económicos de la ciudad, el más importante es el terciario o sector servicios, que representa ya un 84 % de la economía de la ciudad.
De las cuarenta empresas que conforman el índice alemán DAX, Siemens AG, Zalando y HelloFresh tienen su sede en Berlín (2022).
Entre los 20 mayores patronos en Berlín están la empresa ferroviaria Deutsche Bahn (DB), la empresa del famoso hospital universitario Charité, la empresa local de transporte público BVG, Deutsche Telekom y Mercedes-Benz Group.
En 2019 la tasa de desempleo era del 7,9 %, superior al promedio alemán (5 %).

### Tecnología

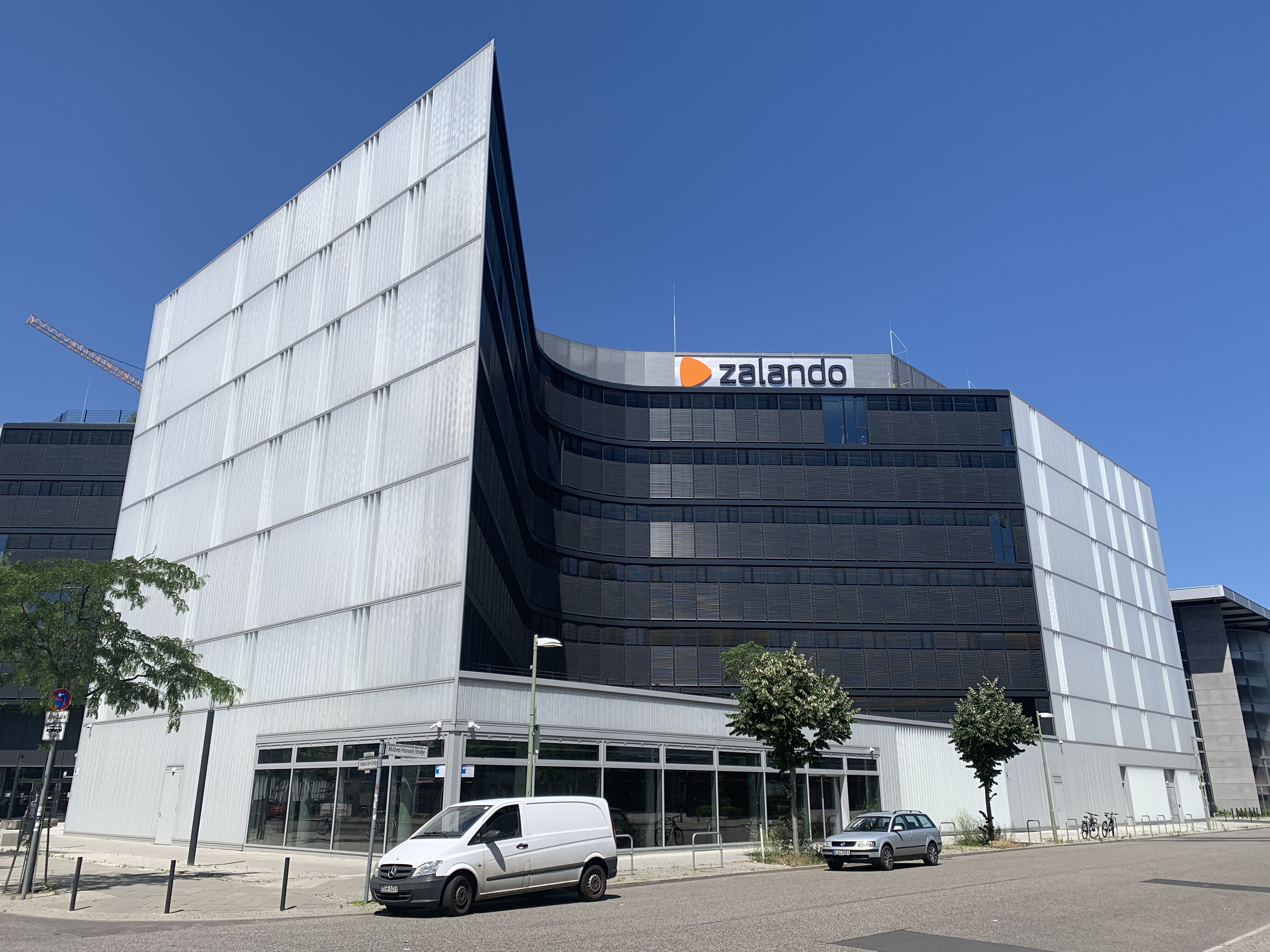
Sede de Zalando

Bayer Pharmaceuticals y Berlín Chemie son grandes compañías farmacéuticas con sede en la ciudad. Berlín Adlershof es uno de los 15 mayores parques tecnológicos en todo el mundo. La investigación y el desarrollo revisten suma importancia económica, y la región Berlín-Brandeburgo se sitúa entre las tres principales regiones innovadoras en la UE.

### Economía creativa
La capital de Alemania ha sido durante años sinónimo de cultura, diseño y las startups. Berlín se está especializando en áreas como el comercio electrónico y nuevos medios digitales. Muchos jóvenes internacionales y emprendedores culturales continúan instalándose en la ciudad, que se ha consolidado como un popular centro de entretenimiento en Europa. En 2005, Berlín recibió el título de "Ciudad del Diseño" de la UNESCO.
Las sedes en Alemania de BMG Rights Management, Universal Music y Sony Music se encuentran en Berlín. Numerosas estaciones de televisión locales, nacionales e internacionales, como RBB, TVB, Bild y Welt tienen su sede en la ciudad. La emisora pública internacional alemana Deutsche Welle tiene su unidad de producción de televisión en Berlín, y la mayoría de las emisoras nacionales alemanas tienen un estudio en la ciudad.

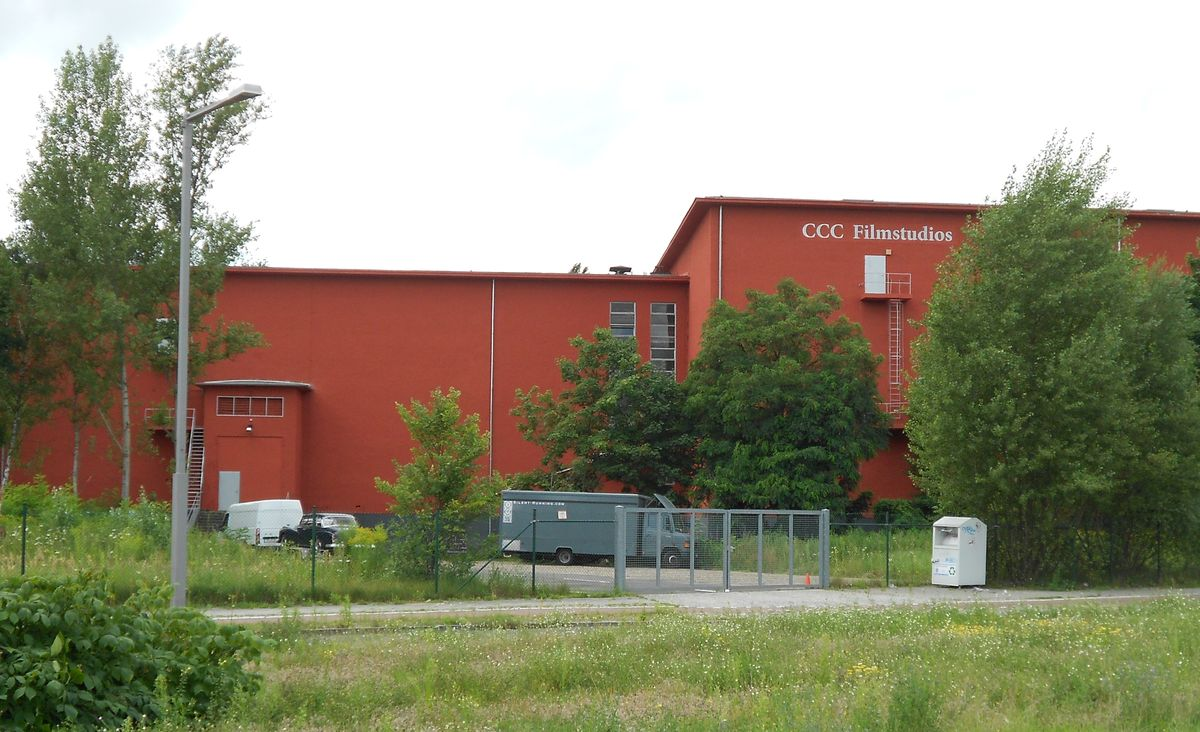
CCC Filmkunst Studios

Berlín es un importante centro de la industria cinematográfica alemana y europea. Es la sede de más de mil productoras de cine y televisión. Además, cada año se filman en la región 300 coproducciones nacionales e internacionales. Los históricos Babelsberg Studios y la productora UFA se encuentran en las afueras de Berlín, en Potsdam. La ciudad también alberga la Academia de Cine Europeo y la Academia de Cine Alemán.
Berlín es también la sede de las principales editoriales Springer Nature, Walter de Gruyter y Axel Springer, cada una de las cuales publica libros, publicaciones periódicas y productos multimedia.
La ciudad tiene una escena artística muy diversa y alberga más de 300 galerías de arte.
Alrededor de 22 600 empresas creativas, principalmente pymes, generaron más de 18.600 millones de euros en ingresos totales. Las industrias creativas de Berlín han contribuido con aproximadamente el 20% del producto interno bruto de la ciudad en 2005.

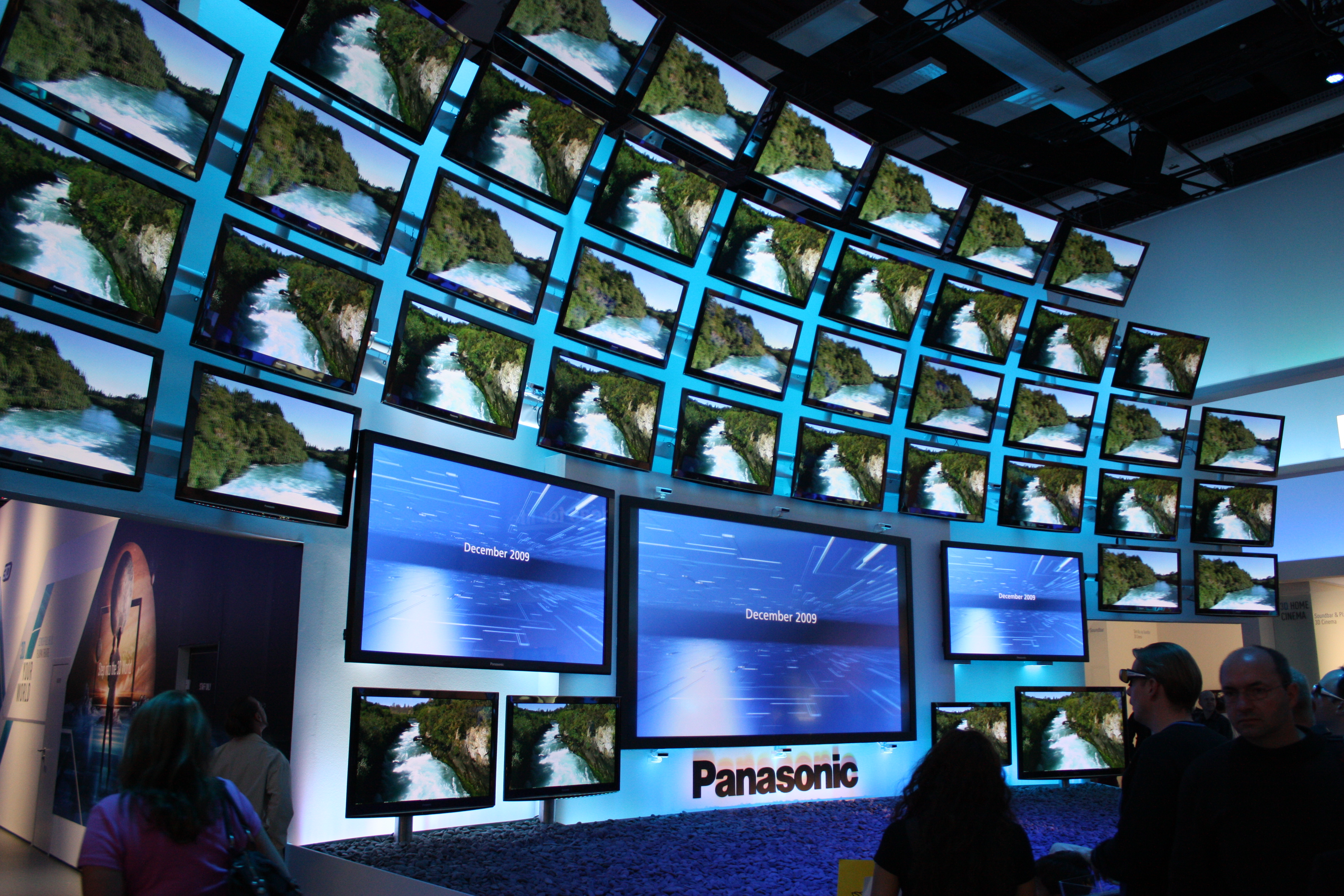
IFA Berlin

### Turismo y ferias
Berlín es uno de los centros más visitados del turismo urbano nacional e internacional. En 2016, se registraron alrededor de 31 millones de pernoctaciones en establecimientos de alojamiento berlineses, con más de 12,7 millones de huéspedes, lo que representa un aumento de alrededor del 250% en comparación con 2001 (11,3 millones de pernoctaciones por 4,9 millones de huéspedes). Esto convierte a la ciudad en uno de los destinos turísticos favoritos en Europa, después de Londres y París.
En 2015, Berlín contaba con 814 hoteles con una capacidad de 136.000 camas y una tasa de ocupación media del 60,5%. La estancia media de los clientes es de 2,4 días. Los huéspedes internacionales representan alrededor del 40% del número de visitantes. Los visitantes del Reino Unido, Italia, Países Bajos, España y Estados Unidos ocupan los primeros puestos. Los principales atractivos son la arquitectura, los lugares históricos, los museos, las fiestas, las compras, la vida nocturna y los grandes acontecimientos, que atraen a varios cientos de miles de visitantes cada año.

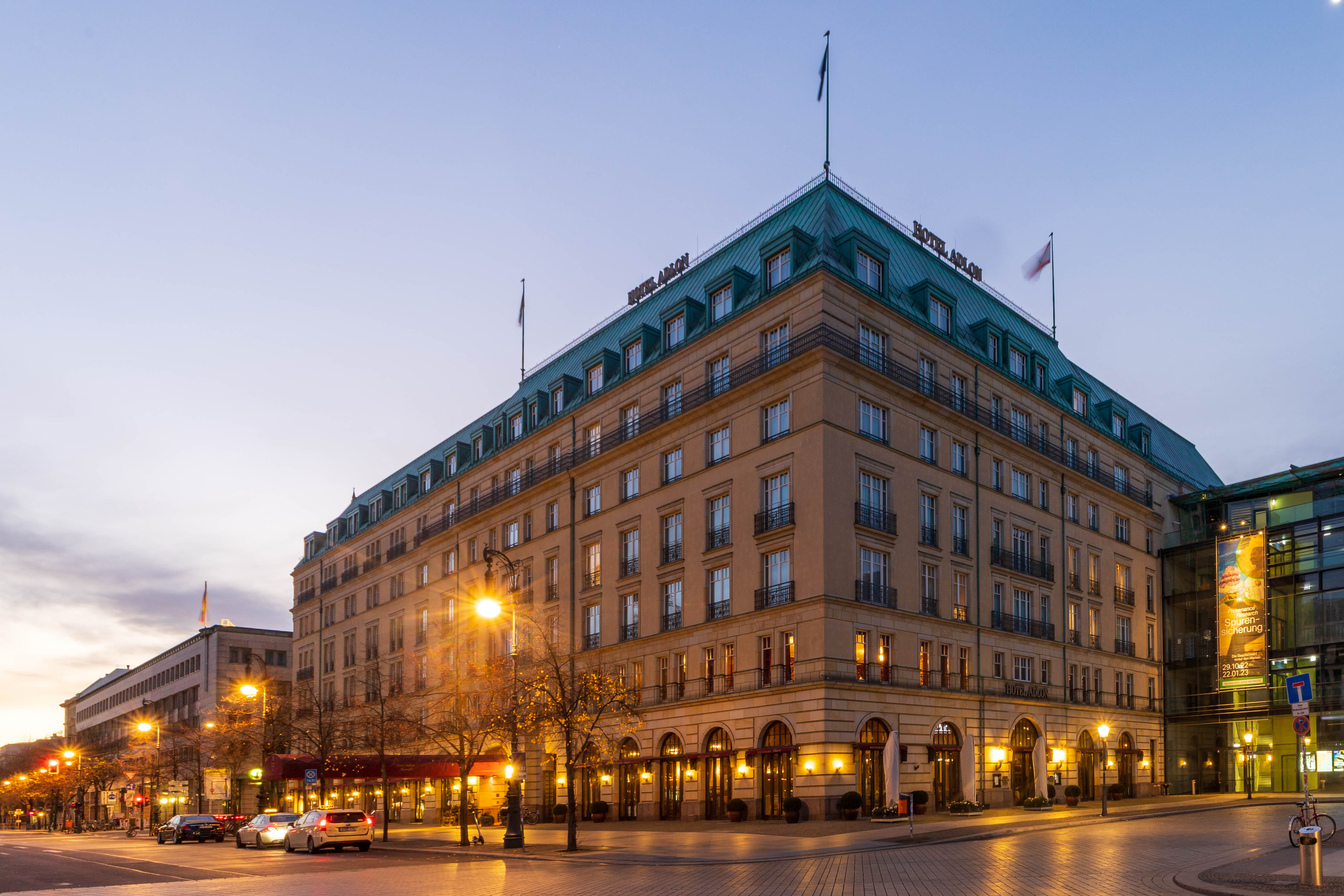
El Hotel Adlon Kempinski de Berlín

Gracias a su positiva evolución, la industria turística de Berlín se ha convertido en un importante pilar de la economía regional. Además de la hostelería y la restauración, el sector minorista también se beneficia enormemente de los turistas berlineses.
En 2017, el creciente sector turístico abarcaba 800 hoteles, con 143 000 camas y alrededor más de 30 millones de pernoctaciones, haciendo de Berlín la tercera ciudad más visitada en la Unión Europea.
La Messe Berlin, es un centro de exposiciones, ubicado en Berlín y destinado a la celebración de ferias de diverso tipo. El recinto es un importante centro para la presentación de feria de muestras a nivel nacional e internacional, tales como la Semana Verde Internacional de Berlín, la IFA, InnoTrans, Berlin Fashion Week, ITB Berlin y la Venus Berlin, donde se entregaba el Venus Award.

## Infraestructuras

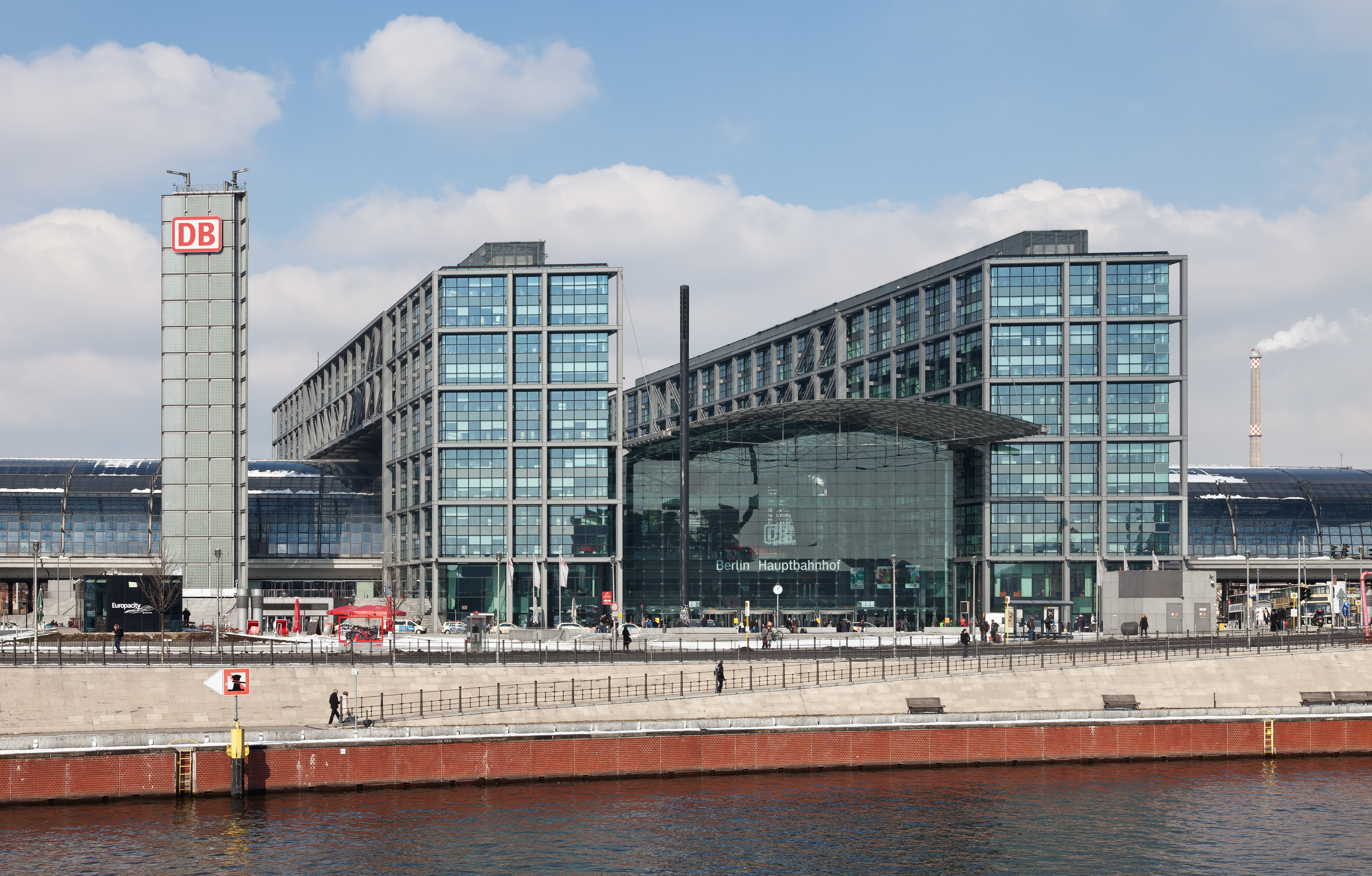
Estación Central.

### Transporte terrestre
En cuanto al sistema ferroviario, la Estación Central de Berlín (en alemán Hauptbahnhof) es un proyecto de 900 millones de euros iniciado en 1992, que empezó a ser construido en 1995 y fue inaugurada en mayo de 2006, justo a tiempo para la celebración de la Copa Mundial de Fútbol en Alemania.
El Metro de Berlín (en alemán Berliner U-Bahn, de Untergrundbahn) es uno de los más funcionales y prácticos de Europa. Junto con el tren de superficie (S-Bahn) conforma una densa red urbana de transporte que facilita los desplazamientos por la capital alemana. El metro es gestionado por la Berliner Verkehrsbetriebe (BVG) a la que también pertenecen los buses y tranvías. El S-Bahn al igual que los trenes con otras ciudades, es gestionado por la Deutsche Bahn (DB).

### Transporte aéreo
El Aeropuerto de Berlín-Brandeburgo Willy Brandt es un aeropuerto internacional en Schönefeld en el estado de Brandeburgo. Se encuentra a 18 kilómetros al sureste del centro de la ciudad y sirve como base para Lufthansa, easyJet, Eurowings y Ryanair. En su mayoría, ofrece vuelos a destinos de ocio y metropolitanos europeos, así como una serie de servicios intercontinentales. El nuevo aeropuerto reemplazó a los aeropuertos de Tempelhof, Schönefeld y Tegel, y se convirtió en el único aeropuerto comercial que da servicio a Berlín y al estado circundante de Brandeburgo.
|  | Aeropuerto de Berlín-Brandeburgo Willy Brandt | BER | EDDB |

## Educación
Berlín cuenta con más de 200 años de historia científica. Más de 40 Premios Nobel han enseñado y trabajado en los institutos y universidades de la ciudad. Berlín es también actualmente sede de un gran número de instituciones científicas y de investigación reconocidas internacionalmente. Como ciudad universitaria, Berlín es uno de los centros de enseñanza más prestigiosos del mundo.
En el semestre de invierno 2021/22, alrededor de 200.000 estudiantes estaban matriculados en más de 40 universidades y escuelas superiores de Berlín, incluidas cuatro escuelas superiores de arte, lo que la convierte en la ciudad con mayor número de estudiantes del mundo germanoparlante. En un contexto global, Berlín es una de las ciudades del mundo con condiciones de estudio muy favorables.
Las cuatro universidades berlinesas suman más de 110.000 estudiantes. La Universidad Humboldt de Berlín (Humboldt Universität zu Berlin), fundada por Wilhelm von Humboldt en el marco de las reformas prusianas e inaugurada en 1809, cuenta actualmente con casi 35.000 estudiantes, la Universidad Libre de Berlín (Freie Universität Berlin) con más de 35.000, la Universidad Técnica de Berlín (Technische Universität Berlin) con más de 35.000 y la Universidad de las Artes de Berlín (Universität der Künste Berlin) con unos 4.500 (a partir de 2022). La  Berliner Hochschule für Technik (Universidad de Ciencias Aplicadas de Berlín) cuenta con más de 12.000 estudiantes, la Hochschule für Technik und Wirtschaft Berlin tiene más de 14.000 matriculados y alrededor de 9.500 estudiantes están matriculados en la Charité.
Las facultades de Medicina de la Freie Universität y la Humboldt-Universität se fusionaron en 2003 para formar la Charité - Universitätsmedizin Berlin. Desde entonces, es la mayor facultad de medicina de Europa, con cuatro sedes.
En el marco de la Iniciativa de Excelencia, la FU de Berlín y la HU zu Berlin fueron evaluadas favorablemente en la tercera línea de financiación. El concepto de la Freie Universität, que ya había sido premiado en 2007, se confirmó en la evaluación de 2012. La Humboldt-Universität obtuvo éxito con su concepto en 2012. Esto significa que ambas universidades se encuentran entre las once universidades alemanas de élite. Con el anuncio de los resultados de la Estrategia de Excelencia 2019, la FU, la HU, la TU y la Charité University Medicine, como instituciones de la Alianza Universitaria de Berlín, se encuentran juntas entre las once universidades alemanas de excelencia.
La European School of Management and Technology (ESMT) tiene derecho a conceder doctorados y es una de las principales escuelas de negocios de Alemania y Europa. Berlín también alberga la Escuela Hertie, privada y reconocida por el Estado, que es una de las principales universidades en el campo de las ciencias políticas. La Academia Alemana de Cine y Televisión de Berlín (Deutsche Film- und Fernsehakademie Berlin) y la Academia de Arte Dramático Ernst Busch son academias de arte de renombre en toda Europa. Otras universidades son la ESCP Europe Campus Berlin, la Hertie School, la Mediadesign Hochschule, la Games Academy y la Code University.

### Investigación

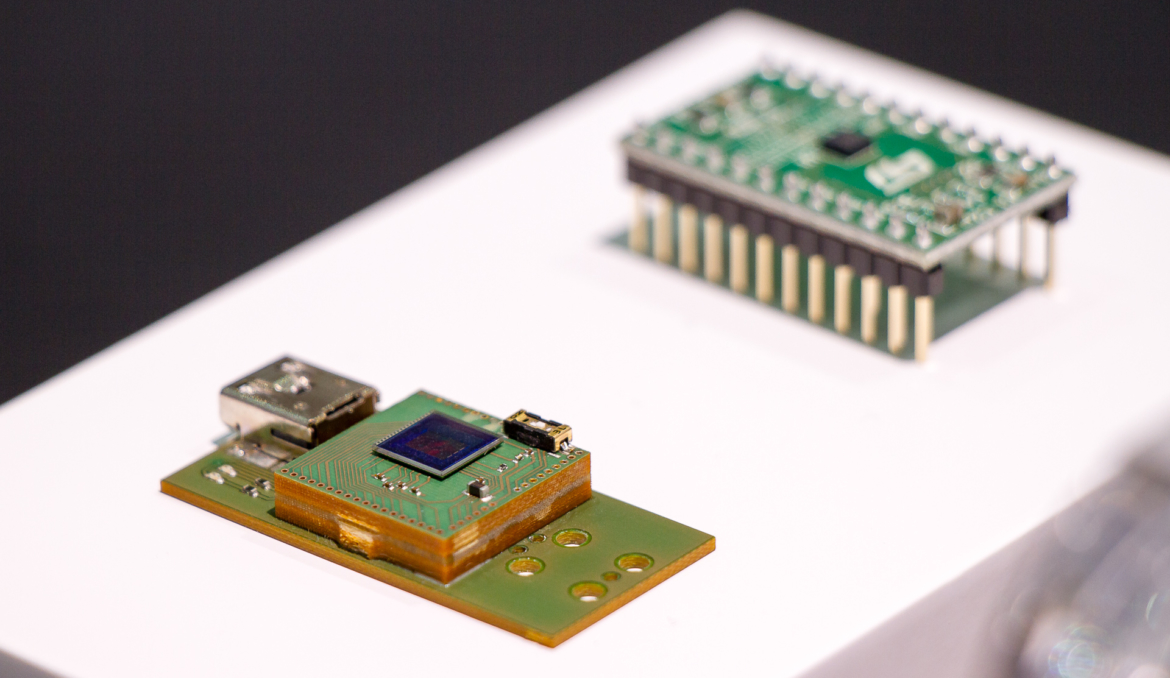
Micro cámara (Fraunhofer-Institut für Zuverlässigkeit und Mikrointegration)

Berlín es, desde 2012, la región alemana más fuerte en investigación. En 2020, se invirtieron alrededor de 4.100 millones de euros de fondos públicos y privados en las sedes universitarias de Berlín y en su investigación.
Más de 65.000 empleados enseñan, investigan y trabajan en las más de 70 instituciones de investigación no universitarias financiadas con fondos públicos. La Academia de Ciencias y Humanidades de Berlín-Brandeburgo (Berlin-Brandenburgische Akademie der Wissenschaften), la TU9, la Asociación Leibniz, la Instituto Robert Koch y la Max-Planck-Gesellschaft tienen su sede en Berlín.
Las organizaciones nacionales de investigación Fraunhofer-Gesellschaft, Helmholtz-Gemeinschaft, Leibniz-Gemeinschaft y Sociedad Max Planck  (Instituto Fritz Haber de la Sociedad Max Planck por ejemplo)    están representadas por varios institutos (Max-Delbrück-Centrum y Deutsches Herzzentrum Berlin), al igual que diversos ministerios federales con un total de ocho institutos de investigación. La mayoría de las instituciones científicas se concentran en las localidades de Buch, Charlottenburg, Dahlem, Mitte y el centro científico y empresarial Adlershof.
La Unión Matemática Internacional, organización matemática mundial que concede cada cuatro años la mundialmente conocida Medalla Fields, tiene su sede en Berlín.

### Ganadores del Premio Nobel

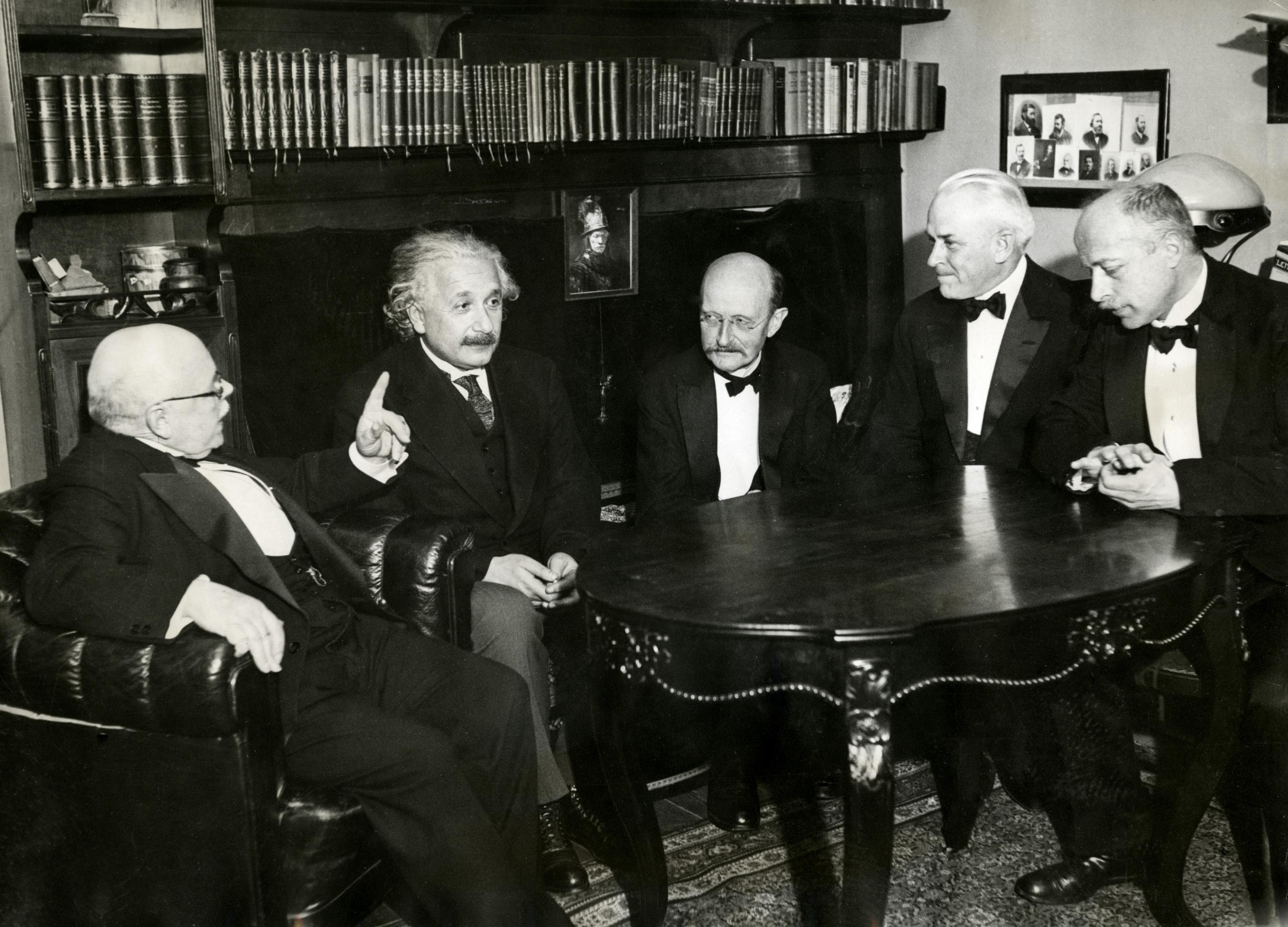
Nernst, Einstein, Planck (Berlin, 1931)

| - 1901 Jacobus Henricus van ’t Hoff - 1901 Emil Adolf von Behring - 1902 Emil Fischer - 1902 Theodor Mommsen - 1905 Adolf von Baeyer - 1905 Robert Koch - 1907 Albert Abraham Michelson - 1907 Eduard Buchner - 1908 Paul Ehrlich - 1909 Karl Ferdinand Braun - 1910 Otto Wallach - 1910 Albrecht Kossel - 1910 Paul Heyse - 1911 Wilhelm Wien - 1914 Max von Laue - 1915 Richard Willstätter - 1918 Fritz Haber - 1918 Max Planck - 1920 Walther Nernst - 1921 Albert Einstein - 1925 Gustav Ludwig Hertz - 1925 James Franck | - 1925 Richard Adolf Zsigmondy - 1928 Adolf Otto Reinhold Windaus - 1929 Hans von Euler-Chelpin - 1931 Otto Heinrich Warburg - 1932 Werner Heisenberg - 1933 Erwin Schrödinger - 1935 Hans Spemann - 1936 Peter Debye - 1939 Adolf Butenandt - 1944 Otto Hahn - 1950 Kurt Alder - 1950 Otto Diels - 1953 Fritz Albert Lipmann - 1953 Hans Adolf Krebs - 1954 Max Born - 1956 Walther Bothe - 1986 Ernst Ruska - 1991 Bert Sakmann - 1994 Reinhard Selten - 2007 Gerhard Ertl - 2009 Herta Müller - 2020 Emmanuelle Charpentier |

### Bibliotecas

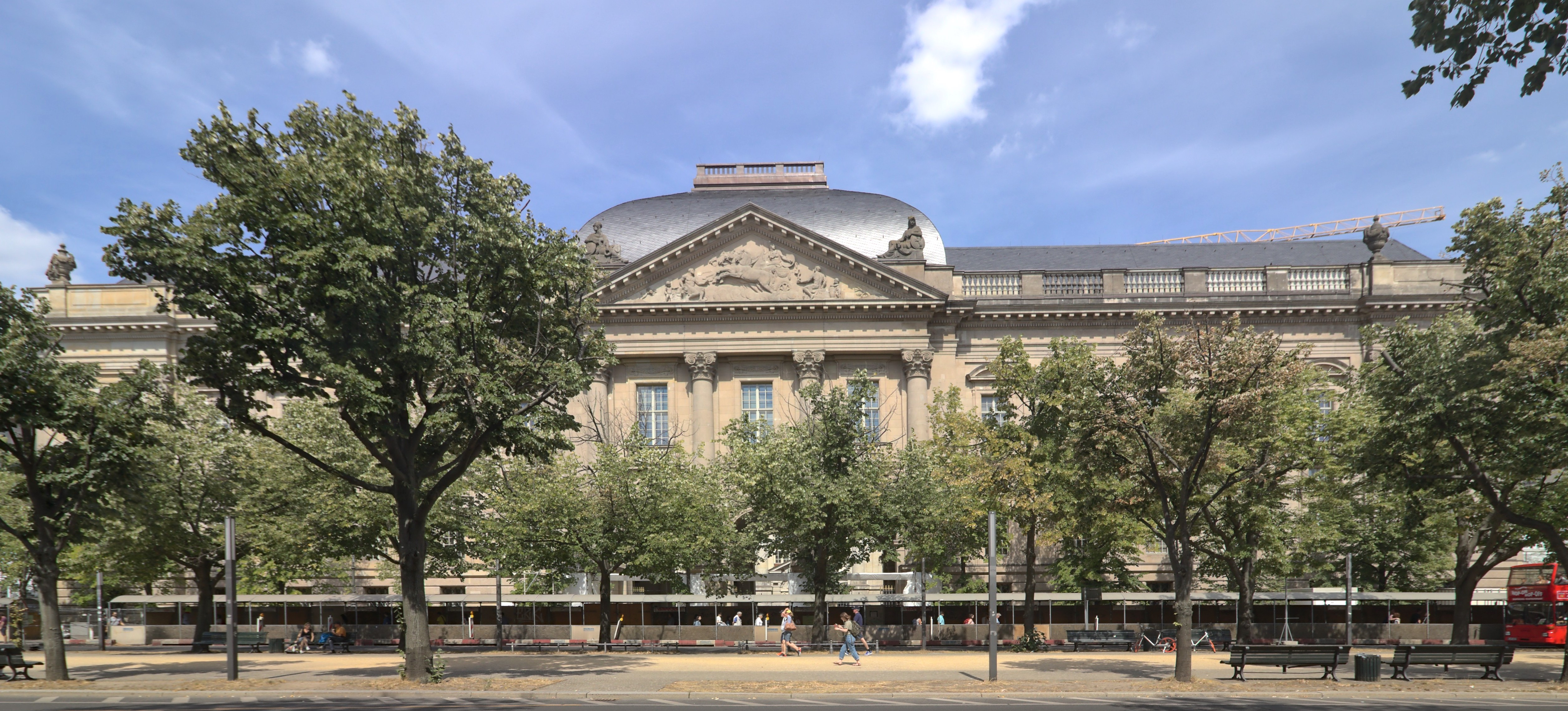
La Biblioteca Nacional en Berlín

La Biblioteca Estatal de Berlín, con una colección de 25 millones de obras, es la mayor biblioteca académica universal del mundo germanoparlante y una de las más importantes de la Unión Europea.
Otras grandes bibliotecas académicas son la Biblioteca Universitaria de la Universidad Libre, la Biblioteca Universitaria de la Universidad Humboldt y la Biblioteca Central de la Universidad Técnica y la Universidad de las Artes. La Biblioteca Central y Estatal de Berlín es la biblioteca pública central del estado de Berlín.
La Biblioteca de Arte de Berlín de los Museos Nacionales de Berlín es una de las bibliotecas especializadas en arte más importantes de Alemania con su colección (aprox. 400.000 volúmenes sobre historia del arte europeo y unas 1.400 revistas internacionales).
Hay al menos una biblioteca de distrito en cada uno de los distritos de Berlín, con otras sucursales situadas en los barrios. En 2014, las bibliotecas de Berlín contaron con más de nueve millones de visitantes que tomaron prestados alrededor de 23 millones de artículos.

## Cultura
Berlín es una de las capitales culturales de Europa por su concentración de museos, discotecas, bibliotecas, galerías y eventos musicales de altísima categoría. La ciudad es muy polifacética, un mosaico de culturas, estilos y mentalidades. Estudiantes, artistas, jóvenes profesionales, científicos llegan a Berlín y la convierten en un lugar muy cosmopolita.

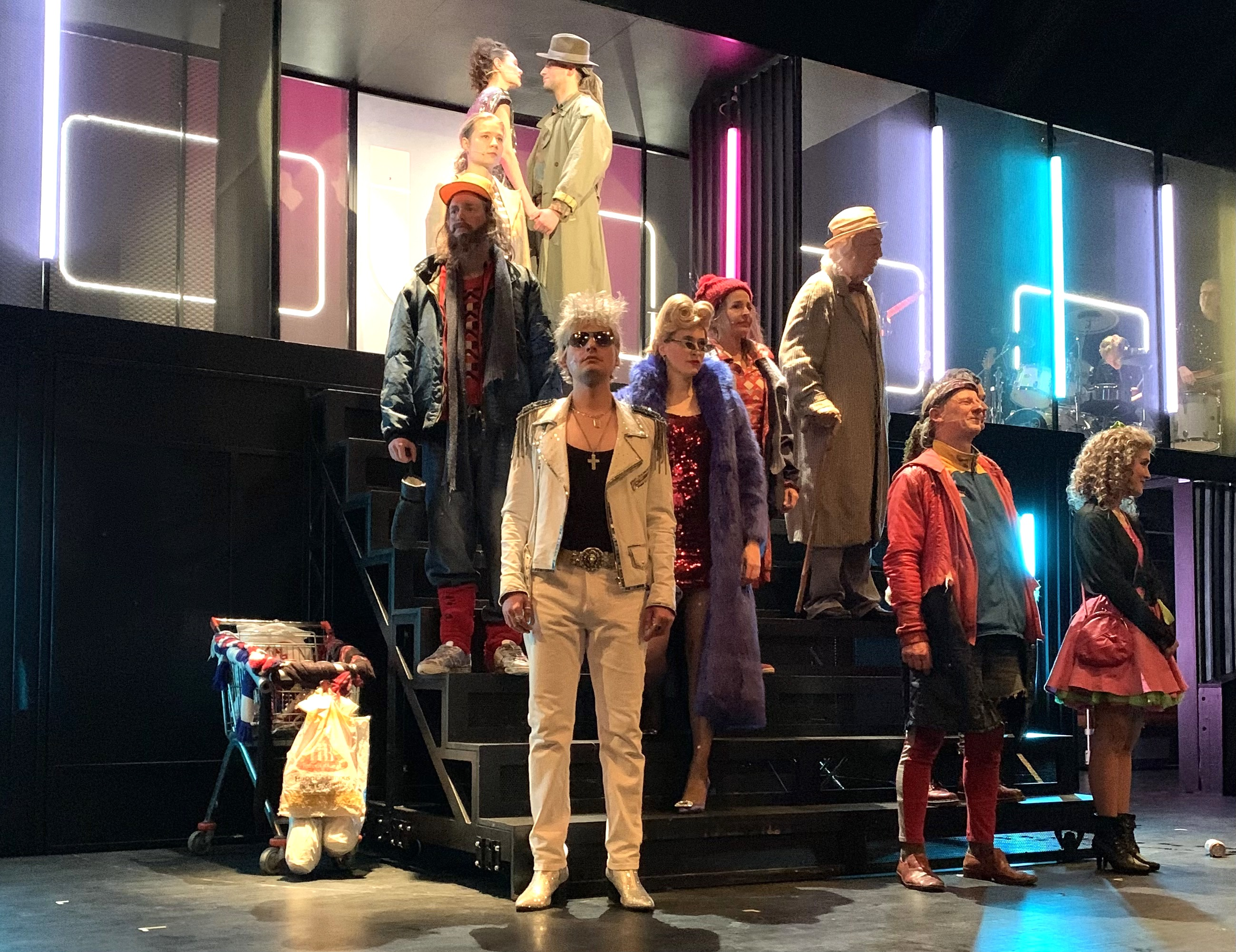
Linie 1 (Musical)
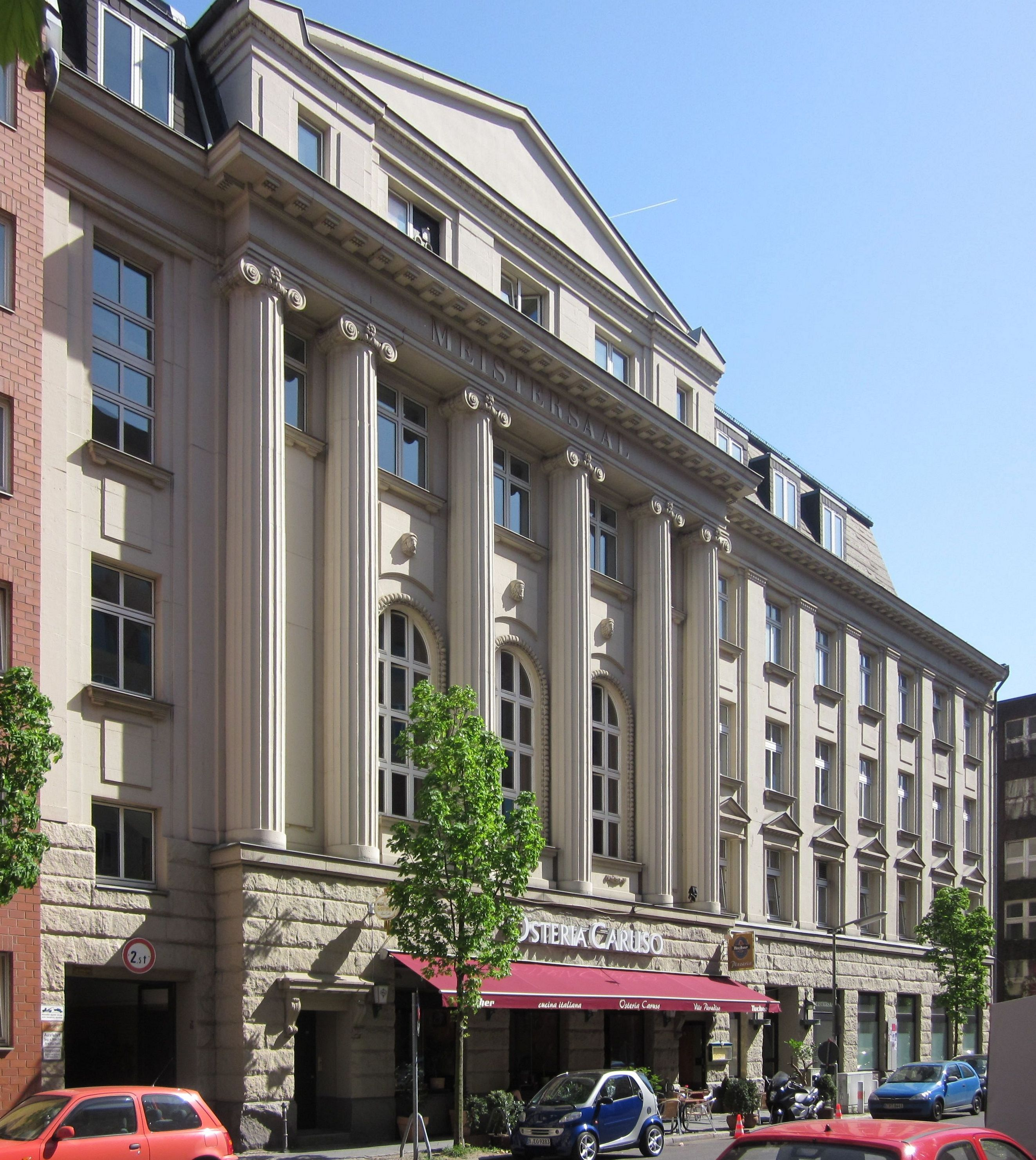
Hansa Tonstudio
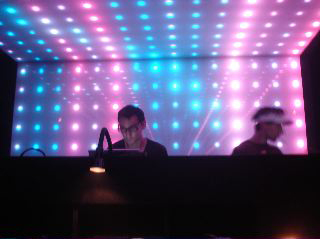
Discoteca
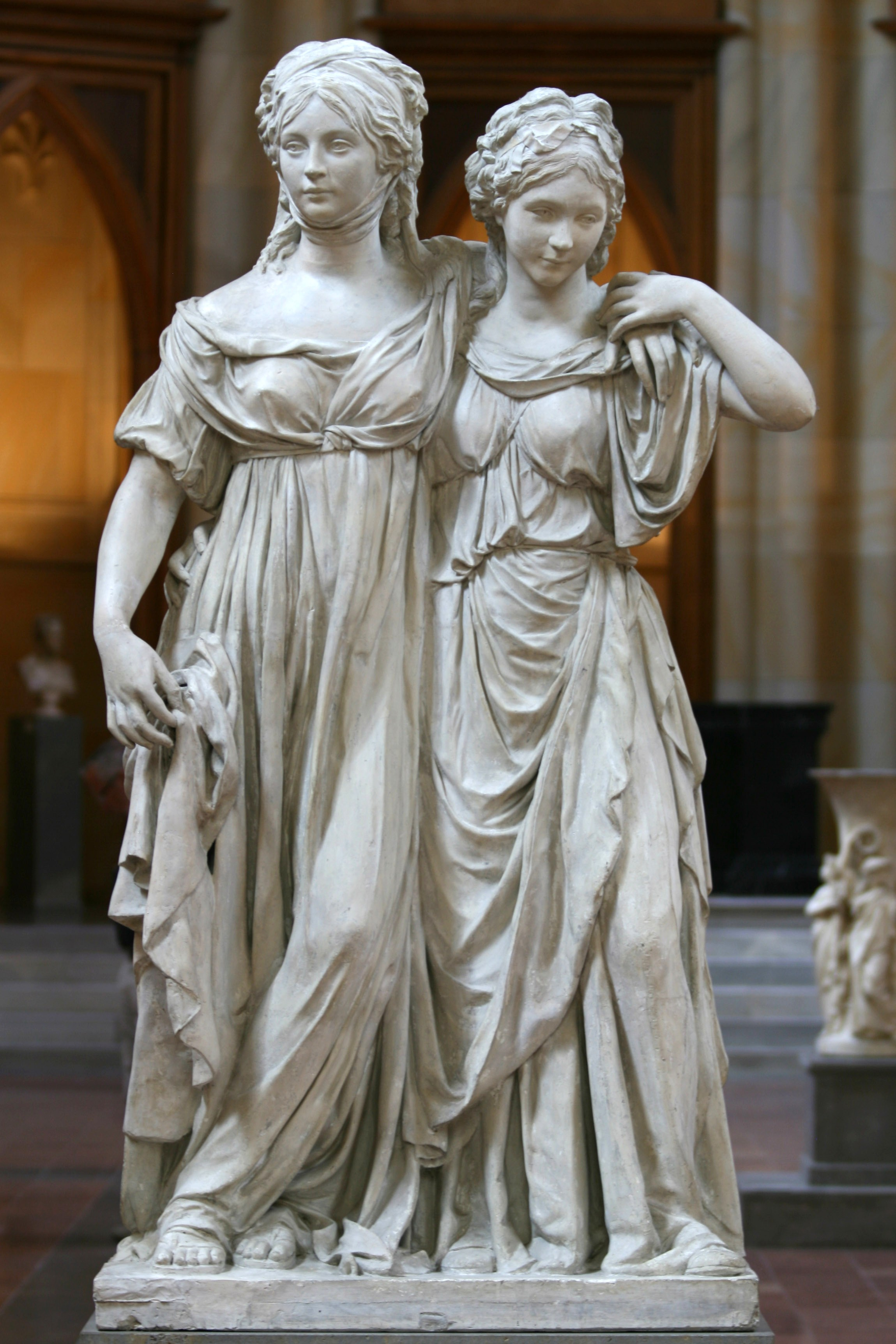
Alte Nationalgalerie
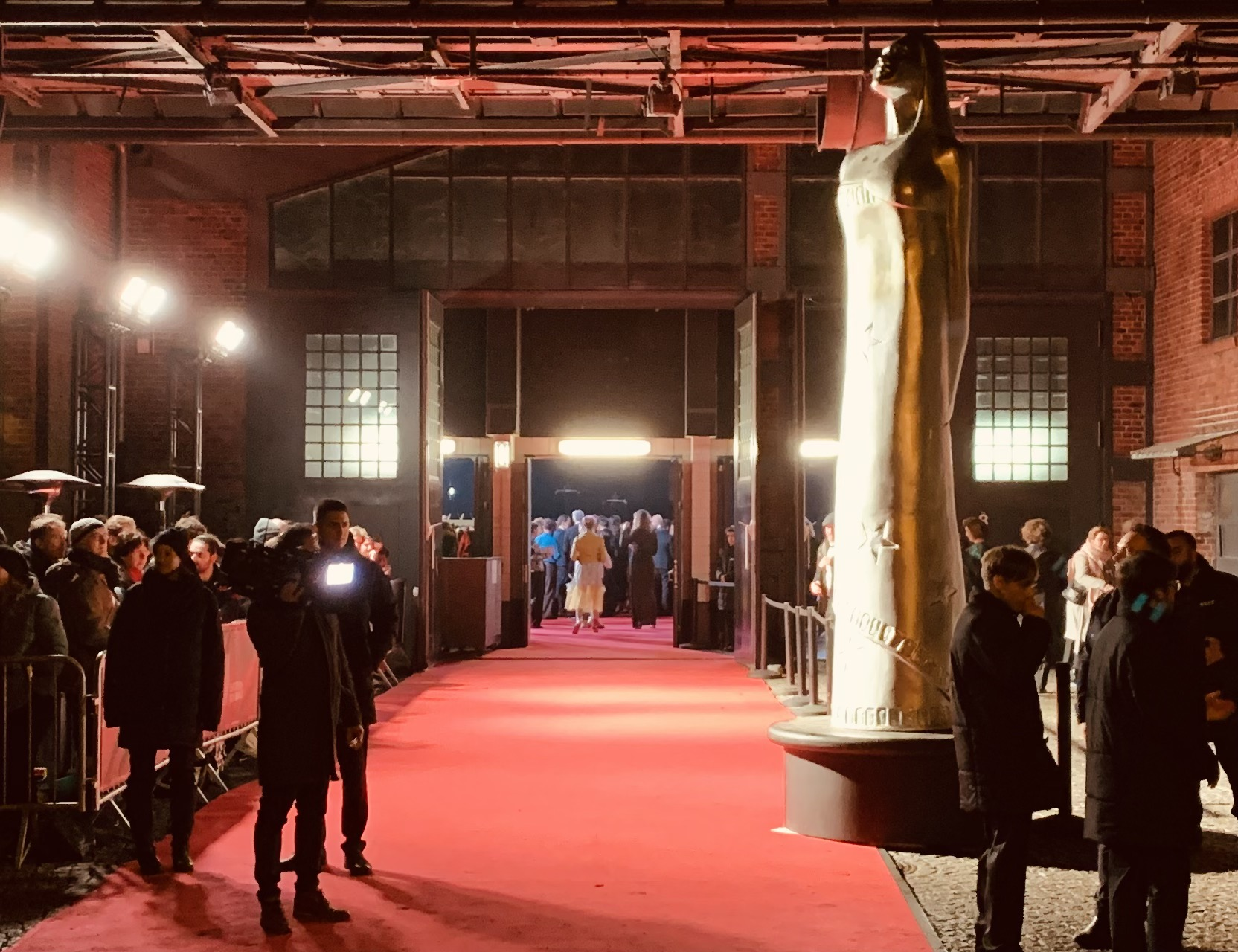
Academia de Cine Europeo

### Música

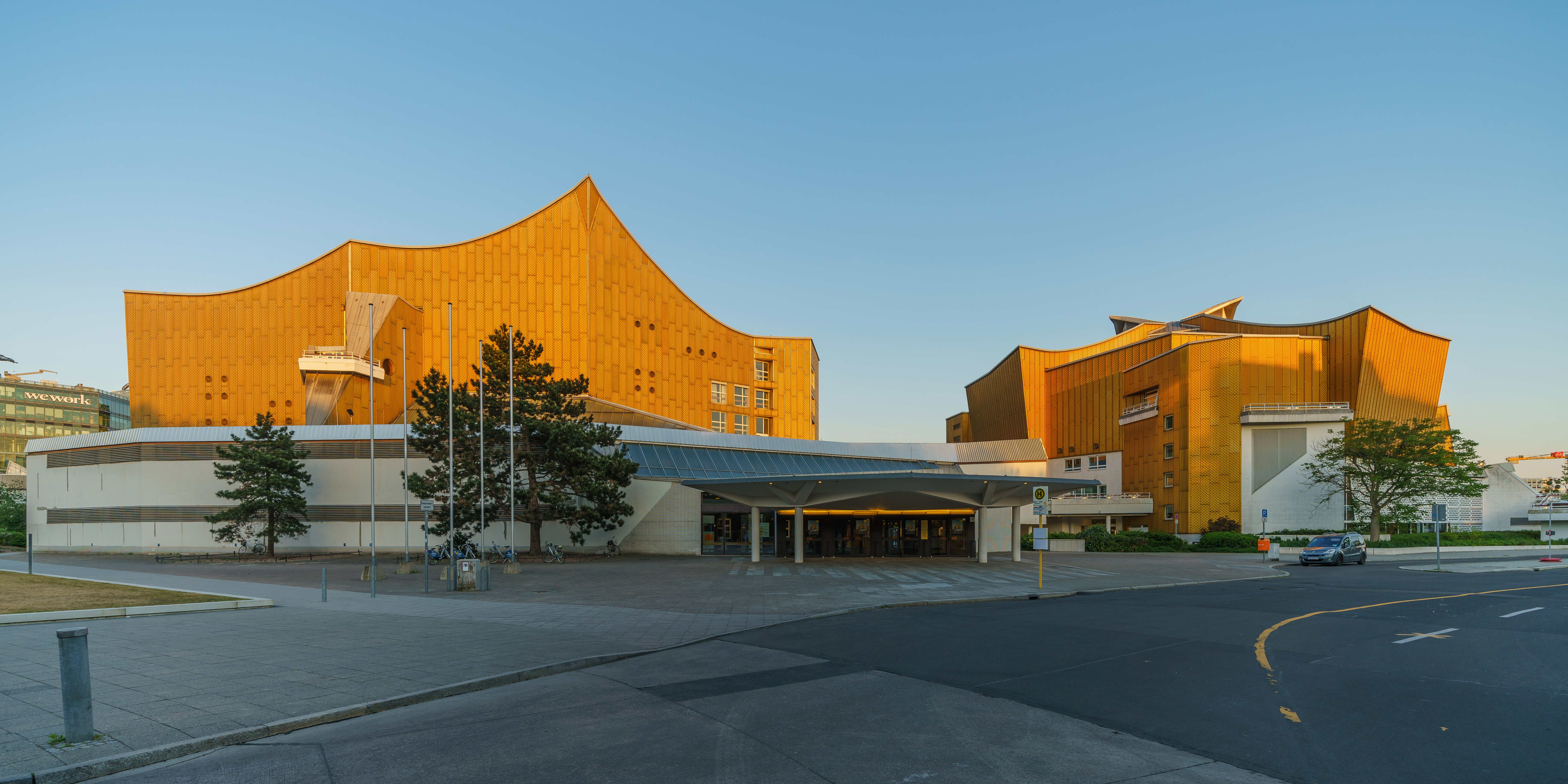
La Philarmonie (izquierda) y la Kammermusiksaal (derecha)

La ciudad alberga la Orquesta Filarmónica de Berlín - considerada como una de las mejores del mundo -, la Orquesta Sinfónica de Berlín (Berliner Symphoniker), la Orquesta Sinfónica Alemana de Berlín (ex RIAS), la Orquesta Sinfónica de Radio Berlín y otras agrupaciones así como la actividad lírica concentrada en la Ópera Alemana (Deutsche Oper Berlin), la Ópera del Estado (Staatsoper Unter den Linden) y la Ópera Cómica de Berlín. En el ámbito teatral es sede de importantes compañías así como también del legendario Berliner Ensemble. La ciudad posee notables ejemplos arquitectónicos, salas y auditorios como el Konzerthaus, el hall del Philharmonie, etc.

### Principales eventos

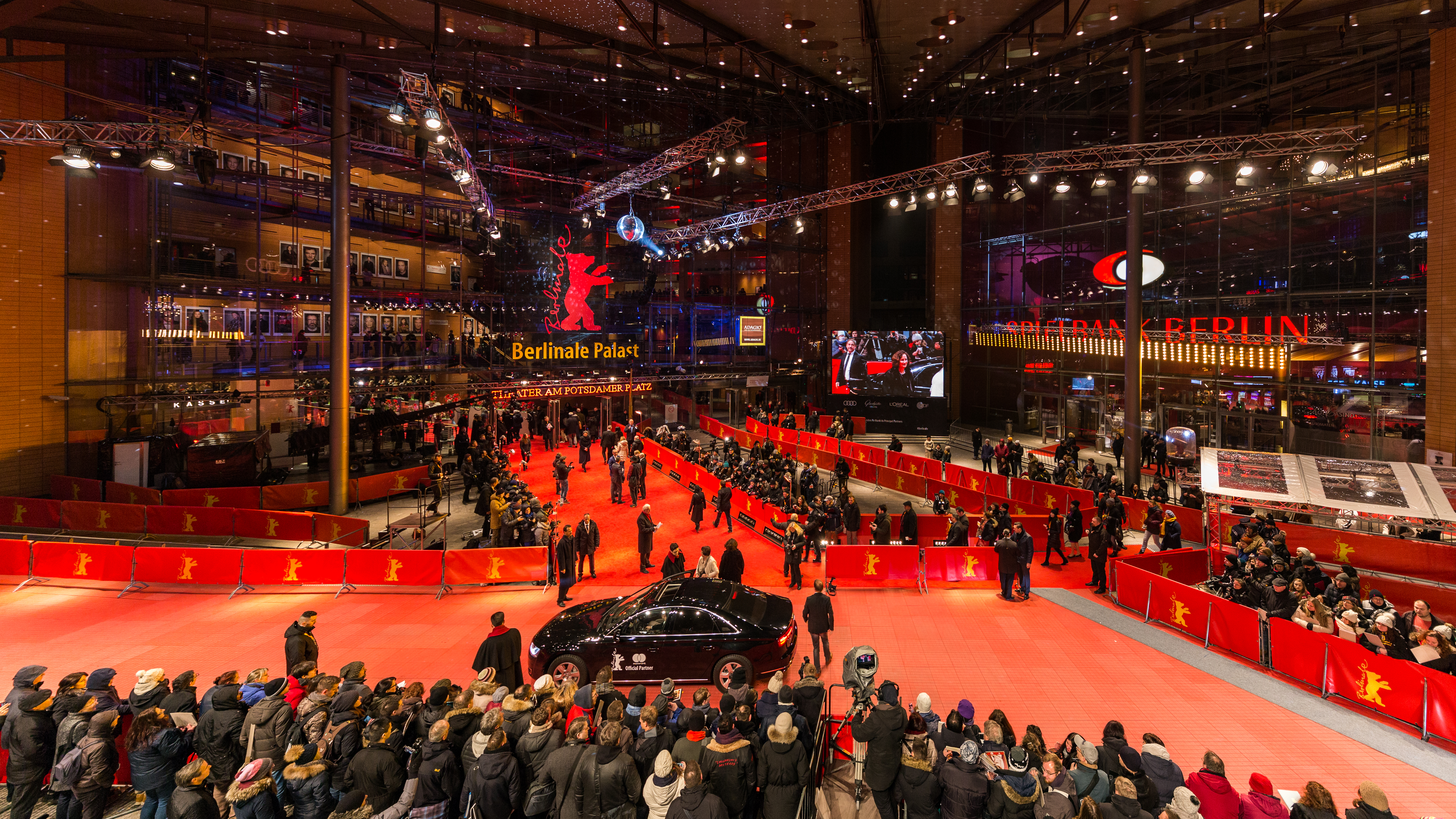
Festival Internacional de Cine de Berlín (2017)

- Festival Internacional de Cine de Berlín: Todos los años en el mes de febrero, el festival Berlinale evoca la magia del mundo cinematográfico entre las torres y los palacios de vidrio de la Potsdamer Platz. Un jurado internacional elige a los ganadores del Oso de Oro y de Oso de Plata.
- Festival Internacional de Literatura de Berlín: Atrae anualmente a un gran número de espectadores a las tendencias ecuménicas de la prosa y la lírica contemporáneas. En la primera quincena del mes de septiembre se dan cita en la capital germana un centenar de autores que no solo comparten sus textos con la audiencia, sino que expresan sus opiniones y vicisitudes sobre temas de actualidad política o cultural de los países de origen en los simposios organizados para tal efecto.
- Mercado navideño: El mercado navideño de Berlín se mencionó por primera vez en 1530. Se lleva a cabo en el centro de la ciudad, conocido como Gendarmenmarkt. Se compone de más de 100 puestos.

### Museos y pinacotecas

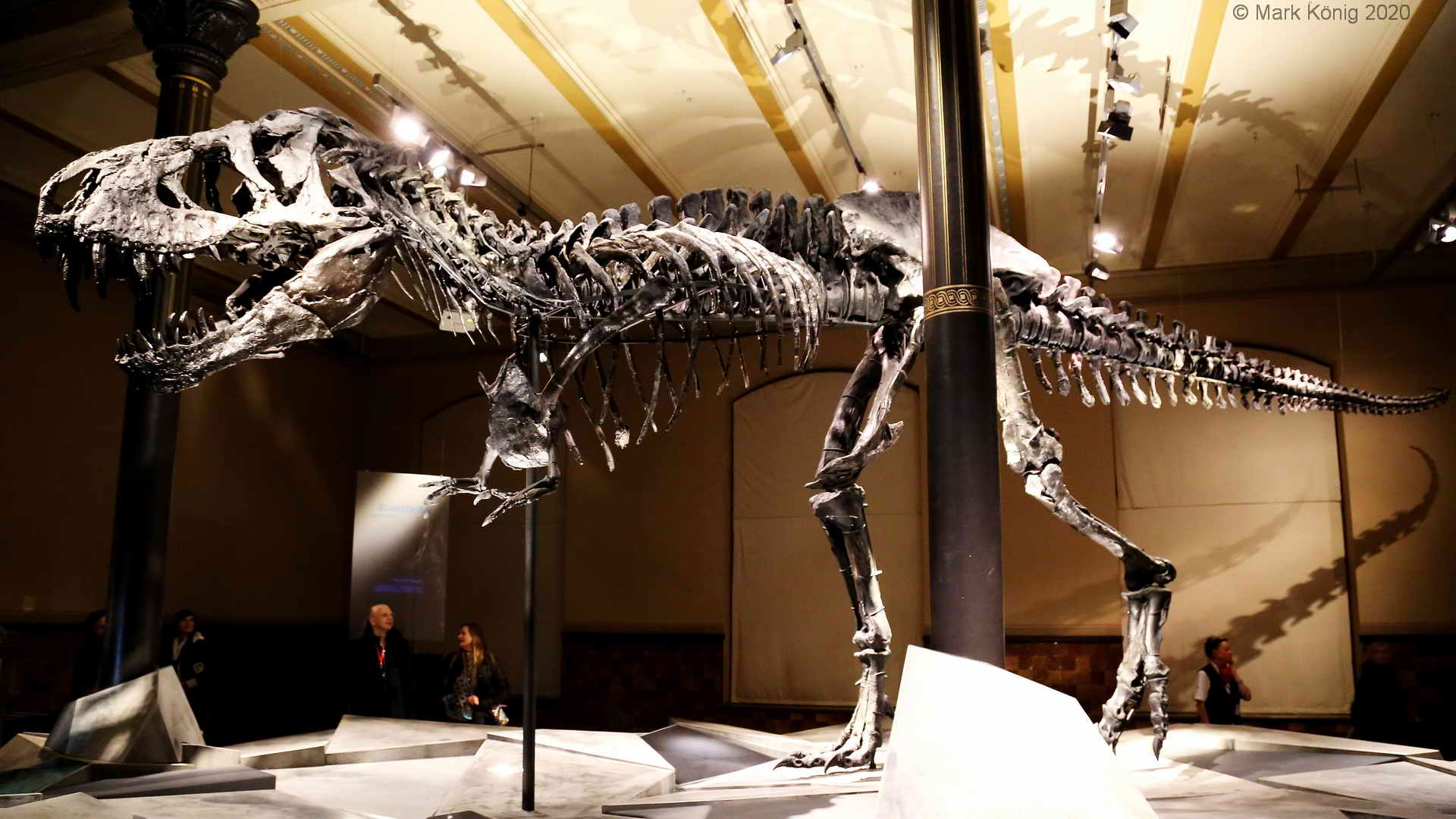
Museo Humboldt de Historia Natural

Berlín alberga 170 museos. El conjunto en la Isla de los Museos es un lugar declarado Patrimonio de la Humanidad por la Unesco y se sitúa en la parte norte de la Isla Spree entre el Spree y el Kupfergraben. Ya en 1841 se le nombró “distrito dedicado al arte y las antigüedades” por un decreto real. Por consiguiente, el Altes Museum (Museo Antiguo) en el Lustgarten, el Neues Museum (Museo Nuevo) que muestra el busto de la reina Nefertiti, Antigua Galería Nacional de Berlín, Museo de Pérgamo y el Museo Bode se erigieron allí. Los nombres de los edificios no se correspondían necesariamente con el contenido de las colecciones que exponían.

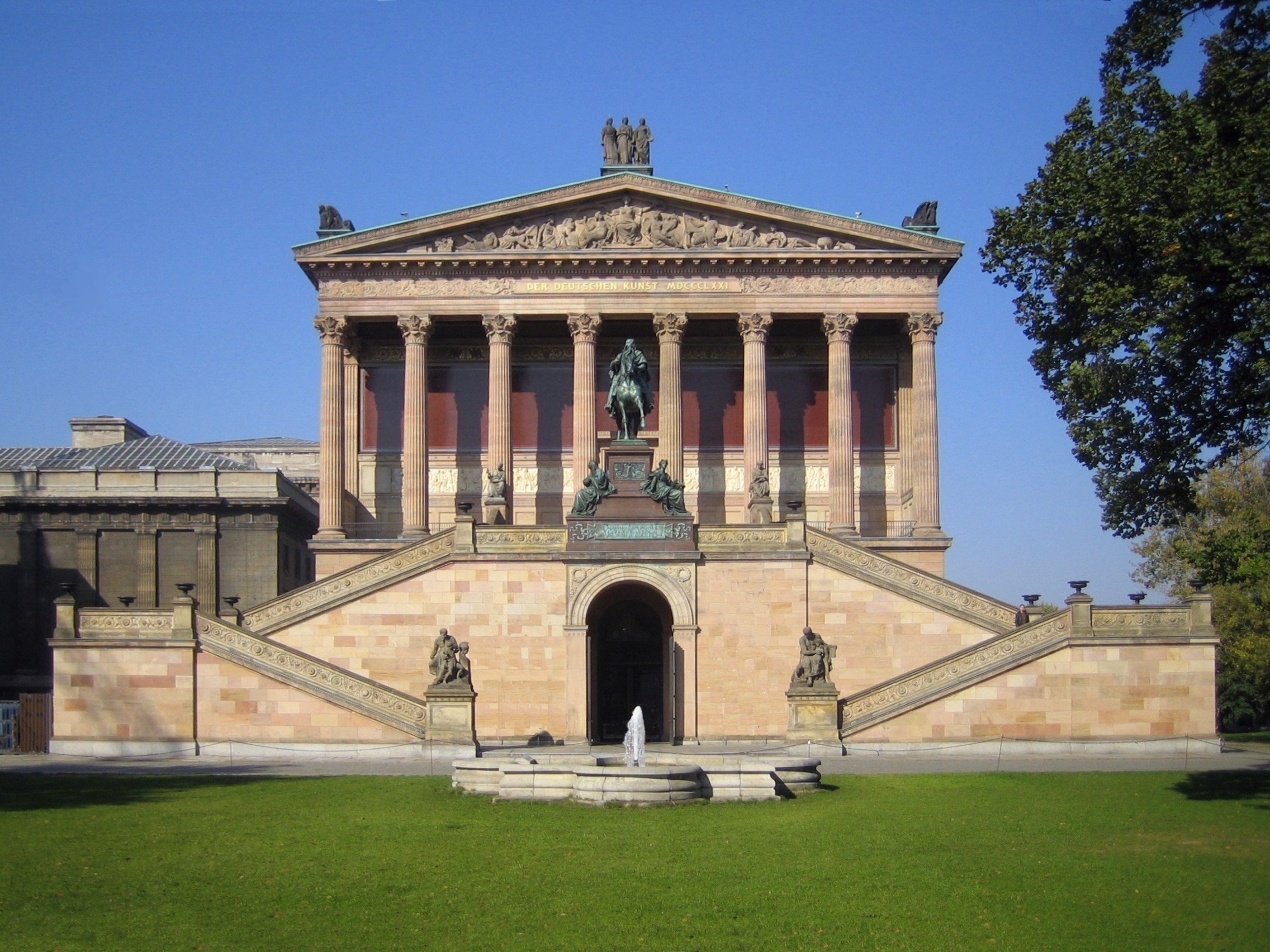
Alte Nationalgalerie.

Fuera de esta Isla de los Museos, hay muchos otros. La Gemäldegalerie (Galería de Pinturas) se centra en las pinturas de los "antiguos maestros" de los siglos XIII al XVIII, mientras que la Neue Nationalgalerie (Nueva Galería Nacional, construida por Ludwig Mies van der Rohe) se especializa en pintura europea del siglo XX. Estos dos museos son parte del Foro de la Cultura, el llamado "Kulturforum".
En la primavera de 2006, se reabrió el expandido Museo Histórico Alemán (Deutsches Historisches Museum) en el Zeughaus con una exposición dedicada a la historia alemana a través de la caída del Muro de Berlín en 1989. Otro museo dedicado al Muro es el Museo del Muro del Checkpoint Charlie.
En el Museumszentrum Berlin-Dahlem (distrito de Dahlem), hay varios museos del arte y cultura mundiales, como el Museo de las Culturas Europeas, así como el Museo de los Aliados (un museo sobre la Guerra Fría), el Museo Brücke (un museo de arte).
Otros museos:
- Acuario de Berlín: es uno de los acuarios más grandes de Alemania.
- Bauhaus-Archive: es un museo de arquitectura de la escuela de diseño integrado fundada por Walter Gropius.

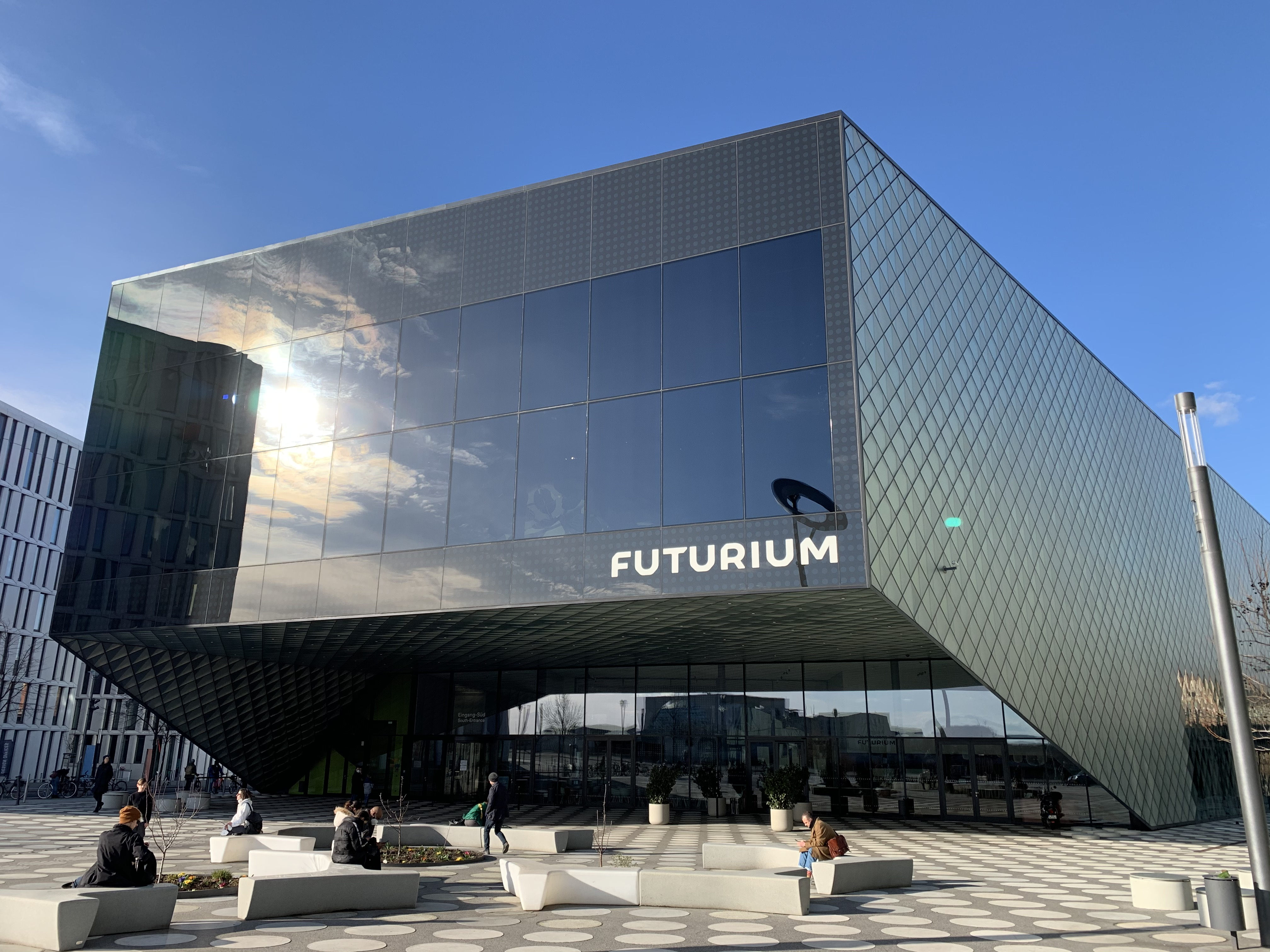
Futurium, el museo del futuro

- Museo Alemán de Tecnología (Deutsches Technikmuseum Berlin) en Kreuzberg: tiene una amplia colección de artefactos técnicos históricos.
- Museo Egipcio de Berlín: parte del Neues Museum (Museo Nuevo) en la Isla de los Museos, alberga una de las más importantes colecciones mundiales de objetos del Antiguo Egipto entre ellos el célebre busto de la reina Nefertiti.
- Museo Berggruen: alberga más de cien obras de Picasso y trabajos de Henri Matisse, Paul Klee y Alberto Giacometti. Está situado frente al Palacio de Charlottenburgo.
- Museo Humboldt de Historia Natural: posee el esqueleto montado de dinosaurio más grande del mundo y el mejor ejemplar existente de un Archaeopteryx.
- Museo Judío de Berlín: tiene una muestra permanente de dos mil años de historia germano-judía.
- Museo de la Stasi, en Lichtenberg, sobre las bases del anterior Ministerio de Alemania del Este para la seguridad del Estado (Stasi).
- Museo Story of Berlin: combina nuevas tecnologías audiovisuales con la historia de la ciudad. En él se puede visitar también uno de los 23 búnkeres subterráneos que quedan en la ciudad.
- Filmmuseum, museo del cine alemán.
- Haus der Kulturen der Welt, situado en el Tiergarten, museo de arte contemporáneo internacional.

### Teatros
- Deutsches Theater
- Admiralspalast
- Berliner Ensemble
- Friedrichstadt-Palast
- Maxim-Gorki-Theater
- Theater des Westens

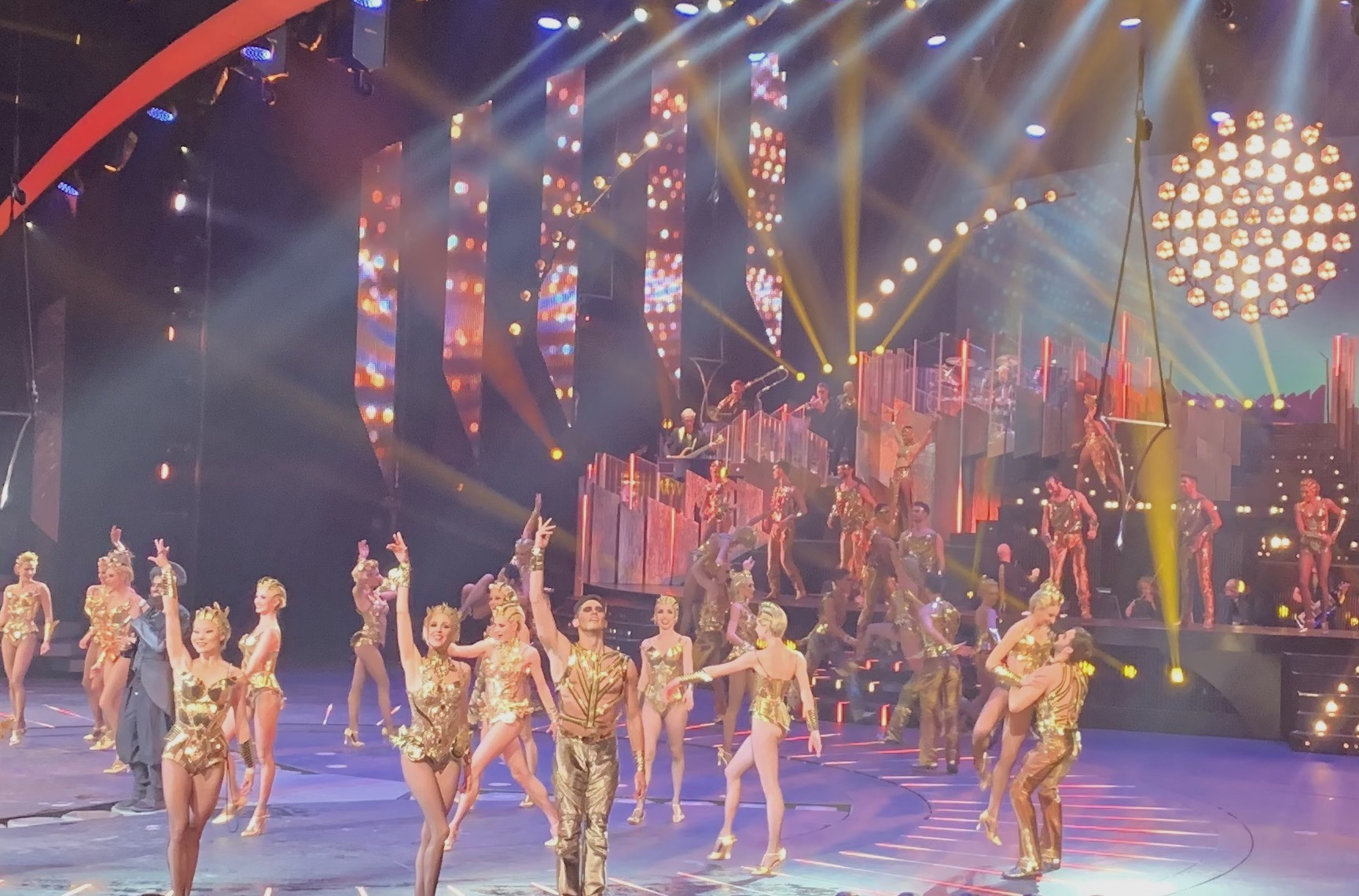
Friedrichstadt-Palast.

- Theater und Komödie am Kurfürstendamm
- Renaissance Theater
- Volksbühne
- RambaZamba Theater

### Actividades recreativas
Alrededor del 18% de la superficie urbana de Berlín está arbolada. Con unas 29.000 hectáreas, la Administración Forestal de Berlín gestiona la mayor superficie de bosque urbano de Alemania. Los bosques más extensos son el Grunewald, atravesado por la cadena de lagos Grunewald y bordeado al oeste por el Havel, y el Spandauer Forst, en el extremo noroeste. El lago Wannsee, en Zehlendorf, es una popular zona recreativa local, conocida sobre todo por su lido.

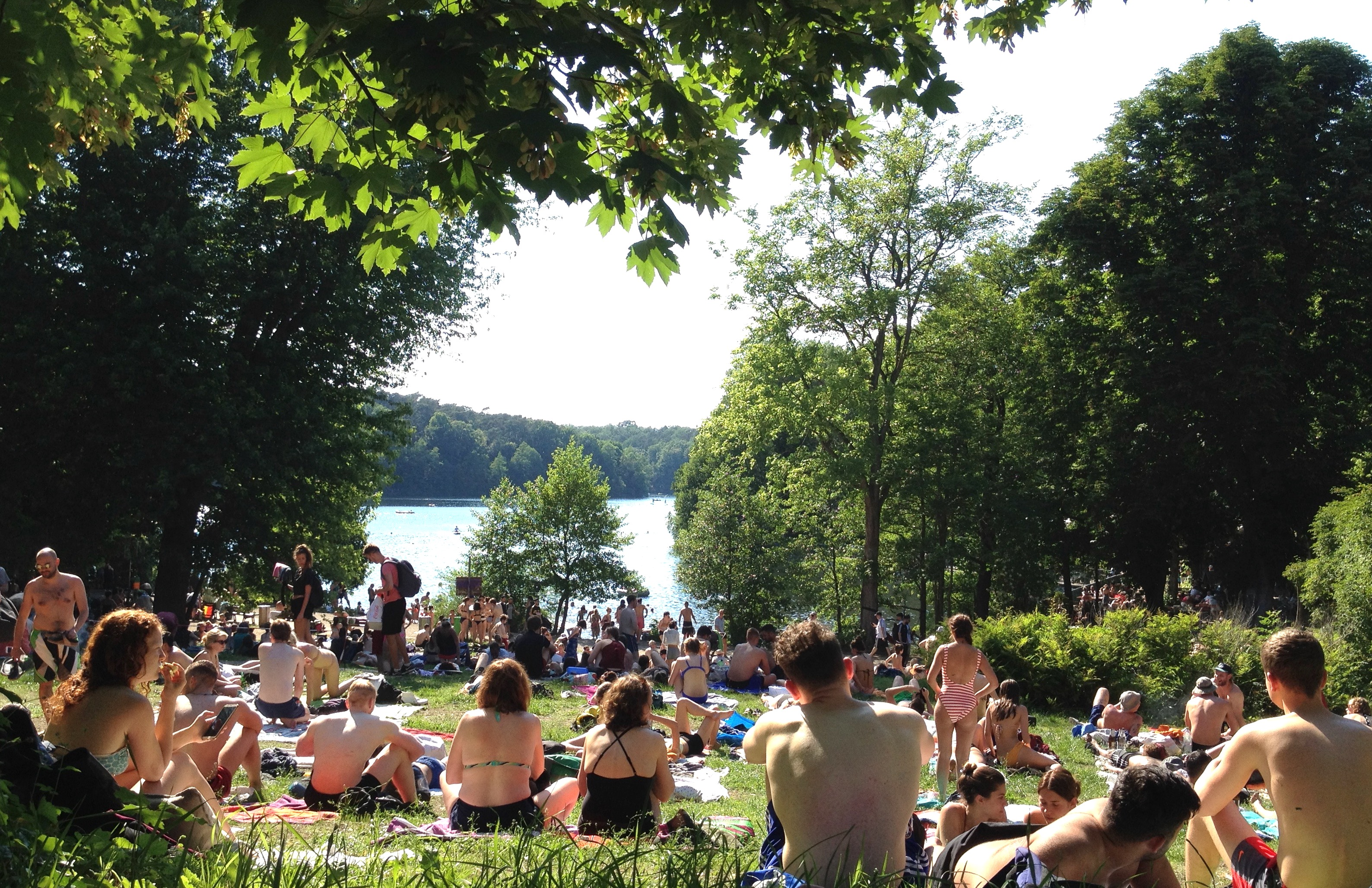
Bañistas en el Schlachtensee

En el sureste de Berlín, el lago Müggelsee con las montañas Müggelberge y el lido Müggelsee en Rahnsdorf forman una gran zona recreativa. La Torre Müggel se construyó en la ladera occidental del Kleiner Müggelberg. Ofrece una vista de los lagos y bosques circundantes. No muy lejos se encuentra la Wuhlheide, una zona boscosa con el antiguo Volkspark Wuhlheide y el centro de ocio y recreo, así como el parque de maquetas Berlín-Brandeburgo.
En las zonas más urbanas de la ciudad, se han establecido varios chiringuitos a lo largo de los ríos y lagos del Spree y el Havel. Las 20 principales rutas verdes conectan gran parte de los parques, zonas verdes, parques regionales circundantes y cursos de agua de Berlín.
Berlín también es mundialmente conocida por su vida nocturna. El elevado número de estudiantes en la ciudad, una gran escena musical creativa, muchos turistas jóvenes de fiesta y la amplia tasa de vacantes, especialmente tras la caída del Muro de Berlín, fueron en parte responsables del desarrollo del paisaje de clubes. Antiguos clubes como Kunsthaus Tacheles o E-Werk y clubes nocturnos existentes como Tresor, Klunkerkranich, KitKatClub, Kulturbrauerei, Club der Visionaere, Berghain, Salon zur Wilden Renate y Kater Blau (a partir de 2024) son particularmente conocidos en este contexto.

### Medios de Comunicación
En Berlín tienen su sede numerosas cadenas de televisión, emisoras de radio, editoriales, empresas cinematográficas, sellos discográficos, medios impresos, agencias de publicidad, productoras de juegos de ordenador, servicios de prensa, redes sociales y medios de comunicación por Internet.

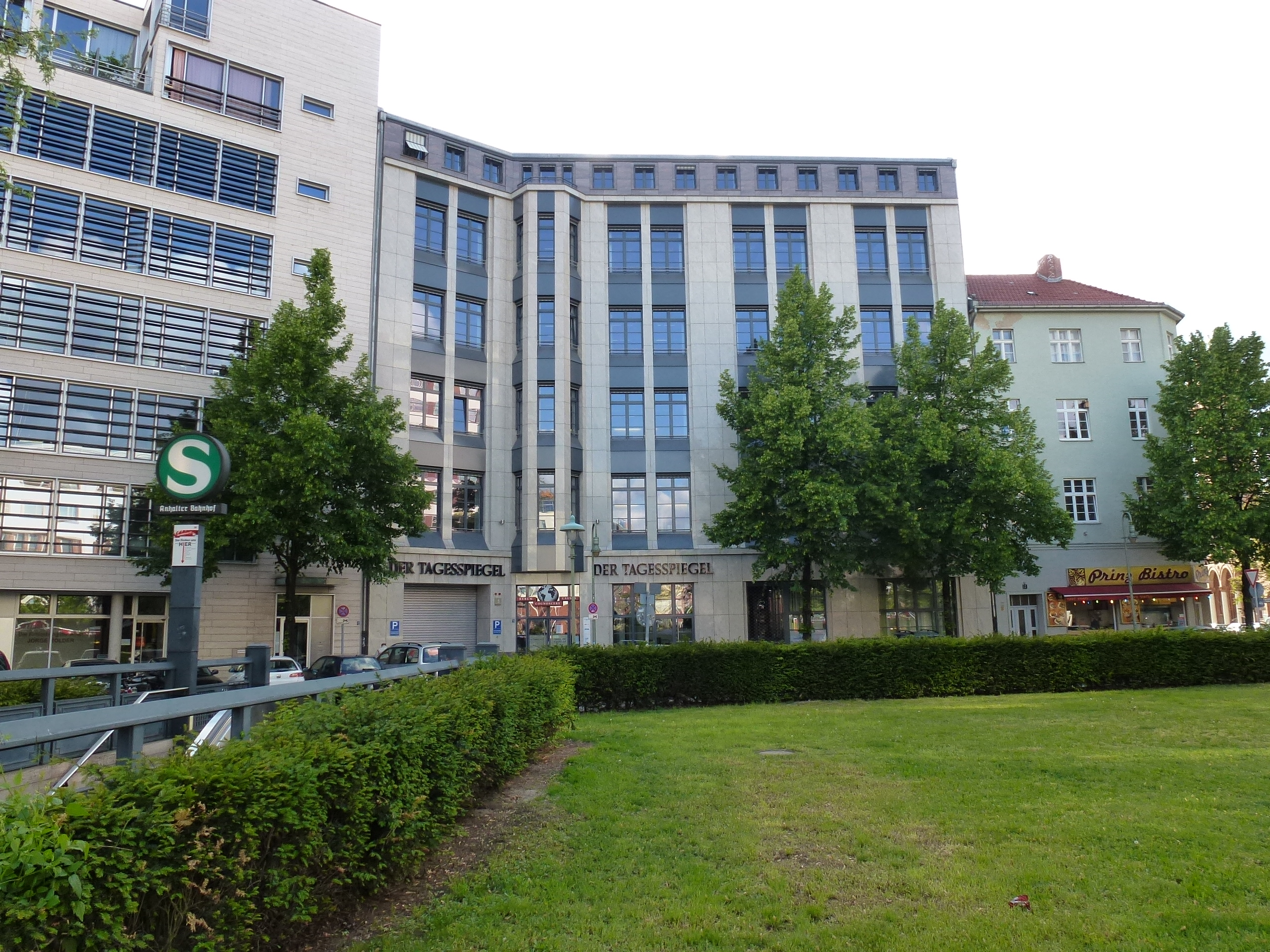
Oficinas de Tagesspiegel en Berlín

Más de 20 agencias de noticias de todo el mundo tienen oficinas en la ciudad, entre ellas dpa, Thomson Reuters, AFP y ANSA. La cadena pública rbb y las privadas TV Berlin y Welt tienen su sede en Berlín. La mayoría de las cadenas nacionales alemanas, como Das Erste, ZDF y RTL, tienen estudios y redacciones. Productoras de televisión como Deutsche Welle tienen sucursales en la ciudad. Más de 30 emisoras de radio con cobertura local y nacional emiten sus programas desde Berlín.
Con 151 editoriales en 2016, Berlín es uno de los centros editoriales más importantes de Europa Axel Springer SE es uno de los mayores grupos mediáticos europeos por volumen de facturación. Las editoriales de educación y ciencia Walter de Gruyter, Cornelsen Verlag y el internacionalmente activo Springer Nature Group tienen su sede en la ciudad. Entre las editoriales de consumo más importantes se encuentran Berliner Verlag, Aufbau-Verlag y Suhrkamp Verlag.
Ninguna otra ciudad germanófona publica más periódicos diarios y sus portales de Internet. Bild y Die Welt figuran entre los diarios nacionales más leídos. También hay que mencionar el taz, probablemente el mayor periódico gestionado como cooperativa. Los diarios locales y sus derivados en Internet son Berliner Zeitung, Berliner Morgenpost y Der Tagesspiegel. Berlín también cuenta con los tabloides locales B.Z. y Berliner Kurier y revistas urbanas como tip y la anglófona The Berliner. Entre las revistas producidas en Berlín destacan Focus, Cicero, Finanztest y Capital.
Debido a la alta concentración de productores de la industria de los medios de comunicación y el entretenimiento en la ciudad, Berlín fue uno de los diez emplazamientos mediáticos con mayor facturación del mundo en 2014.

### Gastronomía

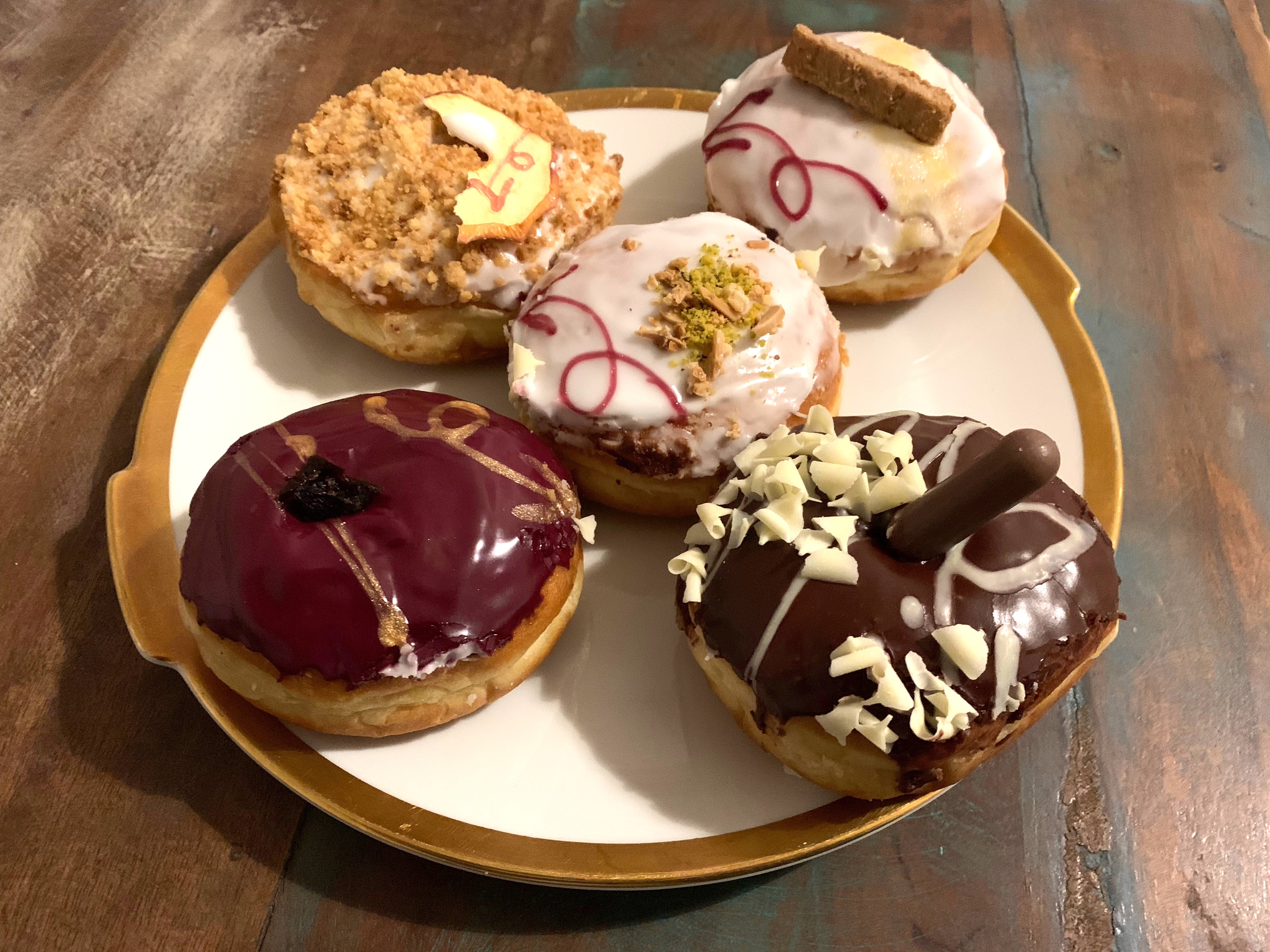
Berlinesas

La comida del Berlín de hoy está fuertemente influenciada por los migrantes de los últimos 70 años. La gastronomía de Berlín es multicultural y está denominada por gastronomías de diferentes países. La presentación de la edición 2022 de la Guía Michelin para Berlín deja un balance total de 24 restaurantes con estrella en la comunidad.
Los ingredientes típicos en la cocina berlinesa son: carne de cerdo, ganso y pescado blanco como el sander, la anguila y el lucio. En el terreno de las verduras están las coles, las legumbres como por ejemplo los guisantes, las lentejas, los nabos y las judías, los pepinos y como no: patatas (Sempiternas en toda la cocina alemana).
En Berlín, se consume mucho café, y no solo para desayunar, sino también para merendar, en lo que se denomina café con pasteles (es una expresión fija: «Kaffee und Kuchen»). 

### Berlín en la cultura popular
- Irgendwo auf der Welt, 1933 Comedian Harmonists
- Ich hab noch einen Koffer in Berlin, 1954 Marlene Dietrich
- Macht kaputt, was euch kaputt macht, 1969 Ton Steine Scherben
- Berlin (álbum), 1973 - Lou Reed
- Trilogía de Berlín, 1977-1979 - David Bowie
- Das Boot (música), 1981 Klaus Doldinger
- Some Great Reward, 1984 - Depeche Mode
- Achtung Baby, 1991 - U2
- Release the Stars, 2007 Rufus Wainwright
- Berlin Calling, 2008 Paul Kalkbrenner
- Hotspot (álbum), 2020 Pet Shop Boys
- Rammstein, 1994-presente
- Berlin, 2022 Zion y Lennox & María Becerra

## Deporte

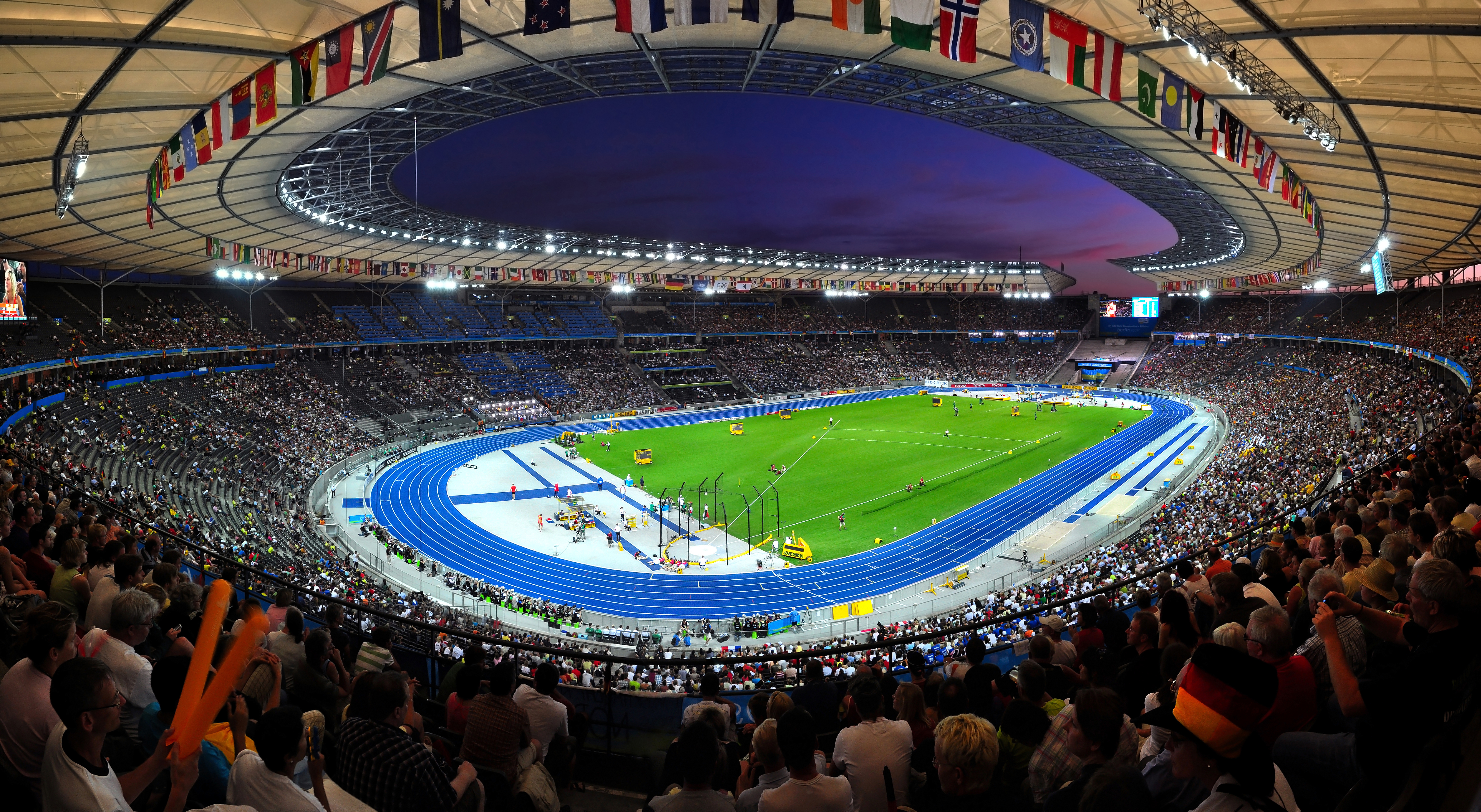
Estadio Olímpico de Berlín (Olympiastadion), uno de los más importantes de Europa.

Berlín goza de una gran reputación de alto nivel como ciudad anfitriona de eventos deportivos internacionales, acogiendo los Juegos Olímpicos de 1936.

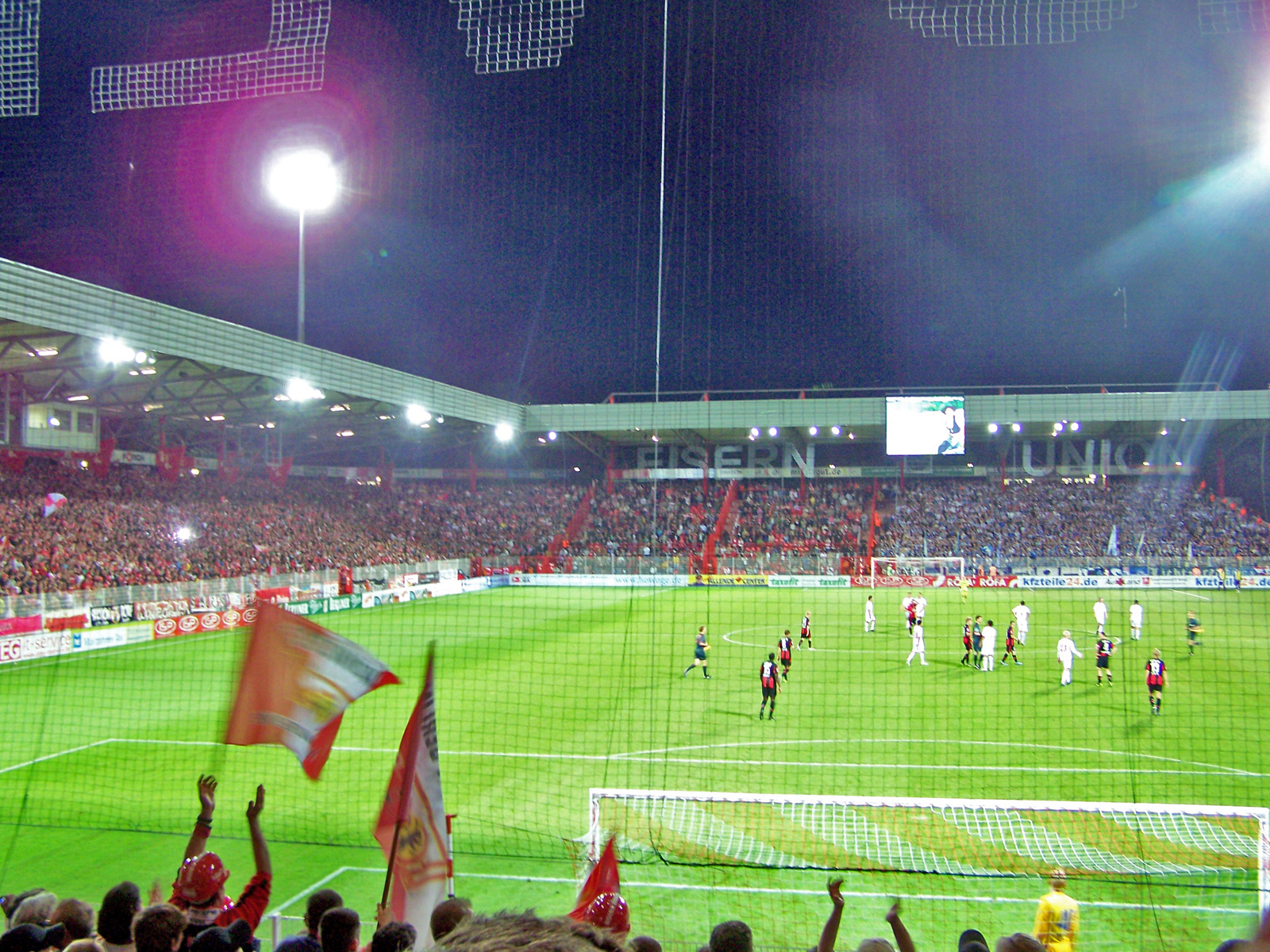
Stadion An der Alten Försterei.

También fue ciudad anfitriona de la Copa Mundial de Fútbol de 1974, la Copa Mundial de Fútbol de 2006 y la final de la Liga de Campeones de la UEFA 2014-15, disputada entre el F. C. Barcelona y la Juventus de Turín el 6 de junio de 2015, acabando ésta con victoria para los de la Ciudad Condal (3-1).
Recientemente se celebró el Campeonato Mundial de Atletismo de 2009 en el remodelado Estadio Olímpico. También fue sede del Campeonato Mundial de Polo en 1989. El Maratón de Berlín, Berlín E-Prix (Fórmula E), Torneo de Berlín y los IAAF Golden League se celebran cada año en Berlín.
RSG Group es un grupo internacional de gimnasios con sede administrativa en Berlín. 
Futbolistas famosos de Berlín son Jérôme Boateng, Kevin-Prince Boateng, Guido Buchwald, Thomas Häßler, Robert Huth, Niko Kovač, Pierre Littbarski, Antonio Rüdiger y Christian Ziege.
| Equipo                   | Deporte            | Competición              | Estadio                        | Creación |
| ------------------------ | ------------------ | ------------------------ | ------------------------------ | -------- |
| F. C. Unión Berlín       | Fútbol             | 1. Fußball-Bundesliga    | Stadion An der Alten Försterei | 1966     |
| Hertha BSC               | Fútbol             | 1. Fußball-Bundesliga    | Estadio Olímpico de Berlín     | 1892     |
| ALBA Berlin              | Baloncesto         | Basketball Bundesliga    | Mercedes-Benz Arena            | 1991     |
| Füchse Berlin            | Balonmano          | Handball Bundesliga      | Max-Schmeling-Halle            | 1891     |
| Eisbären Berlin          | Hockey sobre hielo | Deutsche Eishockey Liga  | Mercedes-Benz Arena            | 1954     |
| Wasserfreunde Spandau 04 | Waterpolo          | Deutsche Wasserball-Liga | Sportzentrum Schöneberg        | 1904     |